# Martin Luther

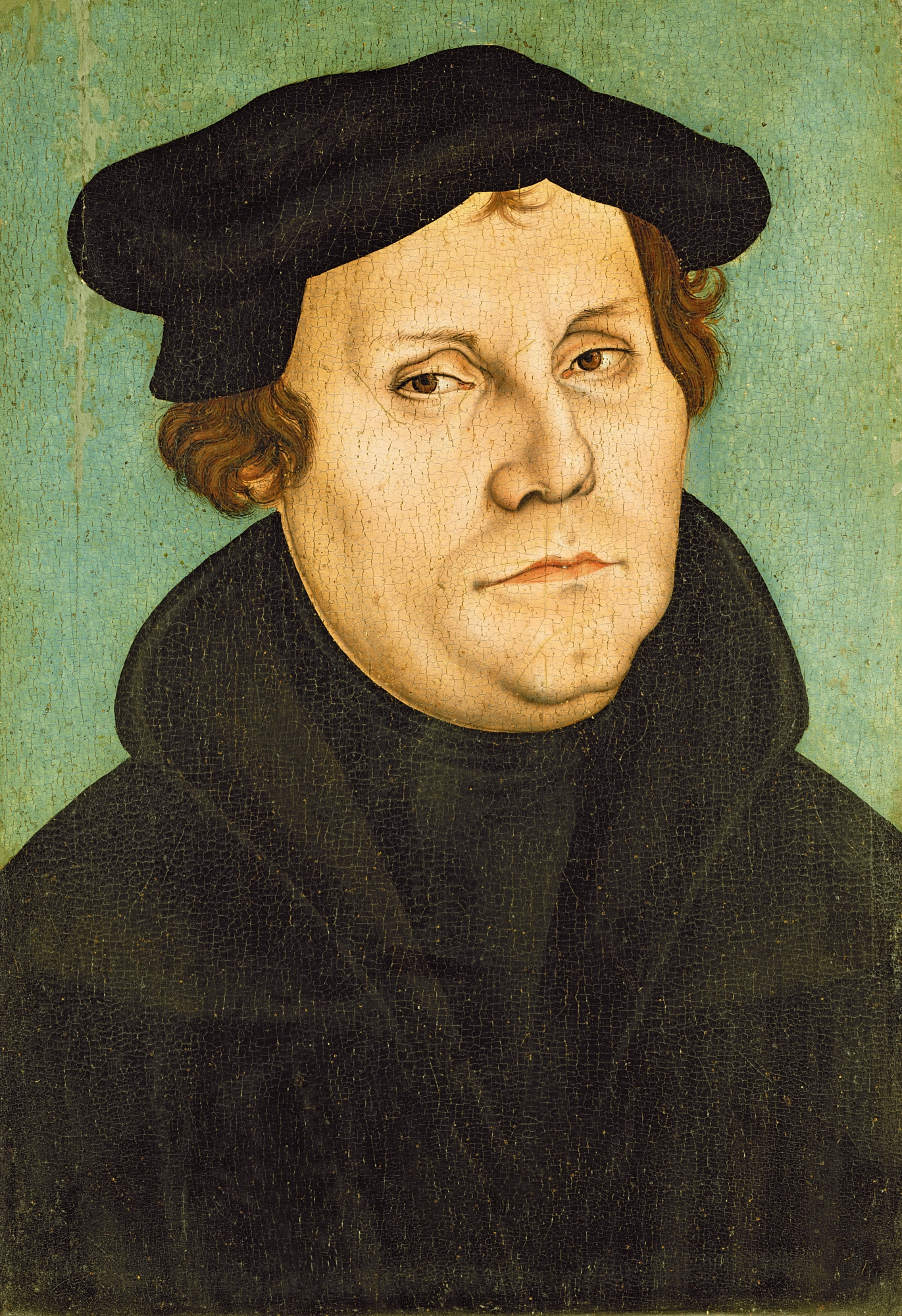
Martin Luther (Werkstatt Lucas Cranachs des Älteren, 1528, Sammlung Lutherhaus Wittenberg)

Martin Luther (* 10. November 1483 in Eisleben, Grafschaft Mansfeld; † 18. Februar 1546 ebenda) war ein deutscher Augustinereremit und Theologieprofessor, der zum Urheber der Reformation wurde. Er sah in Gottes Gnadenzusage und der Rechtfertigung durch Jesus Christus die alleinige Grundlage des christlichen Glaubens. Auf dieser Basis wollte er damalige Fehlentwicklungen der römisch-katholischen Kirche beseitigen und sie in ihrer ursprünglichen Gestalt nach dem Evangelium wiederherstellen („re-formieren“). Entgegen Luthers Absicht kam es im Lauf der Reformation zu einer Kirchenspaltung, aus der evangelisch-lutherische Kirchen und weitere Konfessionen des Protestantismus entstanden.
Luthers Theologie und Kirchenpolitik trugen zu tiefgreifenden Veränderungen der europäischen Gesellschaft und Kultur in der Frühen Neuzeit bei. Die Lutherbibel beeinflusste entscheidend die Entwicklung der neuhochdeutschen Sprache.

## Leben

### Herkunft, Name, Geburtsjahr

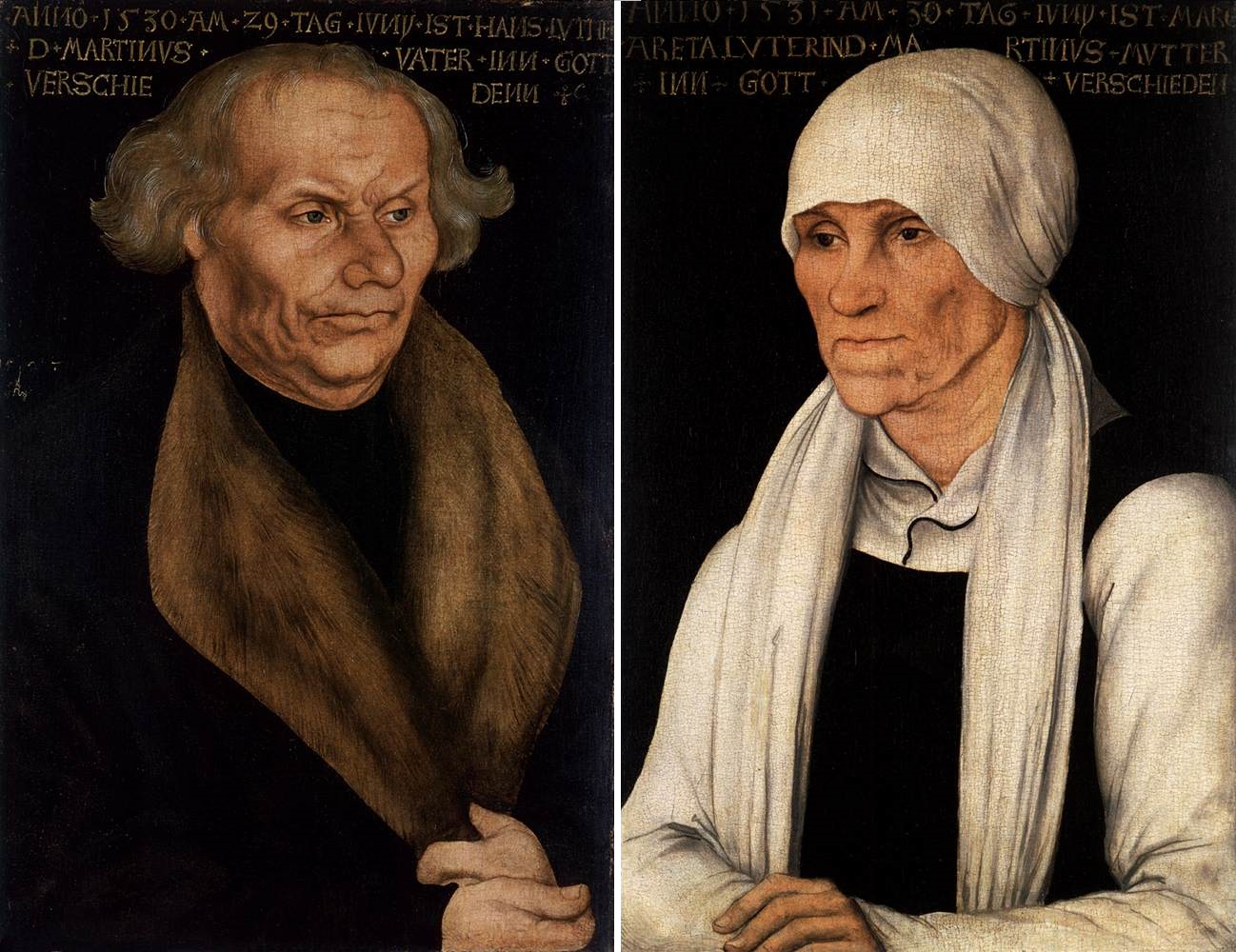
Luthers Eltern Hans und Margarethe Luther (Lucas Cranach der Ältere)

Luther war der erste Sohn des Hüttenmeisters Hans Luder (1459–1530) und seiner Frau Margarethe Lindemann (1459–1531). Die Eltern hatten um 1479 geheiratet und waren nach Eisleben gezogen, wo der Vater eine Hütte pachtete. Seine Familie führte ihren Nachnamen in verschiedenen Varianten. Luther wählte seine Nachnamensform um 1512 oder 1517. Er leitete sie vom Herzog Leuthari II. oder vom griechischen Adjektiv eleutheros („frei“) ab und benutzte vorübergehend die Form Eleutherios („der Freie“).
Nach Erinnerungen von Luthers Mutter, die sein Mitarbeiter Philipp Melanchthon nach Luthers Tod aufzeichnete, wurde er am 10. November nachts geboren und am Folgetag auf den Namen des Tagesheiligen Martin von Tours getauft. Das Geburtsjahr 1483 sei nach Luthers Bruder Jakob Familienmeinung gewesen; Luther nannte jedoch 1482 oder 1484. Für 1482 spricht, dass er 1505 bei seiner Magisterprüfung angab, er sei 22 Jahre alt. Im zweiten Fall wäre Mansfeld sein Geburtsort gewesen, wohin die Familie im Sommer 1484 gezogen war.

### Kindheit und Jugend
In Mansfeld wohnte die Familie zunächst zur Untermiete, bezog bald aber ein repräsentatives Wohnhaus gegenüber dem Schloss. Hier wuchs Martin mit seinem jüngeren Bruder Jacob (1490–1571) und drei Schwestern auf. Wahrscheinlich nahm er hier auch die damals vor Ort herrschende niederdeutsche Mundart auf, worauf er später auch in seinen Tischreden Bezug nahm. In der Mansfelder Lateinschule (1490–1497) lernte er vor allem Grammatik und etwas Logik, Rhetorik und Musik. Ab 1491 wurde der relativ wohlhabende Vater Mitglied des Stadtrats. Ab Frühjahr 1497 besuchte Martin rund ein Jahr lang die Magdeburger Domschule. Die Brüder vom gemeinsamen Leben boten ihm Quartier im Hieronymushaus. Er verkehrte im Haus von Paul Moßhauer, der auch aus einer Mansfelder Bergbauunternehmerfamilie stammte und Offizial des Erzbischofs Ernst II. von Sachsen war.
Zur Vorbereitung auf das Studium zog Luther zu Verwandten seiner Mutter in die Kleinstadt Eisenach, die damals drei Pfarrkirchen, mehrere Klöster und somit anteilig viele Geistliche unter den rund 4000 Bürgern hatte. Auf der Pfarrschule St. Georgen (1498–1501) lernte Luther, Latein fließend zu sprechen und zu schreiben. Er behielt später Kontakt zu dem Lehrer Wigand Güldenapf, dem er nach Eigenangaben viel verdankte. Anfangs musste Luther als Kurrendensänger seinen Unterhalt bestreiten. Dann fand er Aufnahme in einem Wohnhaus der Bürgerfamilien Cotta und Schalbe (vermutlich dem heutigen „Lutherhaus Eisenach“). Luther lernte so das Collegium Schalbense kennen, eine vom Franziskanerorden geprägte Gebets- und Lesegemeinschaft von Mönchen und Bürgern. Zudem nahm er an Treffen im Haus des Priesters und Stiftsvikars Johannes Braun teil, bei denen musiziert, gebetet und über geistliche und humanistische Texte gesprochen wurde. In diesem Kreis wurde auch die heilige Anna verehrt.
Im Sommersemester 1501 wurde „Martinus Ludher ex Mansfeldt“ in der Artistenfakultät der Universität Erfurt eingeschrieben. Da er als vermögend eingeschätzt wurde, musste er die volle Einschreibgebühr entrichten. Ob Luther als Student der Artes in der Georgenburse lebte oder im Collegium Porta Coeli, ist ungewiss. Das studentische Leben in einer Burse war stark reglementiert und hatte klosterähnliche Züge. Am 29. September 1502 legte Luther zum frühestmöglichen Zeitpunkt das Bakkalaureats-Examen ab und bestand es als dreißigster von 57 Graduierten. Eine Verletzung am Oberschenkel mit dem Degen, den er als Student trug, zwang ihn 1503 oder 1504, das Bett zu hüten. In dieser Zeit lernte er die Laute zu spielen. Der Tod einiger Kollegen und Professoren infolge der Pest, die 1504/05 in Erfurt und Umgebung grassierte, stürzte Luther in eine Krise. Am 6. Januar 1505 schloss er seine akademische Grundbildung als zweiter von 17 Kandidaten mit dem Magister artium ab.
Luther bezeichnete Jodocus Trutfetter von Eisenach und Bartholomäus Arnoldi von Usingen als seine akademischen Lehrer und hatte näher Kontakt zu ihnen. Als philosophische Grundausbildung hatte er bis dahin Aristoteles in mittelalterlich-scholastischer Interpretation studiert. Aristoteles hatte seinen habitus-Begriff am Beispiel des Zitherspielers erläutert: Dieser werde durch Spielpraxis zum „leicht, sicher, lustvoll und vollkommen“ handelnden Virtuosen. Die Scholastik bezog dies auf das Christsein: Der tugendhafte Christ tue leicht, spontan und freudig, was Gott fordere.
Auf Wunsch seines Vaters studierte Luther im Sommersemester 1505 Jura in Erfurt, um später in die gräfliche Verwaltung eintreten und das Familienunternehmen leiten zu können. Doch am 2. Juli 1505 überraschte ihn auf dem Rückweg von einem Elternbesuch in Mansfeld bei Stotternheim ein schweres Gewitter. In Todesangst gelobte er der heiligen Anna, er wolle Mönch werden, wenn sie ihn rette.
Weshalb Luther dieses Gelübde ablegte und dann ins Kloster eintrat, ist ungeklärt. Nach Martin Brecht (1981) wollte er damit eine auch durch das Jurastudium ausgelöste Lebenskrise bewältigen. Nach Thomas Kaufmann bedrückten ihn das Jurastudium und eventuell elterliche Pläne einer Geldheirat für ihn. Die Pest in Erfurt und das Gewittererlebnis hätten Luther die Schutzlosigkeit seiner Existenz und Gottes Zugriff gezeigt. Die Selbsthingabe als Mönch sei ihm als angemessene Antwort erschienen. So bat Luther am 17. Juli 1505 beim Kloster der Augustiner-Eremiten in Erfurt um Aufnahme.

### Priesterausbildung und Theologiestudium

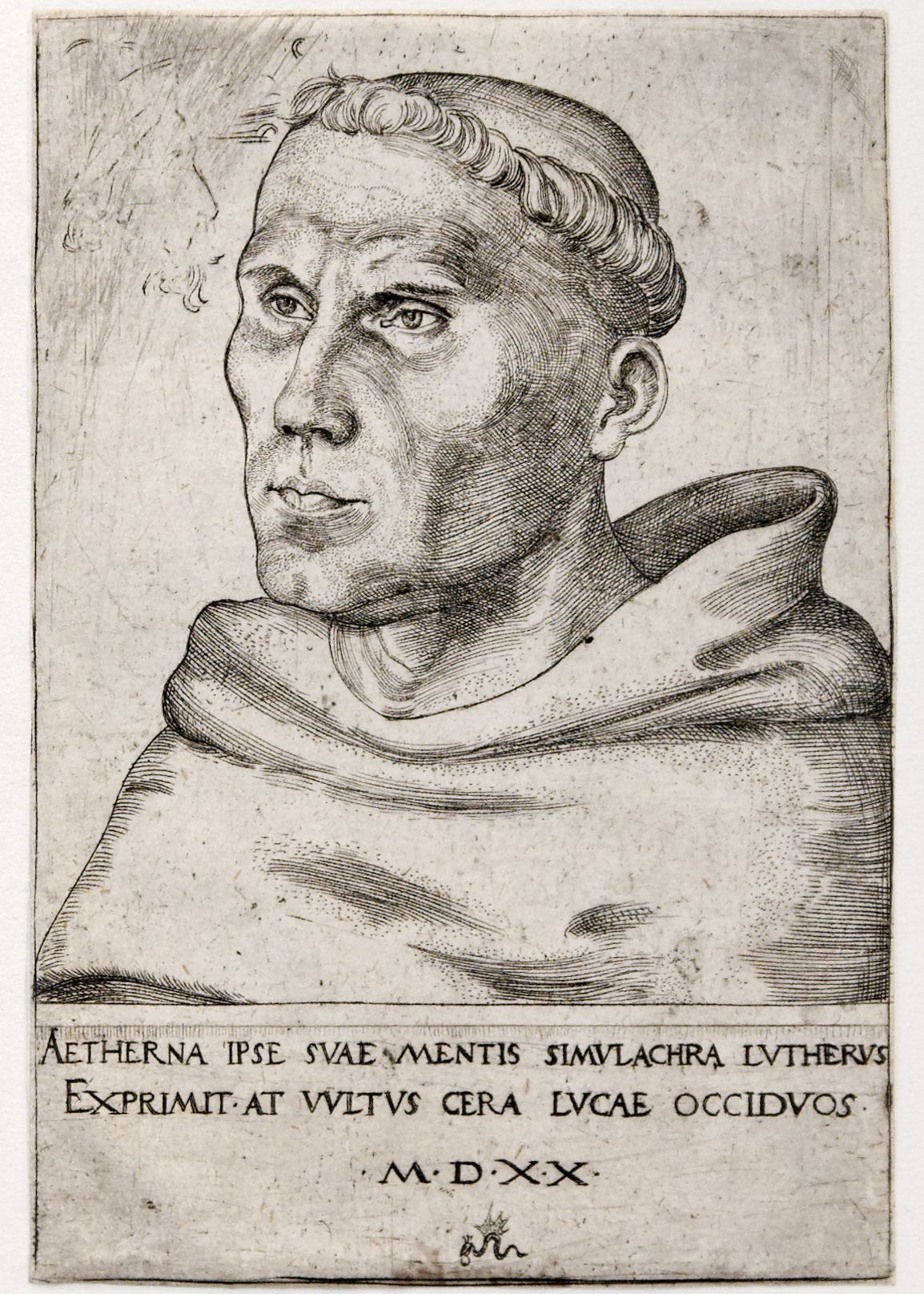
Luther als Augustinermönch (Lucas Cranach der Ältere, 1520)

Zunächst war Luther im Augustinerkloster Erfurt als Gast untergebracht und legte vor Prior Winand von Diedenhofen seine erste Generalbeichte ab. Wohl schon im Herbst 1505 wurde er als Novize aufgenommen und für ein Probejahr dem Novizenmeister Johannes von Paltz übergeben. Dieser führte ihn in die Lebensweise der Gemeinschaft ein. Bei einem Besuch des Erfurter Klosters am 3. April 1506 traf der Generalvikar der Augustinereremiten Johann von Staupitz Luther erstmals und wurde sein Beichtvater und Seelsorger. Die Ordensoberen hatten Vertrauen in Luthers Entwicklung und erwarteten einiges von ihm, während er selbst ein Ungenügen empfand.
Mit seiner Profess im September 1506 wurde Luther endgültig als Mönch aufgenommen. Seine Vorgesetzten legten fest, dass er Priester werden und anschließend Theologie studieren sollte. Er studierte Gabriel Biels Auslegung des Canon Missae. Am 4. April 1507 weihte ihn Weihbischof Johann Bonemilch von Laasphe im Erfurter Dom zum Priester. Zur Primiz am 2. Mai 1507 in der Klosterkirche lud er seine Mansfelder Verwandten und Eisenacher Freunde ein.

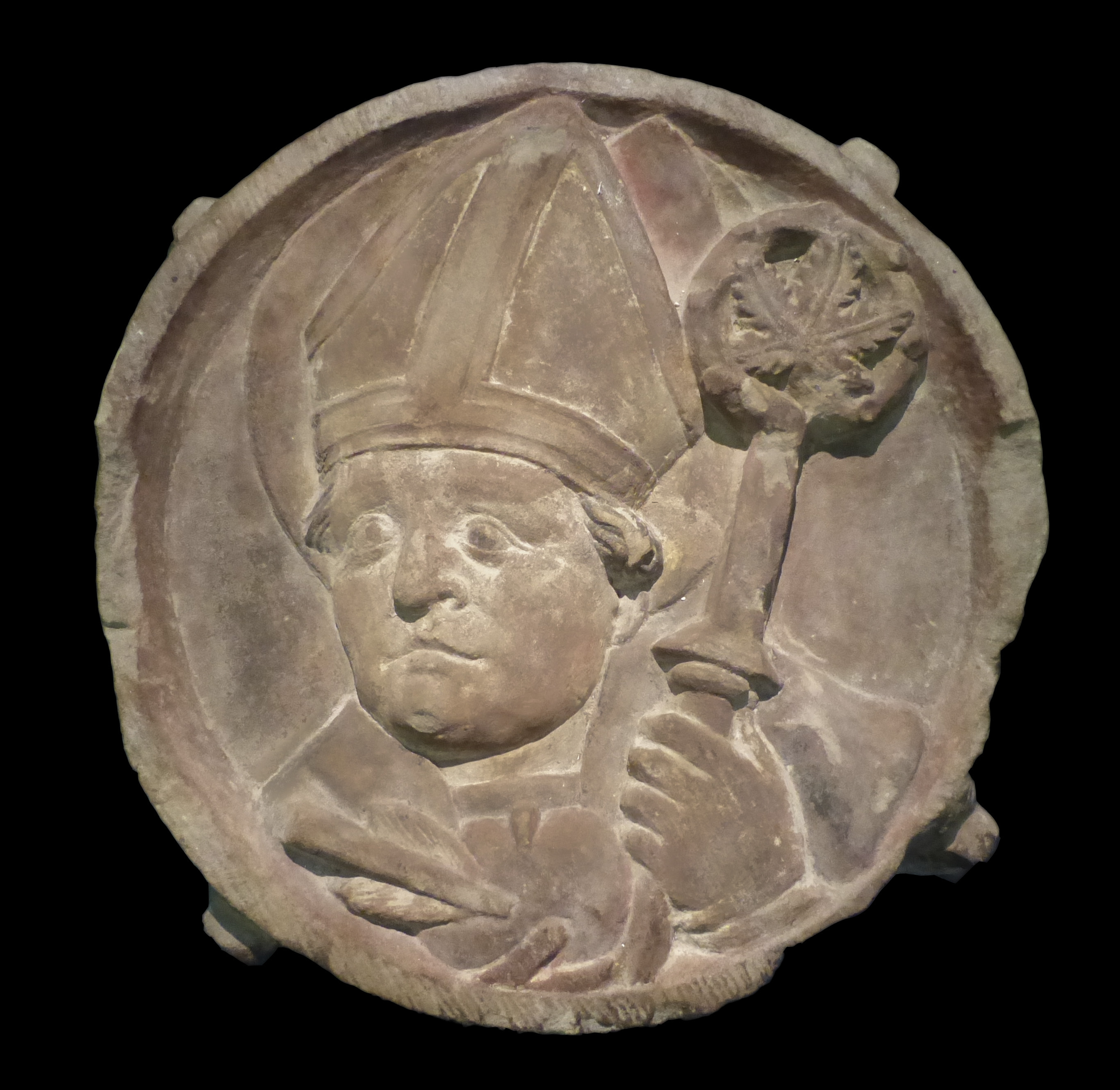
Schlussstein mit Augustinus-Porträt, aus dem Augustinerkloster Erfurt

Dann begann Luther das Theologiestudium. Sein wichtigstes Lehrbuch war der Sentenzenkommentar (Collectorium) von Gabriel Biel, der Wilhelm von Ockhams Lehre mit anderen scholastischen Lehrmeinungen ausglich und ein pelagianisches Verständnis von Willensfreiheit vertrat. Dieses widersprach laut Johannes Wallmann Thomas von Aquin und dem späteren Konzil von Trient. Luthers spätere reformatorische Theologie war ein Gegenentwurf zu Biels Ockhamismus.
Auf Empfehlung von Johann von Staupitz versetzte die deutsche Kongregation in München Luther am 18. Oktober 1508 nach Wittenberg. Dort sollte er kurzfristig einen Mitbruder vertreten und an der Artistenfakultät Moralphilosophie lehren. Nach der Organisationsweise der damaligen Universität war Luther nun Dozent und Student zugleich. Im März 1509 erwarb er den Grad des Baccalareus biblicus. Nach einem weiteren Semester disputierte er für den nächsten Grad des Baccalaureus sententiarius. Bevor er seine Antrittsvorlesung halten konnte, rief sein Kloster ihn jedoch ohne Absprache mit Staupitz überraschend zurück. Eventuell protestierten die Erfurter Augustiner damit gegen Staupitz’ Wahl zum sächsisch-thüringischen Provinzial. Luther traf noch 1509 wieder in Erfurt ein. Wie seine Notiz auf einer gedruckten Augustinus-Werkausgabe der Klosterbibliothek belegt, las er seit 1509 Schriften des Augustinus von Hippo. Darunter waren De trinitate und De civitate Dei, noch nicht aber jene Werke, in denen sich Augustinus mit den Pelagianern auseinandersetzte. Im Herbst 1509 hielt Luther im Auditorium Coelicum am Dom zu Erfurt seine Sentenzenvorlesung und wurde dann zum Baccalaureus sententiarius ernannt. Er lehrte als Sententiar in Erfurt vom Wintersemester 1510 bis zum Sommersemester 1511. Danach zog er ganz nach Wittenberg um.
Dem Humanismus verdankte Luther das Interesse an den biblischen Sprachen. Schon 1506 erwarb er das Lehrbuch Johannes Reuchlins De rudimentis hebraicis und brachte sich damit die hebräische Sprache selbst bei. 1512 erwarb er zudem Reuchlins Ausgabe der sieben Bußpsalmen (Septem psalmi poenitentiales) mit hebräischem Text, lateinischer Übersetzung und grammatischen Erläuterungen. Luther hatte zu den Erfurter Humanisten Crotus Rubeanus, Mutianus Rufus (ab 1515) und Johann Lange Kontakt, gehörte aber nicht zu ihrem Kreis. Er interessierte sich für Autoren der Antike und besaß früh das griechische NT von Erasmus.

### Romreise
Im Auftrag seines Ordens und von einem Mitbruder begleitet, reiste Luther Ende 1510 oder später nach Rom. Datum und genauer Zweck der Reise sind unklar. Laut Heinrich Böhmer (Martin Luthers Romfahrt, 1914) und ihm folgend Heinz Schilling (Martin Luther: Rebell in einer Zeit des Umbruchs, 2013) sollten die beiden Erfurter Mönche in Rom gegen die von der Leitung des deutschen Augustinerordens befohlene Vereinigung der strengen Observanten mit den liberaleren Augustinerklöstern der sächsischen Ordensprovinz protestieren. Hans Schneider und ihm folgend Thomas Kaufmann, Bernd Moeller, Volker Leppin und Ulrich Köpf datieren die Romreise dagegen auf 1511/12. Dann wäre Luther von Wittenberg, nicht Erfurt aus gereist und wohl nicht gegen die Vereinigungspläne aufgetreten, sondern weiterhin als Unterstützer seines Beichtvaters von Staupitz. Luther hatte seine Herkunftsregion zuvor noch nie verlassen und reiste nie wieder so weit und lange fort. Er nutzte seinen etwa vierwöchigen Romaufenthalt auch, um seine dritte Generalbeichte abzulegen, und besuchte zahlreiche Gnadenorte. Laut Johannes Wallmann zweifelte Luther nicht an der römischen Buß- und Ablasspraxis, ließ „die reichen Gelegenheiten des Ablaßerwerbs nicht vorübergehen“, war aber entsetzt über den dortigen Unernst und Sittenverfall, ohne sich durch die „scharf beobachteten Verfallserscheinungen“ in seinem Glauben an die Kirche beirren zu lassen. Nach Leppin zeigen frühe Zeugnisse Luthers noch keine solchen Beobachtungen; erst Luthers späte Tischreden betonen Verfallserscheinungen in Rom, die er auch aus anderen Quellen gekannt haben kann. Im Jahre 1519 sei Rom für ihn noch die Kirche des Simon Petrus, des Paulus von Tarsus und der vielen Märtyrer gewesen, auf die Gott sein besonderes Augenmerk gerichtet habe. Da er später immer wieder nur seine privaten Reiseeindrücke erwähnte, war es eventuell eine Pilgerreise, keine Dienstreise.

### Aufgaben in Wittenberg
Auf von Staupitz’ Initiative zog Luther im September 1511 von Erfurt nach Wittenberg, das damals höchstens 2500 Einwohner hatte, und bewarb sich für ein theologisches Doktorat. Die Leucorea war noch im Aufbau, auch das Wittenberger Klostergebäude war damals unfertig. Jedoch war Wittenberg Hauptstadt von Kursachsen. Luther begab sich also in ein für seine weitere Entwicklung wichtiges politisches Kräftefeld. Beim Ordenskapitel der Augustinereremiten in Köln am 5. Mai 1512 unterstützte Luther wahrscheinlich von Staupitz in ordensinternen Konflikten. Das Kapitel ernannte Luther zum Subprior und Studienleiter sowie Klosterprediger der Wittenberger Ordensniederlassung. Er sollte die Bibelprofessur, die zuvor von Staupitz innehatte, auf Lebenszeit übernehmen; Kurfürst Friedrich der Weise war deshalb bereit, die Promotionskosten zu übernehmen.

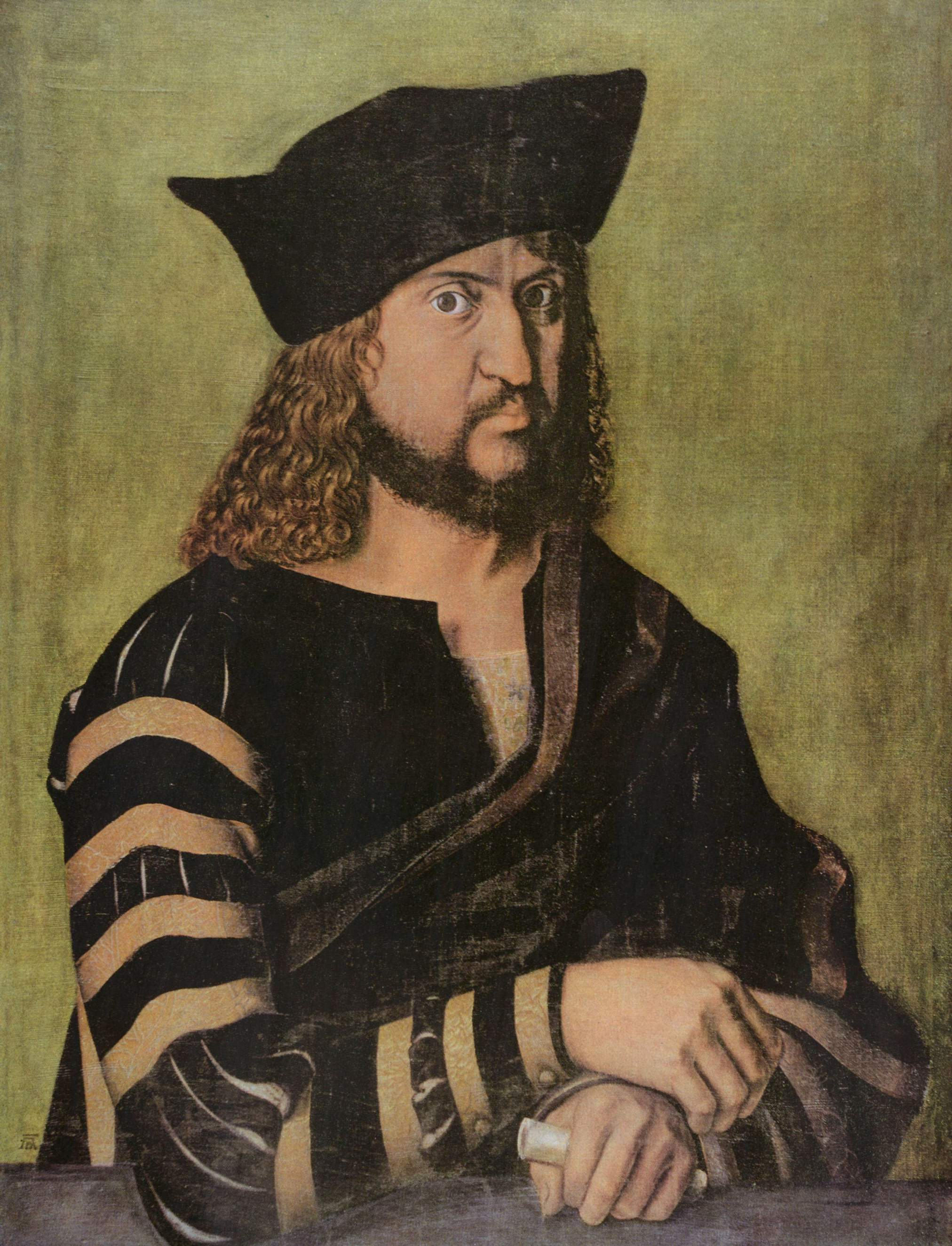
Friedrich der Weise um 1500; Porträt von Albrecht Dürer

Da Kursachsens Gebiet zu mehreren Bistümern gehörte, befand sich Luthers Landesherr kirchenpolitisch in einer starken Position. Das Allerheiligenstift in Wittenberg samt der inkorporierten Stadtkirche unterstand allerdings direkt dem Papst. Weil der Kantor des Stifts, Ulrich von Dinstedt, seine Aufgabe als Prediger an der Stadtkirche nicht wahrnahm, erhielt Luther den Predigtauftrag. Er bezog daraus seine für lange Zeit einzigen persönlichen Einkünfte (jährlich 8 Gulden 12 Groschen). Luthers erste sicher datierten Predigten stammen aus dem Jahr 1514.
Auf dem Kongregationskapitel in Gotha am 1. Mai 1515 wurde er zum Provinzialvikar ernannt und übernahm damit zusätzlich zu seiner Wittenberger Lehrtätigkeit Leitungsaufgaben in seinem Orden, die mit einer erheblichen Visitations- und Reisetätigkeit verbunden waren. Als Vikar unterstanden ihm zehn Konvente, darunter sein ehemaliger Heimatkonvent in Erfurt. Dort setzte er 1516 Johann Lange zum Prior ein. In Wittenberg stand er als Subprior an zweiter Stelle in der Klosterhierarchie, zugleich war er als Vikar Vorgesetzter des Priors.

### Professur für Bibelauslegung

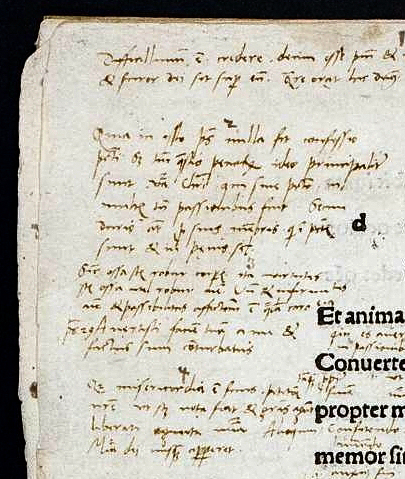
Handschriftliche Notizen Luthers zur ersten Psalmenvorlesung (Wolfenbütteler Psalter)

Im Oktober 1512 war Luther durch Andreas Bodenstein an der Leucorea zum doctor theologiae promoviert worden. Sein Doktoreid verpflichtete ihn auf die Heilige Schrift, also die Bibel, und auf die theologische Erschließung ihres Gehalts. Darauf berief er sich im späteren Konflikt mit der Papstkirche.
In Wittenberg bot Luther pro Semester eine zweistündige Vorlesung an. Davon sind einige studentische Nachschriften und Arbeitstexte erhalten, darunter der Wolfenbütteler Psalter, Luthers Handexemplar der ersten Psalmenvorlesung (Dictata super Psalterium, 1513–1515). Luther legte hier noch den lateinischen Text der Vulgata mit der überkommenen Methode des vierfachen Schriftsinns aus, betonte aber schon für ihn Typisches: Alle Psalmen handelten von Jesus Christus. Da sie vor dem irdischen Leben des Jesus von Nazaret entstanden seien, täten sie dies im Literalsinn, aber auf prophetische Weise (sensus litteralis propheticus). Diesen hermeneutischen Zugang verdankte Luther seinem Mentor von Staupitz.
Seine Römerbriefvorlesung (1515/16) bereitete Luther schon nach dem griechischen Neuen Testament (NT) vor, legte aber weiterhin für seine Studenten den lateinischen Text zugrunde. Hier nutzte er oft den vierfachen Schriftsinn, rückte aber allmählich davon ab und zitierte sehr oft Augustinus. Dessen achten Band einer 1506 in Basel gedruckten Werkausgabe hatte er wohl zur Vorbereitung seines Römerbriefkollegs zur Hand genommen. Darin enthaltene antipelagianische Texte wie De spiritu et littera gaben ihm zudem eine „systematisch-theologische Hilfe zum Verständnis des Römerbriefs und der paulinischen Theologie überhaupt.“
Im Wintersemester 1516/1517 las Luther über den Brief des Paulus an die Galater, dann zeitlich parallel zum Ablassstreit zwei Semester über den Brief an die Hebräer. Nur von wichtigen lebensgeschichtlichen Ereignissen unterbrochen, las er regelmäßig bis November 1545 über ein biblisches Buch (lectura in biblia). Er wählte auffällig oft Themen aus dem Alten Testament (AT) – wohl deshalb, weil er seine Hebräischkenntnis höher als seine Griechischkenntnis einstufte. Nur vier von 32 Jahren seiner Bibelprofessur widmete er NT-Schriften.
Im August 1518 berief die Universität Wittenberg Philipp Melanchthon an den neu eingerichteten Lehrstuhl für Altgriechische Sprache. Er wurde Luthers engster Mitarbeiter.

### Reformatorische Wende
Wann Luther das reine Geschenk der Gerechtigkeit Gottes allein aus Gnade (sola gratia) zuerst formulierte, ist ein Hauptstreitpunkt der Lutherforschung. In einer späteren Eigenaussage beschrieb er diesen Wendepunkt als unerwartete Erleuchtung in seinem Arbeitszimmer im Südturm des Wittenberger Augustinerklosters. Manche datieren dieses Turmerlebnis auf 1511 bis 1513, andere um 1515 oder um 1518, wieder andere nehmen eine allmähliche Entwicklung der reformatorischen Wende an. Deren Datierung und nähere inhaltliche Bestimmung hängen wechselseitig zusammen. Luther beschrieb sein Erlebnis 1545 rückblickend als große Befreiung während der Vorbereitung auf seine zweite Psalmenvorlesung (also zwischen Frühjahr und Herbst 1518).
Wie ein Brief Luthers an von Staupitz zeigt, waren Probleme mit dem Bußsakrament der Grund für seine damalige große innere Spannung: Er fühlte sich trotz seines untadeligen Lebens als Mönch vor Gott als Sünder, unfähig, den strafenden Gott zu lieben. In der einsamen Meditation über Röm 1,17  habe er plötzlich entdeckt, was er seit einem Jahrzehnt vergeblich gesucht hatte:

„Denn darin wird offenbart die Gerechtigkeit, die vor Gott gilt, welche aus dem Glauben kommt und zum Glauben führt; wie geschrieben steht: Der Gerechte wird aus dem Glauben leben.“

Dieser Bibelvers habe ihn zu seinem neuen Schriftverständnis geführt: Gottes ewige Gerechtigkeit sei ein reines Gnadengeschenk, das dem Menschen nur durch den Glauben an Jesus Christus gegeben werde. Keinerlei Eigenleistung könne dieses Geschenk erzwingen. Auch der Glaube, das Annehmen der zugeeigneten Gnade, sei kein menschenmögliches Werk. Damit zerbrach für ihn nach gängiger protestantischer Deutung die gesamte mittelalterliche Theologie. Volker Leppin betont dagegen, Luthers Entwicklung sei gerade nicht bruchhaft erfolgt, sondern habe an die spätmittelalterliche Frömmigkeit der Predigten Johannes Taulers angeknüpft. Die christliche Mystik sei eine Quelle für Luthers Gnadentheologie. Für die Frage, ob Luther mit der katholischen Theologie brechen wollte, ergibt sich damit ein zwiespältiges Ergebnis: es lässt sich sowohl ein Reformwille in der Kontinuität als auch ein Wille zum Bruch erkennen.
Die von Johannes Mauburnus zusammengestellte Meditationsanleitung Rosetum (1494) aus dem Umfeld der devotio moderna benutzte der junge Luther häufig. Auch mit Schriften des Bernhard von Clairvaux, Pseudo-Dionysius Areopagita und Jean Gerson war er vertraut. Bei Bernhard, den er besonders schätzte, steht die humanitas, das irdische Leben Jesu, im Zentrum. Die erinnernde Betrachtung seiner Passion solle den Menschen zum Mitleiden mit Christus bewegen. Staupitz vermittelte Luther als Seelsorger und Beichtvater diese spätmittelalterliche mystische Tradition.
Im Jahr 1516 veröffentlichte Luther die Theologia deutsch eines unbekannten Mystikers, den er mit Johannes Tauler identifizierte. Das Werk bestärkte ihn in seiner wachsenden Ablehnung äußerlicher kirchlicher Riten. Karlstadt und Thomas Müntzer wurden von der Lektüre der Theologia deutsch beeinflusst, über Johann Arndt wurde sie im Pietismus rezipiert, so wurden dem Protestantismus mit Luthers Empfehlung mittelalterlich-mystische Traditionen vermittelt.
Als Luther seine Kreuzestheologie entwickelte, setzte er sich auch mit mystischer Literatur intensiv auseinander. Gott könne wahrhaft nur auf dem Weg des Kreuzes erkannt werden, den er selbst in seinem menschgewordenen Sohn gegangen sei: Dieser Gedanke Luthers könnte von Taulers Kreuzesmystik geprägt worden sein. Tauler identifizierte die Reinigung von der Sünde, die in der mystischen Erfahrung der Erleuchtung vorausgeht, mit der inneren Trübsal, die in Demut und Gelassenheit ertragen werden müsse. Dennoch widersprach Luther auch einigen Grundannahmen der Mystik, lehnte eine menschliche Mitwirkung an der Erlösung sola gratia ab und verneinte zuletzt auch die Möglichkeit, der Mensch könne sich mit Gott oder des Menschen Wille mit Gottes Willen in diesem Leben vereinigen (unio mystica). Insgesamt bestritt er die mittelalterliche Annahme, dass Rechtfertigung und Heiligung im Heilsprozess miteinander verbunden seien.

### Ablass, 95 Thesen (1517) und Heidelberger Disputation (1518)
Die auf den 31. März 1515 datierte Ablassbulle von Papst Leo X. sollte dem Neubau des Petersdoms in Rom dienen und auch dem Mainzer Erzbischof Albrecht von Brandenburg Einnahmen zum Bezahlen seiner Schulden beim Bankhaus der Fugger verschaffen. Der darin enthaltene Plenarablass erließ den Käufern des entsprechenden Ablassbriefs bei einer sofort und in der Todesstunde abgelegten Beichte die zeitliche Sündenstrafe im Fegefeuer für fast alle Sünden. Fast alle Gelübde (außer Klostergelübde) konnten damit umgewandelt und also abgegolten werden. Dieser Ablass sollte acht Jahre lang in den Kirchenprovinzen Mainz, Magdeburg und Brandenburg vertrieben werden. Kurfürst Friedrich III. war entschieden gegen die Werbung für den Plenarablass in der Nähe seiner Landesgrenzen. Er sah im Ablasshandel eine schädliche Konkurrenz für seine Pilgerstätte, die Reliquiensammlung in Wittenberg.
Ab 22. Januar 1517 ließ der Dominikaner Johann Tetzel als Generalsubkommissar für die Ablasskampagne eine vergröbernde Version der Ablassanweisung drucken, um deren finanziellen Ertrag zu erhöhen. Er selbst verdiente daran 80 Gulden im Monat und weitere Vergünstigungen. In Kursachsen durfte er nicht aktiv werden, jedoch erwarben viele Wittenberger ihren Ablassbrief im 35 km entfernten Jüterbog oder in Zerbst. Bürger und Kaufleute zahlten pro Person drei, Handwerker einen Gulden, Mittellose sollten fasten und beten. Im Spätsommer 1517 bekam Luther Tetzels Ablassanweisung zu lesen.
Die Beschäftigung mit dem Ablassthema brachte Luther äußerlich in zunehmenden Konflikt mit kirchlichen Autoritäten und ins Rampenlicht der Öffentlichkeit. Innerlich gelangte er dadurch auch zu persönlichen Glaubenseinsichten zum Bußsakrament, das ihn schon länger beunruhigte. Schon um 1514 in der ersten Psalmenvorlesung hatte er geäußert, dass die Kirche „den Weg zum Himmel durch Ablässe leicht und mit minimalistischen Anforderungen – ein Seufzer genügt – die Gnade billig“ mache. Ähnliche Kritik findet sich in der Römerbriefvorlesung und in Predigten.
Im Sommer 1517 wandte sich Luther überraschend der Auseinandersetzung mit der Scholastik zu. Mutmaßliche Studien zum Ablassthema gingen in seinen Traktat über die Ablässe ein, in dem er diese noch teilweise bejahte. Am 4. September 1517 stellte er zunächst 97 Thesen vor, um eine Disputation über die scholastische Theologie unter seinen Mitdozenten anzuregen. Ockham, dessen Interpretation Luther vermittelt worden war, hielt es für möglich, durch (gute) Werke das Heil zu gewinnen. Er wandte sich mit seiner Publikation Disputatio contra scholasticam theologiam erstmals ausführlich gegen die herrschende scholastische Theologie, die auf der Philosophie des Aristoteles aufbaute.

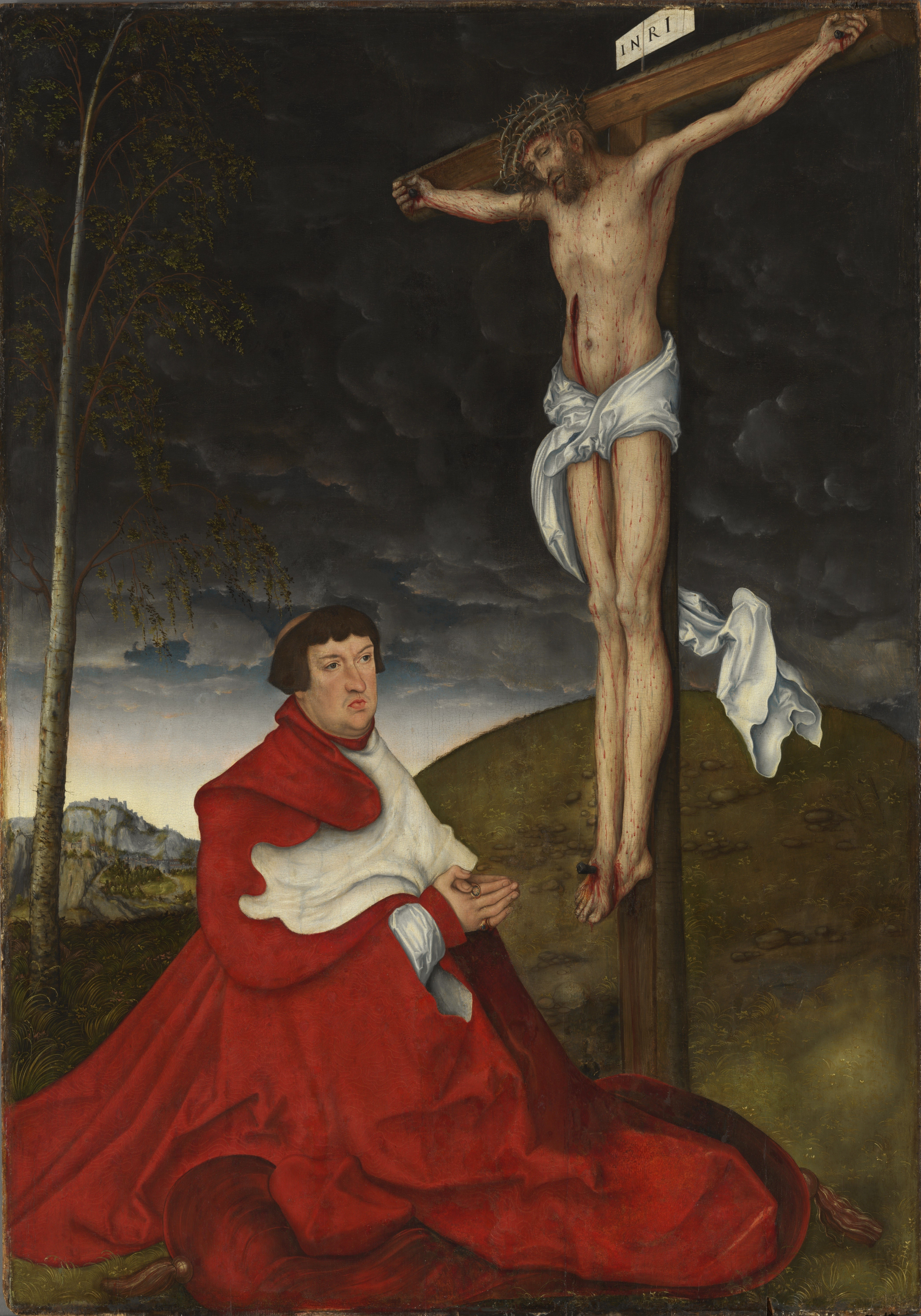
Albrecht von Brandenburg unter dem Kreuz (Lucas Cranach der Ältere, 1520/25; Alte Pinakothek München)

Am 31. Oktober 1517 schrieb Luther im devoten Ton eines Bettelmönchs direkt an den Mainzer Erzbischof. Er äußerte als Seelsorger seine Sorge über Missverständnisse, die in der Bevölkerung über den Ablass entstünden. Er nehme an, dass Tetzels Ablassinstruktion ohne Kenntnis und Zustimmung Albrechts verfasst worden sei. Dass hinter der Kampagne der Papst stand, erwähnte er nicht. Er unterschrieb als Doktor der Theologie und legte dem Brief seine 95 Thesen bei. Mit weiteren Briefen scheint sich Luther an die Bischöfe von Brandenburg, Merseburg, eventuell auch Zeitz, Lebus und Meißen gewandt zu haben. Um eine akademische Debatte anzuregen, sandte Luther die Thesen auch verschiedenen Gelehrten zu und erbat deren Meinung dazu, wie der erhaltene Brief an Johann Lange in Erfurt (11. November 1517) zeigt. Luther protestierte darin eher gegen die im Ablasswesen zum Ausdruck kommende verkehrte Bußgesinnung als gegen die vielfach von Fürsten und Bürgern abgelehnten Finanzpraktiken der römischen Kirche. Dabei griff er Papst Leo X. noch nicht direkt an, sondern wähnte ihn zumindest rhetorisch noch auf seiner Seite. Allerdings sah er dessen Aufgabe nur in der Fürbitte für die Gläubigen und sprach ihm damit die Schlüsselgewalt für die Aufhebung jenseitiger Sündenstrafen ab, die ihm die schultheologische Ablasslehre zusprach.
Luthers Thesen kursierten in Handschriften und wurden im Dezember 1517 in Nürnberg, Leipzig und Basel gedruckt. Der Wittenberger Stiftsherr Ulrich von Dinstedt ließ den Text dem Nürnberger Christoph Scheurl zukommen, der ihn in seinem Bekanntenkreis verbreitete. Der Ratsherr Caspar Nützel übersetzte den Text ins Deutsche. In dieser Version las ihn Albrecht Dürer und sandte Luther zum Dank ein Geschenk zu. Erasmus von Rotterdam schickte die Thesen am 5. März 1518 an Thomas Morus nach England.
Melanchthon zufolge soll Luther die Thesen am 31. Oktober am Hauptportal der Schlosskirche in Wittenberg angeschlagen haben. Das wurde lange Zeit als ahistorische Legende betrachtet, gilt jedoch nach der Entdeckung einer Notiz Georg Rörers (2006) wieder als wahrscheinlicher. Andere Forscher meinen, Luther habe seine Propositiones als Vorsitzender einer Disputation (praeses) an seine Universitätskollegen verschickt. Weil die Ablassthesen schon kursierten, war der mögliche Thesenanschlag jedenfalls nicht der Beginn der Ablassdiskussion.
Den großen öffentlichen Widerhall der Thesen nahm Luther, der mit der Wirkung von Druckwerken noch unvertraut war, im Februar 1518 als ein Wunder wahr. Ein von Erzbischof Albrecht beantragtes Gutachten der Universität Mainz vom 17. Dezember 1517 empfahl, die Thesen von der Kurie prüfen zu lassen, da sie die Macht des Papstes zur Ablasserteilung anscheinend begrenzten und dadurch von der Kirchenlehre abwichen. Unabhängig davon hatte Albrecht Rom schon über die Sache informiert. Die 95 Thesen erreichten auch Tetzel. Er trat Luther nicht juristisch, sondern auf akademischer Ebene entgegen, indem er an der brandenburgischen Universität Frankfurt an der Oder am 20. Januar 1518 über den Ablass disputierte. Seine Gegenthesen hatte Konrad Wimpina aufgestellt; sie bekämpften Luthers Thesen als Irrtümer, interpretierten die Buße strikt als Sakrament und bekräftigten die gängige Ablasspraxis und die dahinter stehende Ekklesiologie.
Weil nur Fachpublikum die Ablassdebatte verstand, verfasste Luther Anfang März 1518 für die breite Bevölkerung auf deutsch den Sermon von dem Ablass und Gnade. Ablass, so hieß es nun, sei etwas für faule Christen. Man solle lieber den Armen helfen und freiwillig zum Bau der Peterskirche Geld spenden. Ob der Ablass den Toten nütze, sei ungewiss; Luther empfahl stattdessen die Fürbitte für sie. Der Brandenburger Bischof Hieronymus Schulze hatte ihm geraten, eine Weile zu schweigen, damit sich die Sache beruhige. Luther stimmte zu, doch sein Sermon war schon im Druck und wurde sein erster großer literarischer Erfolg. Anfang April ließ er sich wieder von dem Schweigeversprechen entbinden. Inzwischen hatte sich mit Johannes Eck in Ingolstadt ein literarisch und theologisch gewandter Gegner Luthers zu Wort gemeldet. Beide lieferten sich einen polemischen Schlagabtausch, Christoph Scheurl versuchte zu vermitteln.
Am 25. April 1518 erschien Luther als Distriktsvikar in Heidelberg beim Generalkapitel der sächsischen Reformkongregation der Augustinereremiten. Dabei wurde Staupitz als Vikar wiedergewählt, Lang wurde Luthers Nachfolger als Distriktsvikar. Am 26. April fand im Heidelberger Augustinerkloster eine öffentliche Disputation statt, bei der es nicht um den Ablass ging. Luther leitete sie und gewann unter den anwesenden jüngeren Theologen einige Anhänger, die später Reformatoren wurden: Martin Bucer, Erhard Schnepf, Martin Frecht, Theobald Billicanus, Johannes Brenz.
Danach ließ Luther die kommentierenden Resolutiones drucken und sandte je ein Exemplar an Papst Leo X. und an den Bischof von Brandenburg. Darin zeigte Luther, dass die 95 Thesen nicht einfach seine Meinung wiedergaben, sondern die Diskussion anregen sollten, und entwickelte seine Überlegungen zum Fegefeuer weiter: „Mit dem strafenden Umgang Gottes mit den Toten konnte Luther nichts anfangen. Entweder sind ihnen die Sünden vergeben, dann sind die Toten in der Gemeinschaft Gottes, oder sie sind ihnen nicht vergeben, dann sind sie in der Hölle.“

### Römischer Prozess, Augsburger Reichstag und Leipziger Disputation (1518/1519)
| Pontifikate während Luthers reformatorischem Wirken | Pontifikate während Luthers reformatorischem Wirken | Pontifikate während Luthers reformatorischem Wirken |
| --------------------------------------------------- | --------------------------------------------------- | --------------------------------------------------- |
| Name des Papstes                                    | Beginn                                              | Ende                                                |
| Julius II.                                          | 1. November 1503                                    | 21. Februar 1513                                    |
| Leo X.                                              | 11. März 1513                                       | 1. Dezember 1521                                    |
| Hadrian VI.                                         | 9. Januar 1522                                      | 14. September 1523                                  |
| Clemens VII.                                        | 18. November 1523                                   | 25. September 1534                                  |
| Paul III.                                           | 13. Oktober 1534                                    | 10. November 1549                                   |

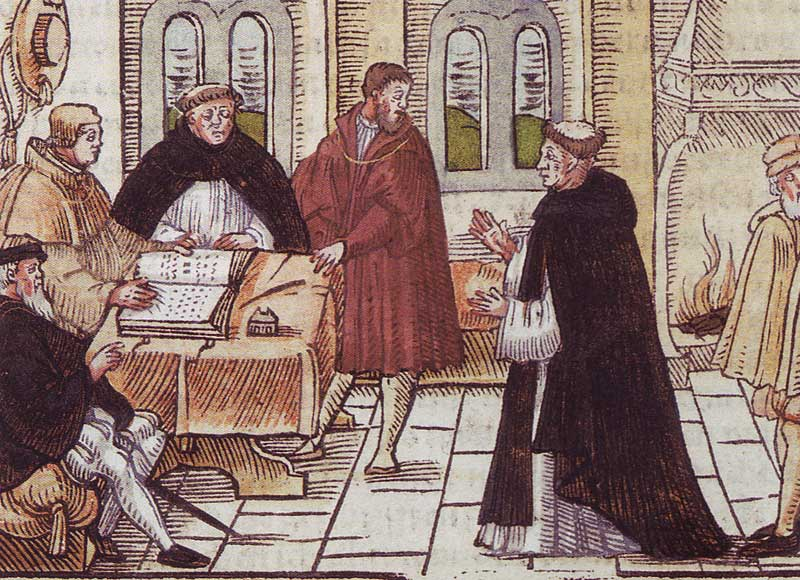
Luther in Augsburg vor dem Kardinal Thomas Cajetan, kolorierter Holzschnitt, 1557

Der Mainzer Erzbischof und Kardinal Albrecht von Brandenburg „gab die Sache nach Rom weiter, indem er die Thesen am 13. Dezember an den päpstlichen Hof sandte. […] Albrechts Reaktion lag irgendwo zwischen der Annahme, dass dieser Vorfall keine größere Bedeutung haben würde, und der Sorge um die Ordnung.“ Das Schreiben Albrechts traf wahrscheinlich Januar 1518 dort ein, damit wurde der Fall (Causa lutheri) in der römischen Kurie aktenkundig. Leo X. wandte sich mit einem Breve vom 3. Februar 1518 an den Protomagister und Generalprior der Augustiner-Eremiten Gabriel della Volta, Gabriel Venetus (um 1468–1537), um auf jenen Priester seines Ordens so einzuwirken, dass er dem Volk keine neuen Lehren verkünde.
Während sich die sächsischen Augustinereremiten im März 1518 fast gänzlich hinter Luther stellten, klagten ihn die sächsischen Dominikaner im gleichen Monat wegen Ketzerei in Rom an. Der Papst beauftragte daraufhin einen Hoftheologen, Silvester Mazzolini genannt Prierias, mit einem Gutachten zu Luthers Thesen. Prierias arbeitete in seiner Stellungnahme (In praesumptuosas Martini Lutheri conclusiones de potestate papae dialogus) das Grundproblem deutlich heraus: die Frage der Autorität von Kirche und Papst. Er ging in letzter Konsequenz so weit, nicht nur die Lehre, sondern auch die Praxis der Kirche für unfehlbar zu erklären, indem er formulierte: „Wer mit Blick auf die Ablässe sagt, die römische Kirche dürfe das nicht tun, was sie tatsächlich tut, der ist ein Ketzer.“ Weitere von Leo X. für die Causa lutheri beauftragte Beamte waren der päpstliche Fiskalprokurator Mario de Perusco, der eines der höchsten juristischen Ämter an der Kurie innehatte, und der Bischof und spätere Nuntius Girolamo Ghinucci, dem es in seiner Funktion als auditor generalis oblag, allgemein die Qualität von Rechtsfällen zu untersuchen. Er hatte eine entscheidende Bedeutung für die Einleitung eines kanonischen Prozesses gegen Luther.
Im Juli 1518 eröffnete die römische Kurie ein Verfahren gegen Luther, dessen Ergebnis ihm als citatio am 7. August 1518 zugestellt wurde. Er sollte sich binnen 60 Tagen in Rom einfinden, um sich gegen den Vorwurf der Häresie zu rechtfertigen. Sein Landesherr Friedrich der Weise erwirkte bei der Kurie Luthers Verhör auf dem Reichstag zu Augsburg. Als die Resolutiones in Rom bekannt wurden, verschlechterte sich Luthers Situation im anstehenden Prozess einschneidend: in einem päpstlichen Breve vom 23. August 1518 wurde seine notorische, also offenkundige Ketzerei festgestellt, die Beweiserhebung war damit schon weitgehend abgeschlossen. Kardinal Thomas de Vio genannt Cajetan, der als päpstlicher Legat am Reichstag zu Augsburg teilnahm, war beauftragt, Luther in seine Gewalt zu bringen. Auch auf anderen Wegen suchte die Kurie, Luthers habhaft zu werden. Am 25. August 1518 schrieb der Protomagister der Augustinereremiten an den sächsischen Provinzial des Ordens, Gerhard Hecker, er solle Luther kraft apostolischer Autorität festnehmen, wobei die Mitglieder der Reformkongregation ihn hierin unterstützen möchten. Als Protomagister könne er über alle Helfer Luthers das Interdikt verhängen.
Vom 12. bis 14. Oktober 1518 fanden mehrere Begegnungen Luthers mit Cajetan im Fuggerschen Stadtpalast, zugleich Cajetans Domizil während des Reichstages, statt. Luther wohnte im Karmelitenkloster Augsburg, dessen Prior Johannes Frosch ein Wittenberger Lizentiat war; ihm hatte der Kurfürst als Gegenleistung für Luthers Beherbergung die Kostenübernahme bei seiner anstehenden Promotion versprochen. Cajetan war bereit, Luthers Widerruf väterlich anzunehmen; Luther aber wollte disputieren. Am dritten und letzten Tag seines Verhörs durch Cajetan legte Luther eine schriftliche Ausarbeitung vor, in der er die Notwendigkeit der Glaubensgewissheit beim Sakramentsempfang hervorhob und sein neu gewonnenes Verständnis der Bibelstelle Röm 1,17 erläuterte.
Nach dem Verhör wartete Luther einige Tage ab, ungewiss, was nun mit ihm erfolgen würde. Nichts geschah. Er verabschiedete sich mit einem auf den 18. Oktober datierten Brief von Cajetan; da er nicht widerrufen wolle, könne er nicht vor den Kardinal zurückkehren und wolle sich von Augsburg „anderswohin“ begeben. Am Abend des 20. Oktober, die Stadttore waren schon geschlossen, ließen ihn Freunde durch ein kleines Tor im Norden aus der Stadt hinaus. Der Ramsauer Prior Martin Glaser hielt ein Pferd für ihn bereit, in einem nächtlichen Ritt gelangte er bis Monheim. Über Nürnberg erreichte Luther am 31. Oktober wieder Wittenberg.
Cajetan hatte in Augsburg erkannt, dass die kirchliche Ablasslehre durch die Bulle Unigenitus (1343) dogmatisch zu wenig abgesichert war. Das hatte Luther Möglichkeiten für seine eigene Argumentation eröffnet. Am 9. November 1518 erfolgte eine von Cajetan mitformulierte dogmatische Fixierung: In der Dekretale Cum postquam stellte Leo X. fest, „der Papst könne kraft seiner Schlüsselgewalt Sündenstrafen nachlassen durch die Austeilung des Schatzes der Verdienste Christi und der Heiligen. Der Ablass für die Toten wirke fürbittweise.“ Eine Begründung durch Bibel- oder Kirchenväterzitate wurde nicht gegeben. Diese nachgereichte Präzisierung erlaubte es, Luthers Position als häretisch zu kennzeichnen.
Unterdessen hatte Kurfürst Friedrich der Weise von Cajetan einen Brief erhalten, in dem dieser mitteilte, wie väterlich und gütig er gegen Luther verfahren sei, wie halsstarrig aber dieser den Widerruf seiner irrigen Meinungen verweigert habe. Es sei jetzt an dem Kurfürsten, den Mönch entweder nach Rom auszuliefern, oder ihn aus dem Kurfürstentum Sachsen zu vertreiben. Der Kurfürst, dem es außer um den Schutz Luthers auch um den Ruf der Wittenberger Universität ging, antwortete am 7. Dezember, dass Luthers Sache noch nicht genügend von Gelehrten diskutiert worden sei. Bis dies geschehen sei, betrachte man ihn in Kursachsen nicht als Ketzer und behalte ihn im Lande. Rom hätte mit der Bannung Luthers reagieren müssen, dies geschah aber aus politischen Rücksichten nicht.

Europäischer Herrschaftsbereich Karls V., der im Jahre 1519 zum römisch-deutschen König bzw. Kaiser gewählt wurde.
Kastilien (weinrot)
Besitzungen Aragons (rot)
Burgundische Besitzungen (orange)
Österreichische Erblande (gelb)
Heiliges Römisches Reich (blassgelb)

Am 12. Januar 1519 starb Kaiser Maximilian I. in der Burg von Wels. Er hatte seinen Enkel Carlos I., den König von Spanien, zu seinem Nachfolger bestimmt. Da dieser aber auch König der beiden Sizilien war, drohte dem Kirchenstaat eine Umklammerung. In diesem Kontext kam nun Luthers Landesherrn Friedrich III. als Mitglied des Kurfürstenkollegiums eine wichtige Rolle zu. Deshalb ließ Leo X. Luthers Prozess zunächst ruhen und beauftragte Karl von Miltitz, den Kurfürsten für eine friedliche Lösung in der Glaubensfrage zu gewinnen.
Die dabei erzielten Vereinbarungen blieben aber wirkungslos durch die Kontroverse zwischen Karlstadt und Eck, in die Luther bald hineingezogen wurde und die auf der Leipziger Disputation (4. bis 14. Juli 1519) vor einer akademischen Öffentlichkeit ausgetragen wurde. Die Initiative dazu ging von Karlstadt aus, der Eck herausgefordert hatte. Während noch geprüft wurde, ob Luther bei der Veranstaltung der Universität Leipzig als weiterer Disputant zugelassen werden könne, veröffentlichte Luther seine Thesenreihe gegen Eck, mit der völlig ungeschützten Schlussthese: „Daß die römische Kirche über die anderen gestellt sei, wird bewiesen aus den ganz kalten Dekreten der römischen Päpste, die in den letzten 400 Jahren entstanden sind. Gegen sie stehen die anerkannte Geschichtsdarstellung von 1100 Jahren, der Text der [Heiligen] Schrift und das Dekret des für alle heiligen Konzils von Nicaea“, welches die Gleichrangigkeit der altkirchlichen Patriarchate festgelegt hatte. Luther hatte sich damit auch im Kollegenkreis isoliert und vertiefte sich in Kirchenrecht und Kirchengeschichte, um Ecks Angriffen auf diese These begegnen zu können. Dadurch radikalisierten sich seine Positionen: das Papsttum konnte er als irdische Institution noch anerkennen, aber ohne den Nimbus einer überirdischen Stiftung und Berufung. Die Päpste seien nicht irrtumslos und hätten nicht das Monopol der richtigen Bibelauslegung. Im Hintergrund begann die Frage Luther umzutreiben, ob der Papst womöglich der Antichrist sei.
Höhepunkt der Veranstaltung war die Auseinandersetzung zwischen Eck und Luther über den päpstlichen Primat. Luther argumentierte mit der Gleichrangigkeit der altkirchlichen Patriarchate; Eck bezeichnete ihn daraufhin als Anhänger des als Häretiker verbrannten Jan Hus, der diese Meinung vertreten habe. Indem Eck Luther mit der Autorität des Konzils von Konstanz konfrontierte, das Hus verurteilt hatte, brachte er ihn in argumentative Schwierigkeiten. Denn Luther versuchte, an der Autorität von Konsensentscheidungen der versammelten Bischöfe festzuhalten, musste dann aber einräumen: „Auch Konzile können irren.“ Damit stand er nach Ecks Urteil außerhalb der Kirchengemeinschaft.
Nachdem Karl am 28. Juni 1519 zum Kaiser gewählt worden war, nahm die Kurie Luthers Häresieprozess im Frühjahr 1520 wieder auf. Nach einem weiteren ergebnislosen Verhör vor Cajetan erließ der Papst am 15. Juni 1520 die Bannandrohungsbulle Exsurge Domine. Sie verdammte 41 Sätze, die bis auf einen sinngemäß formulierten Satz wörtliche Zitate aus Luthers Schriften sind. Die Themenkreise Buße, Ablass, Fegefeuer, Papsttum und Anthropologie wurden damit angesprochen. Eine argumentative Widerlegung dieser Sätze gab es nicht; Luther und seinen Anhängern wurden 60 Tage für den Widerruf ihrer Irrtümer eingeräumt. Mit der Bekanntmachung der Bulle wurden Johannes Eck (Sachsen, Kursachsen, Oberdeutschland) und der Humanist Hieronymus Aleander (Niederlande, Westdeutschland) als päpstliche Nuntien beauftragt.
Als es 1518 in Augsburg zwischen Luther und dem päpstlichen Gesandten und Kardinal Cajetan zu einer offenen Konfrontation gekommen war, entband Staupitz seinen Schützling, dem er nach Augsburg nachgereist war, von seiner Gehorsamspflicht gegenüber dem Augustinerorden. War dies eine Maßnahme, die wohl dem Schutz Luthers diente, so lässt sich Staupitz’ Rücktritt von seinen Ordensämtern im Jahr 1520 als Distanzierung von der sich radikalisierenden reformatorischen Entwicklung verstehen.

### Reichstag zu Worms, Reichsacht und vorgetäuschte Gefangennahme (1521)

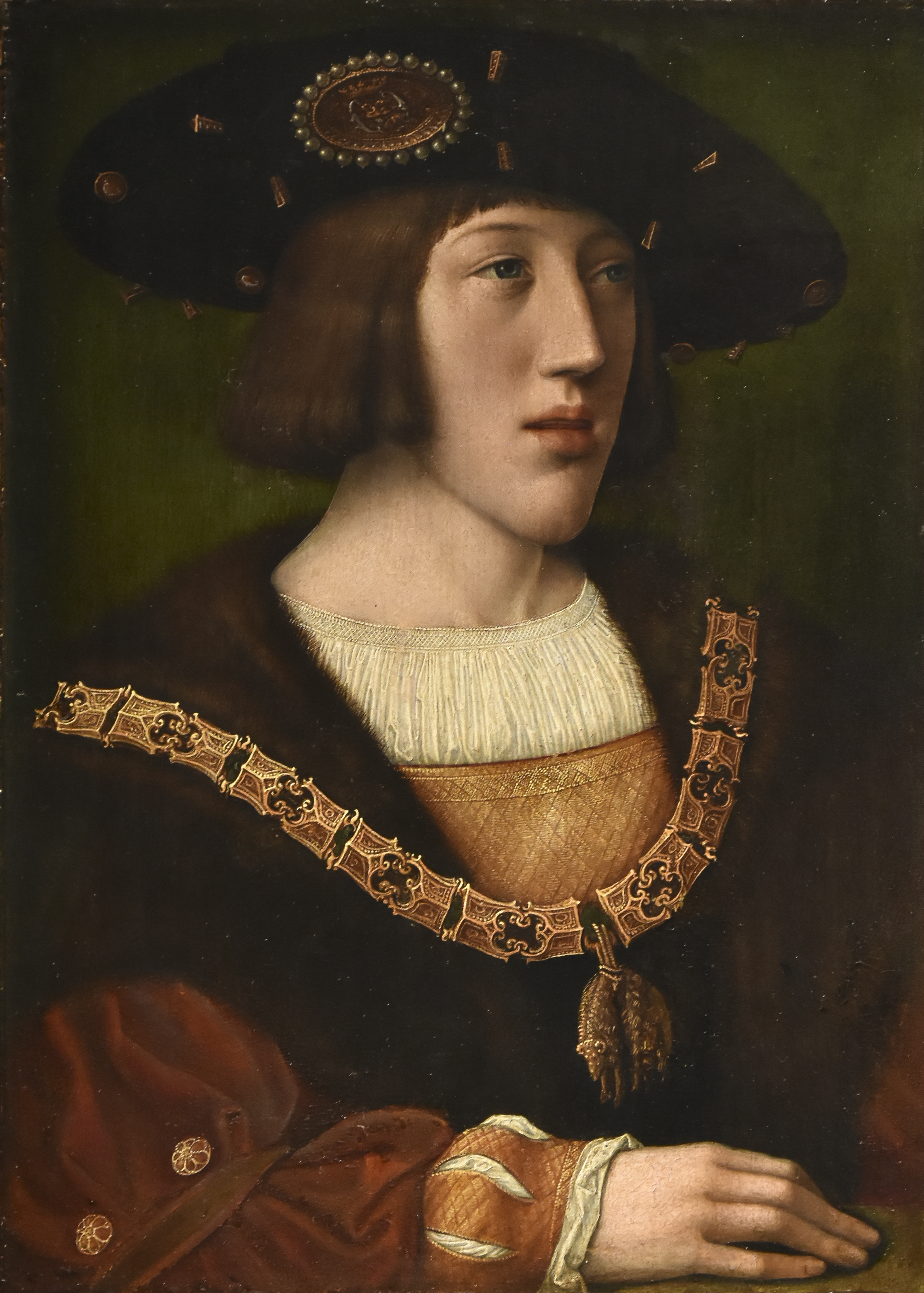
Karl V. um 1520 (Gemälde nach Bernaerd van Orley)

Im Oktober 1520 widmete Luther Papst Leo X. seine Schrift Von der Freiheit eines Christenmenschen und appellierte an ein neues Konzil. Am 10. Dezember 1520 fand auf dem Schindanger vor dem Wittenberger Elstertor eine Bücherverbrennung statt, zu der Melanchthon die Universitätsangehörigen eingeladen hatte. Johannes Agricola organisierte diese Aktion und warf mehrere Bände des Kanonischen Rechts, das Beichthandbuch Summa angelica de casibus conscientiae (Speyer 1488) des Angelus de Clavasio (Angelo Carletti di Chivasso) sowie einige Schriften von Eck und Emser ins Feuer. (Er hatte auch die Summe des Thomas von Aquin und den Sentenzenkommentar des Duns Scotus angefordert, aber die Wittenberger Theologen gaben sie nicht heraus.) Dann trat Luther hinzu und warf einen Druck der Bannandrohungsbulle in die Flammen.

Am 3. Januar 1521 wurde Luther mit der Bannbulle Decet Romanum Pontificem exkommuniziert. Dies und seine reformatorischen Hauptschriften machten Luther im ganzen Reich bekannt. Der Buchdruck, die allgemeine soziale Unzufriedenheit und politische Reformbereitschaft verhalfen ihm zu einem außergewöhnlichen publizistischen Erfolg: Bis zum Jahresende waren bereits 81 Einzelschriften und Schriftsammlungen von ihm erschienen, vielfach in andere Sprachen übersetzt, in insgesamt 653 Auflagen. In vielen Ländern regten sich ähnliche Reformbestrebungen, die stark von den politischen Spannungen zwischen Fürstentümern und Zentralmächten bestimmt wurden.

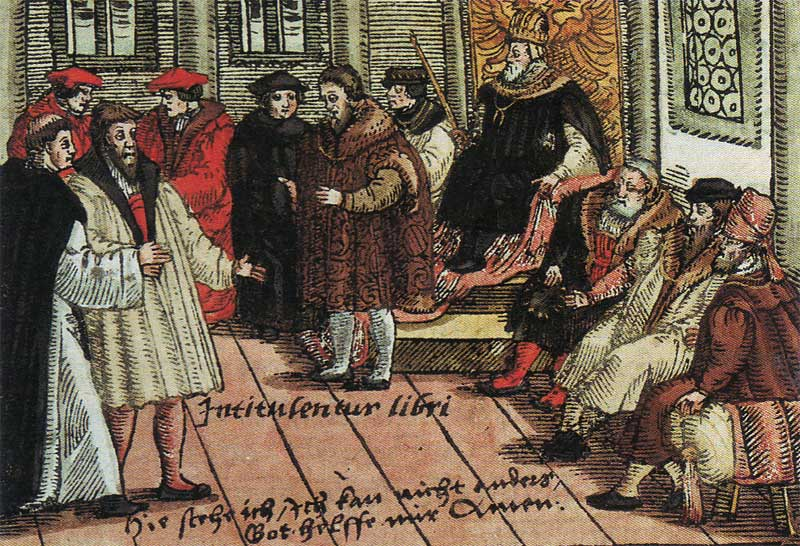
Luther auf dem Reichstag zu Worms. Kolorierter Holzschnitt von 1556

Kurfürst Friedrich der Weise erreichte auf dem Verhandlungsweg, dass Luther seine Position vor dem nächsten Reichstag nochmals erläutern und verteidigen durfte.
Luther begab sich mit seinen Gefährten am 2. April 1521 auf die Reise nach Worms, wofür die Stadt Wittenberg ihm ein Zehrgeld mitgab und einen Rollwagen mit Schutzdach zur Verfügung stellte. Da Mönche traditionell zu zweit reisten, wurde er von dem Mitbruder Johann Petzensteiner begleitet. Zur Reisegesellschaft gehörten außerdem Nikolaus von Amsdorff, der pommersche Adlige Peter von Suaven sowie (ab Erfurt) Justus Jonas.
Am 17. April 1521 stand Luther vor Kaiser Karl V. und dem Reichstag zu Worms, wurde vor den im dortigen Bischofshof versammelten Fürsten und Reichsständen verhört und letztmals zum Widerruf aufgefordert. Nach einem Tag Bedenkzeit und im Wissen, dass dies seinen Tod bedeuten könne, lehnte er mit der Begründung ab:

„… wenn ich nicht durch Zeugnisse der Schrift und klare Vernunftgründe überzeugt werde; denn weder dem Papst noch den Konzilien allein glaube ich, da es feststeht, daß sie öfter geirrt und sich selbst widersprochen haben, so bin ich durch die Stellen der heiligen Schrift, die ich angeführt habe, überwunden in meinem Gewissen und gefangen in dem Worte Gottes. Daher kann und will ich nichts widerrufen, weil wider das Gewissen etwas zu tun weder sicher noch heilsam ist. Gott helfe mir, Amen!“

Am Morgen des 19. April verhandelte der Kaiser mit den Ständen über das weitere Vorgehen. Die Stände baten um Bedenkzeit. Der Kaiser ließ daraufhin seine eigene Position vortragen: Im Bewusstsein seiner dynastischen Tradition sehe er sich als Schutzherr des katholischen Glaubens, und gewiss sei ein einzelner Ordensbruder im Irrtum, wenn seine Meinung gegen die der ganzen Christenheit stehe. Er werde alles in seiner Macht Stehende gegen diesen notorischen Häretiker unternehmen; das erwarte er auch von den Ständen. Die Stände wollten aber am 20. April noch einen Ausgleichsversuch unternehmen. Ein weiteres Gelehrtengespräch sollte Luther von seinen Irrtümern überzeugen. Dazu gewährte der Kaiser am 22. April drei Tage Zeit, danach sollte die Reichsacht unmittelbar ausgehen. Eine reichsständische Kommission versuchte daraufhin, Luther um der Einheit der Kirche willen zum Einlenken zu bewegen. Hieronymus Vehus (Kanzler des Markgrafen von Baden) und Conrad Peutinger (für die Stadt Augsburg), zwei Humanisten, kamen Luther als Unterhändler dabei sehr weit entgegen. Jedoch blieben auch diese Gesprächsgänge ergebnislos. Am Abend des 25. April teilte ein kaiserlicher Rat Luther daher offiziell mit, er solle aufbrechen. Luther war aber auch darüber informiert, dass sein Landesherr ihn in Sicherheit bringen würde. Am 28. April schrieb er ganz offen an Lukas Cranach: „Ich laß mich eintun und verbergen, weiß selbst noch nicht wo.“
Von Worms aus trat die Reisegruppe am Freitag, den 26. April 1521 den Rückweg nach Wittenberg an. Über Frankfurt am Main, Friedberg, Grünberg und Hersfeld wurde Eisenach am 2. Mai erreicht. Luther ließ Hieronymus Schurff, Jonas und Suaven allein weiterreisen, da er seine Verwandten in Möhra besuchen wolle. Er hatte jetzt nur noch Petzensteiner und den in die Planungen eingeweihten von Amsdorff bei sich. In einem Hohlweg bei der Burg Altenstein fand am 4. Mai der geplante Überfall mehrerer mit Armbrust bewaffneter Reiter auf Luthers Reisewagen statt. Petzensteiner flüchtete, Amsdorff protestierte laut, und Luther wurde von den Bewaffneten auf Umwegen zur Wartburg gebracht, wo er spät abends eintraf.
Am 26. Mai 1521 verhängte der Reichstag das vom Kaiser gezeichnete Wormser Edikt über ihn. Man hatte es auf den 8. Mai zurückdatiert. Es verbot unter Berufung auf die Bannbulle im gesamten Reich, Luther zu unterstützen oder zu beherbergen, seine Schriften zu lesen oder zu drucken, und gebot, ihn festzusetzen und dem Kaiser zu überstellen. Das Edikt war über ein Jahrzehnt ein effektives Werkzeug zur Unterdrückung der reformatorischen Bewegung. Obwohl nur dürftige Daten die Zusammenhänge belegen, sie sind in den Deutsche Reichstagsakten, jüngere Reihe (DRTA.Jr) hinterlegt, hatte Friedrich der Weise am Donnerstag, den 23. Mai 1521, kurz vor seiner Abfahrt mit Karl V. eine Absprache bezüglich der Anwendung der Reichsacht auf seinem Territorium getroffen: Das Kurfürstentum Sachsen erhielt kein Achtmandat zugestellt. Der Kaiser riskierte keinen Konflikt mit einem mächtigen Reichsfürsten, und diese Konstellation rettete Luther. „Der sächsische Kurfürst konnte jahrelang so tun, als existiere das Wormser Edikt für ihn nicht.“

### Wartburgzeit (1521–1522)

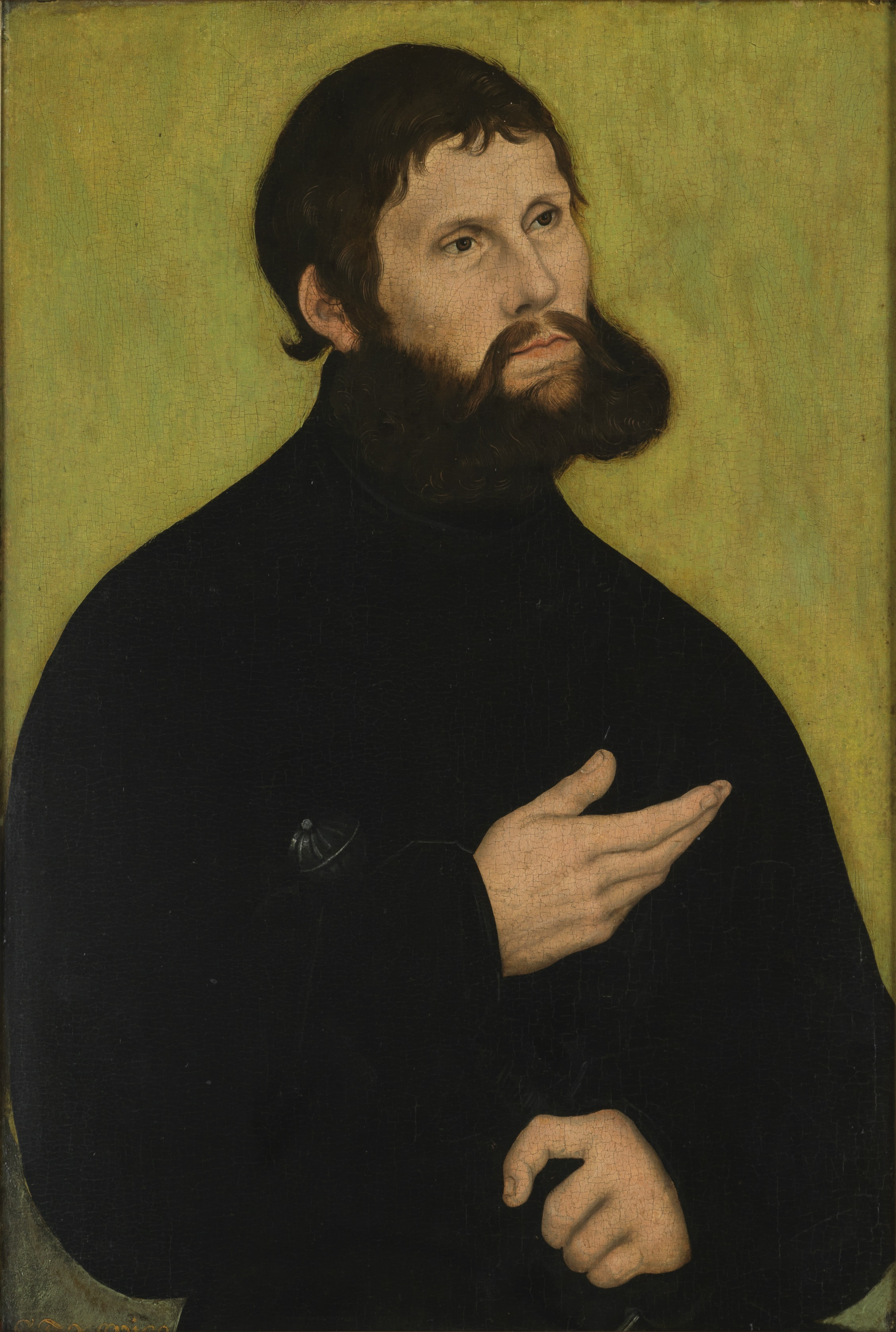
Luther als „Junker Jörg“. Lucas Cranach der Ältere, 1522

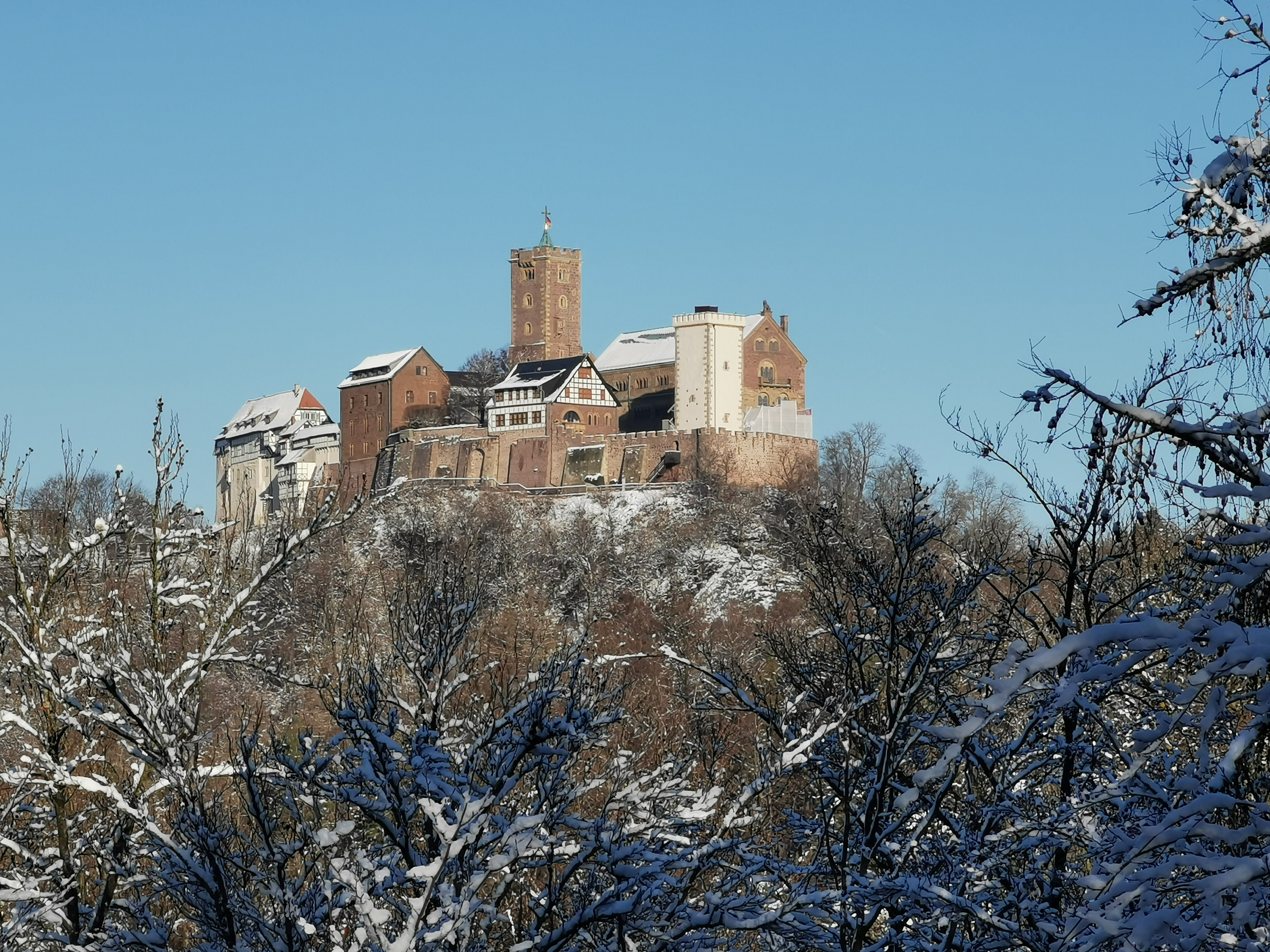
Die winterliche Wartburg (2021), wo Luther 1521/22 das neue Testament ins Deutsche übersetzte. Luthers Wohnbereich ist annotiert.

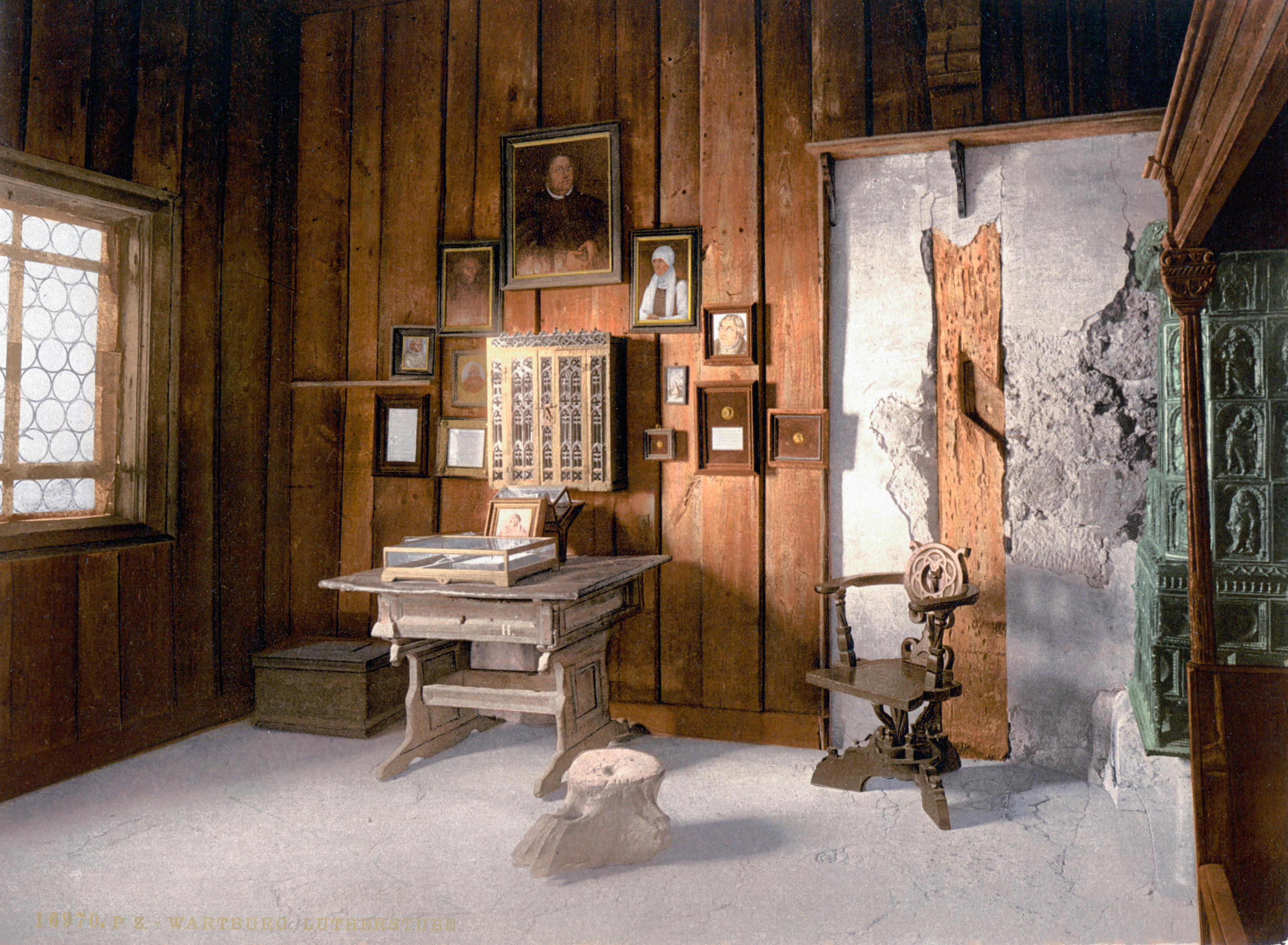
Die erhalten gebliebene Lutherstube auf der Wartburg um 1900

Auf der Wartburg gab es ein Quartier für adlige Gefangene (Stube und Schlafkammer); hier war Luther vom 4. Mai 1521 bis zum 1. März 1522 unter der Aufsicht des Burghauptmanns Hans von Berlepsch untergebracht. Er legte die äußeren Kennzeichen des Mönchs (Habit, Tonsur) ab und nahm in Kleidung, Haar- und Barttracht die Identität eines Ritters („Junker Jörg“) an. Alle Kontakte nach außen liefen über Spalatin, der die ein- und abgehenden Schriften im Sinne der kursächsischen Politik weitergab oder zurückhielt. Luther entfaltete eine intensive schriftstellerische Tätigkeit. Er versuchte, auf die von der Reformation ausgelösten sozialen und gottesdienstlichen Veränderungen in Wittenberg (Wittenberger Bewegung) Einfluss zu nehmen. Diese wurden durch Karlstadt als Prediger an der Stadtkirche und Gabriel Zwilling als Prediger im Augustinerkloster vorangebracht; Melanchthon wurde als Laie in dieser Rolle nicht akzeptiert (Luther versuchte, ihm einen Predigtauftrag zu verschaffen, aber das Allerheiligenstift lehnte ab). Die Dynamik der Veränderungen war erheblich. Karlstadt feierte an Weihnachten 1521 das Abendmahl in einer schlichten Form. Die zahlreichen Gemeindemitglieder, darunter die Repräsentanten von Stadt und Universität, empfingen Brot und Wein, ohne gebeichtet und gefastet zu haben, und nahmen den Kelch selbst in die Hände. An Neujahr, dem folgenden Sonntag und beim Epiphaniasfest nahmen jeweils über tausend Menschen an dieser gegenüber der heiligen Messe neuen Abendmahlsform teil.
Im Mai 1521 heirateten die ersten Priester und folgten damit Luthers Kritik am Zölibat, woraufhin sie Disziplinarmaßnahmen ihrer Bischöfe ausgesetzt waren. Trotzdem folgten 1521/22 zahlreiche Kleriker ihrem Beispiel. Eine Klosteraustrittsbewegung kam hinzu, wodurch sich das Problemfeld um die Gültigkeit der Klostergelübde vergrößerte. Luthers eigener Konvent geriet in eine schwere Krise. Wenzeslaus Linck berief deswegen für den 6. Januar 1522 ein außerordentliches Kapitel nach Wittenberg ein. In dieser Situation schrieb Luther im November 1521 ein Gutachten über die Mönchsgelübde (De votis monasticis… iudicium). Darin fand er seine Lösung der Gelübdefrage in der Freiheit des Evangeliums: Ein Gelübde, das gegen die evangelische Freiheit verstoßt, ist nichtig, wenn es unter der Voraussetzung abgelegt wurde, dass der Ordensstand notwendig ist, um Gerechtigkeit und Heil zu finden. Spalatin hielt diese brisante Schrift bis zum Februar 1522 zurück.
Anfang Dezember 1521 unternahm Luther einen Ritt nach Wittenberg, um sich inkognito ein Bild der Lage zu machen, er wohnte bei Melanchthon. In einem Brief an Spalatin äußerte er sich erfreut über die Veränderungen. Bei diesem Treffen regte Melanchthon an, das Neue Testament (NT) ins Deutsche zu übersetzen, was Luther für den Rest seines Wartburgaufenthalts beschäftigte. Grundlage für Luthers Arbeit war die zweite Auflage des von Erasmus herausgegebenen griechischen NT. Diese Edition enthielt auch Erasmus’ Übersetzung ins Lateinische und erklärende Anmerkungen, „deren sich Luther vielfach bediente, auch wenn er sie in der Eile nicht ganz ausschöpfte.“ Luther schloss die Arbeit in nur elf Wochen ab.
Um die Jahreswende 1521/22 kamen die sogenannten Zwickauer Propheten nach Wittenberg. Besonders die Biblische Exegese des ehemaligen Wittenberger Studenten Markus Thomae genannt Stübner beeindruckte Melanchthon und Amsdorff. Sie hielten es für möglich, dass die Zwickauer vom Heiligen Geist inspiriert seien. Stübner kritisierte die Säuglingstaufe. An Neujahr beriet sich der Kurfürst deswegen mit Amsdorff und Melanchthon in Prettin. Eine Rückberufung Luthers, von Melanchthon gewünscht, schien dem Kurfürsten unnötig. Die Zwickauer sollten aus der Bibel belehrt werden, aber kein Forum für eine Disputation erhalten. Die Brisanz des Themas Säuglingstaufe wurde zu diesem Zeitpunkt noch nicht erkannt – auch von Luther nicht, der sich brieflich zu Wort meldete. Er kritisierte, dass die Zwickauer anscheinend keine Anfechtungen erlebten, diese aber zu einer authentischen Gotteserfahrung dazugehörten. Von den Zwickauer Propheten blieb nur Stübner länger in Wittenberg und gewann hier einzelne Anhänger.
Am 24. Januar beschloss der Wittenberger Rat eine Kirchenordnung, an der auch die Professorenschaft beratend beteiligt gewesen war. Neben der Abschaffung der Altäre und Heiligenbilder und der Reform des Gottesdienstes waren soziale Änderungen vorgesehen. Aus den kirchlichen Einnahmen wurde der „Gemeine Kasten“ begründet, ein Fonds, der Arme direkt oder mit Darlehen unterstützen sollte. Bettelei wurde verboten. Die unerwarteten Folgen waren ein gewaltsamer Bildersturm sowie ein Abwandern der Studenten aus Wittenberg – teils wurden sie von ihren Familien zurückgerufen, teils waren sie für ihren Unterhalt aufs Betteln angewiesen gewesen. Die kurfürstliche Regierung verbot am 13. Februar alle Neuerungen. Sie untersagte Karlstadt und Zwilling, die man für die Unruhen verantwortlich machte, das weitere Predigen. Am 9. Februar begann ein neues Amtsjahr des Stadtrats, zu dem nun Luthers enge Freunde Lucas Cranach und Christian Döring gehörten. Sie setzten sich für seine Rückkehr nach Wittenberg ein. Der Kurfürst war im Blick auf die politischen Risiken unentschieden. Luther selbst strebte schon länger nach Wittenberg zurück. Ihm fehlte der kollegiale Austausch, den er für seine schriftstellerische Tätigkeit, besonders die Bibelübersetzung, brauchte. Der Jurist Hieronymus Schurff half Luther, im Auftrag des Kurfürsten ein Schreiben zu verfassen, in dem er die Gründe seiner Rückkehr – Sorge für die Gemeinde, Verhinderung eines Aufstands des gemeinen Mannes – darlegte. So hoffte man, künftigen reichsrechtlichen Problemen durch Luthers Auftreten in Wittenberg begegnen zu können.

### Prediger in Wittenberg (1522–1524)

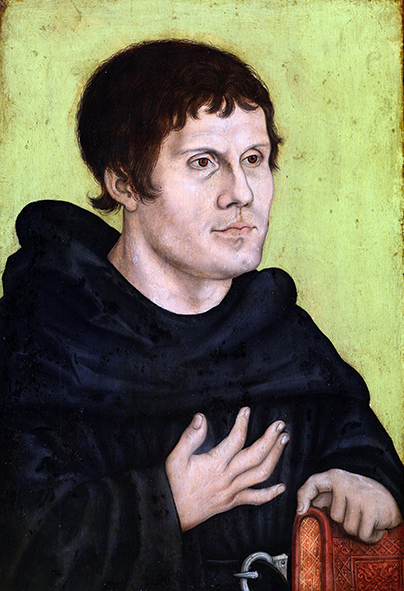
Lucas Cranach der Ältere (Werkstatt), 1522–24: Martin Luther in der Kleidung eines Augustiner-Eremiten, aber ohne Tonsur

Luther verstand sich in den Jahren 1522 bis 1524 in erster Linie als Prediger an der Wittenberger Stadtkirche. An die Universität kehrte er, der Geächtete, zunächst nicht zurück. Er trat nach seiner Rückkehr von der Wartburg in der Wittenberger Öffentlichkeit im Habit und mit frischgeschnittener Tonsur auf. Vom Sonntag Invocavit, dem 9. März 1522, an predigte er acht Tage in Folge (Invokavitpredigten) und nahm zu den Reformen Stellung, die die Wittenberger durchgeführt hatten: Abschaffung von Messe und Beichte, Priesterehe, Aufhebung der Fastengebote, Beseitigung der religiösen Bilder, Abendmahl unter beiderlei Gestalt. „Durchweg hält Luther die Forderungen der Reformer für richtig, ja er erkennt sie als Frucht seiner eigenen Gedanken an. Nicht was reformiert worden ist, sondern wie reformiert worden ist, greift er an: […] daß man auf die Schwachen, noch am Hergebrachten Hängenden keine Rücksicht nahm …“ Er zog wieder ins Augustinerkloster ein und lebte dort mit den wenigen verbliebenen Mönchen. Die Einkünfte brachen dem Kloster weg, die finanzielle Situation war prekär. Zuletzt wohnten nur noch der Prior Eberhard Brisger und Luther selbst in dem weitläufigen Bau. Am 9. Oktober 1524 erschien Luther erstmals in weltlicher Kleidung in der Öffentlichkeit.
Die Veränderungen der Messe wurden im März 1522 vollständig zurückgenommen bis auf die Möglichkeit, auf eigenen Wunsch das Abendmahl in beiderlei Gestalt zu empfangen. In seinen Predigten kritisierte Luther aber kontinuierlich die herrschende Praxis. Damit erreichte er etwa, dass das Sakrament bei der Fronleichnamsprozession nicht mehr mitgeführt wurde; 1524 wurde Fronleichnam in Wittenberg nicht mehr begangen, wohl aber im benachbarten Kemberg. Ab Anfang 1523 hielt Luther die Gemeinde für so weit vorbereitet, dass das Abendmahl in beiderlei Gestalt gereicht wurde; wer damit ein Problem hatte, galt jetzt als verstockt. Im Allerheiligenstift behauptete sich zunächst unter dem Schutz des Kurfürsten der alte Ritus, für den aber Ende 1524 nur mehr drei Stiftsherren eintraten, die sich einem Ultimatum des Rats und der Universität beugten.
Luther wurde zu Predigten in anderen Städten eingeladen, so unternahm er im April und Mai 1522 eine Rundreise nach Borna, Altenburg, Zwickau und Torgau. Er hielt die Wahl des Predigers für ein Recht der Gemeinde und setzte sich daher für Gabriel Zwilling ein, den man in Altenburg gewählt hatte – letztlich erfolglos, denn wegen Zwillings Rolle in Wittenberg akzeptierte der Hof diese Besetzung nicht, und Wenzeslaus Linck trat die Stelle in Altenburg an. In Wittenberg wählte der Stadtrat Johannes Bugenhagen als Prediger der Stadtkirche, womit Luther neben Melanchthon einen weiteren engen Mitarbeiter, zugleich auch seinen persönlichen Seelsorger fand.
Ende Mai 1522 erschien das Betbüchlein, das ein großer buchhändlerischer Erfolg war. Zu Luthers Lebzeiten erschienen etwa 35 Auflagen. Das Buch enthielt Auslegungen der Zehn Gebote, zum Glaubensbekenntnis, Vaterunser und Ave Maria. Es sollte an die Stelle der bisher beliebten Beichtspiegel und Andachtsbücher treten. Das etwa gleichzeitige Taufbüchlein war eine sehr konservative Übertragung des wohl in Wittenberg üblichen lateinischen Formulars (Exorzismus, Salzgabe, Ohrenöffnung, Salbung, Westerhemd, Taufkerze); 1526 erschien eine überarbeitete Version.
Wirkmächtig für die Geschichte der evangelischen und der städtischen Schulen sowie für die Entwicklung des humanistischen Bildungsbegriffes wurde Luthers 1524 gedruckte Flugschrift An die Ratsherren aller Städte deutschen Lands, daß sie christliche Schulen aufrichten und halten sollen, die sogenannte „Ratsherrenschrift“.

### Luthers Positionierung im Bauernkrieg (1524–1525)

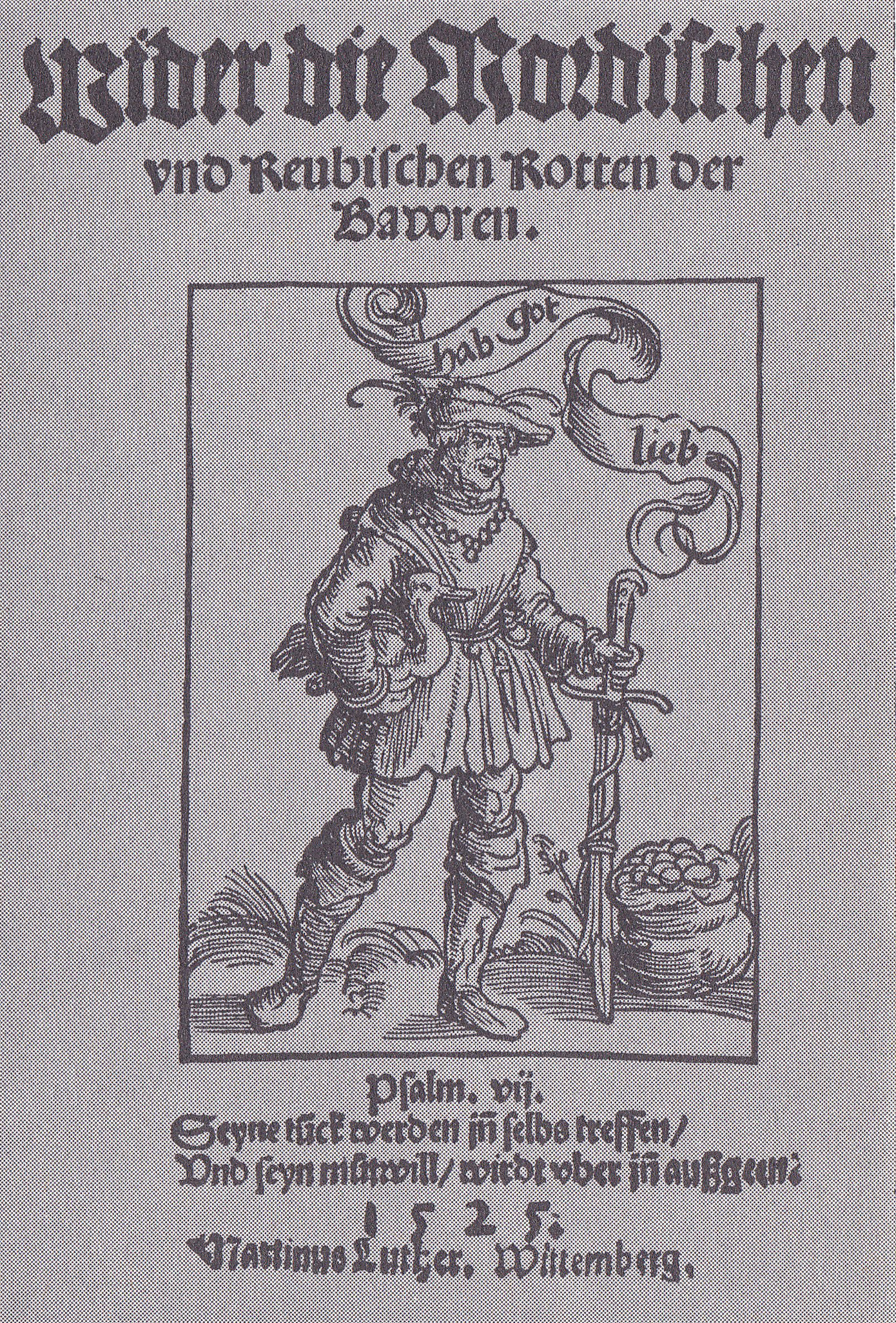
Wider die Mordischen und Reubischen Rotten der Bawren (Druck von Hans Hergot, Nürnberg 1525)

Luther erfand für seine Gegner eine Reihe von wertenden Bezeichnungen, die von der konfessionellen Geschichtsschreibung unbesehen übernommen wurden, sich auf diese Weise etablierten und teilweise bis zum heutigen Tag gebräuchlich sind: „Schwärmer“ nannte er Christen, die irgendwie Unruhe verursachten (dahinter steht das Bild schwärmender Bienen). Wer religiöse Bilder aus Kirchen entfernte, war ein „Bilderstürmer“, wer sich in abgesonderten Gruppen traf, ein „Rottengeist“; diese beiden Begriffe beinhalten den Aspekt des Illegitimen und Gewalttätigen.
In deutschen Gebieten kam es 1524 bis 1526 zum Bauernkrieg. Auch in einigen Städten erhoben sich ärmere Schichten gegen herrschende Patrizier und den Klerus. Mit den 12 Artikeln gaben sich die Aufständischen einheitliche Ziele, die von der bloßen Wiederherstellung ihrer Gewohnheitsrechte bis zur Aufhebung der Leibeigenschaft und zu demokratischen Grundrechten reichten. Sie beriefen sich dabei auf das „göttliche Recht“ und Luthers Schriftprinzip sola scriptura. Wie er erklärten sie sich bereit, ihre Forderungen fallenzulassen, sobald man ihnen aus der Bibel ihr Unrecht beweise. Dies gab ihren schon früher religiös begründeten Hoffnungen auf soziale Befreiung erstmals Durchschlagskraft.
Luther distanzierte sich von den 12 Artikeln wegen ihrer aus seiner Sicht falschen Berufung auf die Bibel. In der wohl vor dem 6. Mai gedruckten Flugschrift Ermahnung zum Frieden auf die zwölf Artikel der Bauerschaft in Schwaben griff er einige berechtigte Forderungen der Bauern auf (die er hier allerdings schon als „Rotten- und Mordgeister“ etikettierte) und wies sowohl sie als auch die Fürsten zurecht. Die Ermahnung fand zwar mit 19 Drucken 1525 eine recht weite Verbreitung, kam aber zeitlich zu spät, um auf den Gang der Ereignisse Einfluss zu nehmen. Auf einer Reise nach Eisleben Anfang Mai 1525 predigte Luther über die Leidensbereitschaft des Christen und traf auf eine aggressive Zuhörerschaft. Hier standen die Bauern unter dem Eindruck von Thomas Müntzers Lehre von der Gleichheit aller Menschen. Direkt nach der Rückkehr nach Wittenberg am 6. Mai verfasste Luther seine Schrift Wider die Mordischen und Reubischen Rotten der Bawren. In ihr verdammte er die Aufstände als Werk des Teufels und forderte alle Fürsten gleich welcher Konfession dazu auf, die Bauern mit aller notwendigen Gewalt niederzuschlagen. Müntzer sei der „Erzteufel von Mühlhausen“. Er forderte: „Drum soll hie zuschmeißen (zerschmettern), würgen, und stechen, heimlich und öffentlich, wer da kann, denn ein aufrührerischer Mensch, gleich als wenn man einen tollen Hund totschlagen muß, schlägst du nicht, so schlägt er dich und ein ganzes Land mit dir.“ Am 15. Mai wurden die thüringischen Bauern in der Schlacht bei Frankenhausen durch Philipp von Hessen, Georg von Sachsen, Heinrich von Braunschweig sowie Albrecht und Ernst von Mansfeld vernichtend geschlagen. Müntzer wurde wenige Tage später gefasst und enthauptet. Luther hat sich später in Predigten und vor allem Tischreden gern auf Müntzer als auf seinen theologischen Erzfeind bezogen: „Ich (!) habe Müntzer getötet, der Tod liegt auf meinem Hals. Ich habe es aber deswegen getan, weil er meinen Christus töten wollte.“ Durch Propagandaschriften aus Luthers Umkreis (Johannes Agricola: Ein nützlicher Dialog zwischen einem müntzerischen Schwärmer und einem evangelischen Bauern, Melanchthon: Historie Thomas Müntzers) wurde Müntzers Bild in der Geschichtsschreibung stark geprägt.

### Heirat mit Katharina von Bora (1525)

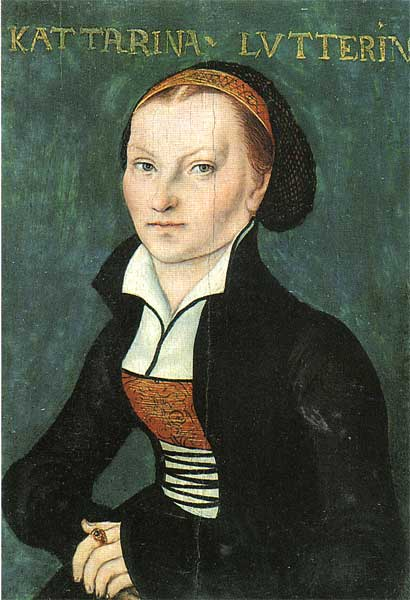
Katharina von Bora. Lucas Cranach der Ältere, um 1526

Ende Mai oder Anfang Juni wurde in Wittenberg bekannt, dass Luther Katharina von Bora heiraten wolle, eine von insgesamt elf Zisterzienserinnen, die 1523 aus dem Kloster Marienthron nach Wittenberg geflohen waren; sie hatte danach Aufnahme im Hause Lucas Cranachs gefunden. Die Meinung der Freunde zu dieser Ehe war einhellig negativ. Um weiterer Kritik zuvorzukommen, erfolgten die nächsten Schritte nun rasch. Am Abend des 13. Juni fand im Augustinerkloster als dem Hochzeitshaus die Verlobung statt; Zeugen waren Bugenhagen, Justus Jonas, Johann Apel und das Ehepaar Cranach. Direkt danach vollzog Bugenhagen die Trauung. In bürgerlichen Familien war es damals üblich, im eigenen Haus zu heiraten. Die Zeugen geleiteten das Brautpaar anschließend in die Schlafkammer, wo sich die beiden auf das Ehebett legten. Am Folgetag luden sie die Zeugen zu einem kleinen Essen ein, wodurch das Ereignis in der Stadt bekannt wurde. Melanchthon war bei den Planungen übergangen worden und äußerte sich in einem (aus Gründen der Diskretion griechisch abgefassten) Brief an Joachim Camerarius den Älteren kritisch: Er missbilligte erstens den Zeitpunkt mitten im Bauernkrieg und zweitens die Braut, eine ehemalige Nonne. Das Hochzeitsfest mit den auswärtigen, dazu eingeladenen Gästen wurde auf den 27. Juni angesetzt. Die Stadt schenkte Luther 20 Silbergulden und ein Fass Einbecker Bier.
Das Ehepaar war mehr oder weniger mittellos, aber durch die Hochzeitsgeschenke kam die Basis für den gemeinsamen Hausstand zusammen. Sogar Albrecht von Brandenburg schenkte 20 Gulden. Kurfürst Johann der Beständige überließ Luther das ehemalige Augustinerkloster als Wohnung und setzte ihm 200 Gulden als Professorengehalt aus. Wie in einem Professorenhaushalt üblich, betrieb Katharina Luther eine Burse, die eine zusätzliche Einnahmequelle darstellte.
Martin und Katharina Luther hatten drei Töchter und drei Söhne, die alle in Wittenberg geboren wurden:
1. Johannes (* 7. Juni 1526 in Wittenberg; † 27. Oktober 1575 in Königsberg),
2. Elisabet (* 10. Dezember 1527 in Wittenberg; † 3. August 1528 in Wittenberg),
3. Magdalena (* 4. Mai 1529 in Wittenberg; † 20. September 1542 in Eisleben),
4. Martin (* 9. November 1531 in Wittenberg; † 2. März 1565 in Wachsdorf),
5. Paul (* 28. Januar 1533 in Wittenberg; † 8. März 1593 in Leipzig),
6. Margarete (* 17. Dezember 1534 in Wittenberg; † 1570 in Mohrungen).

### Auseinandersetzung mit Erasmus von Rotterdam (1524–1525)

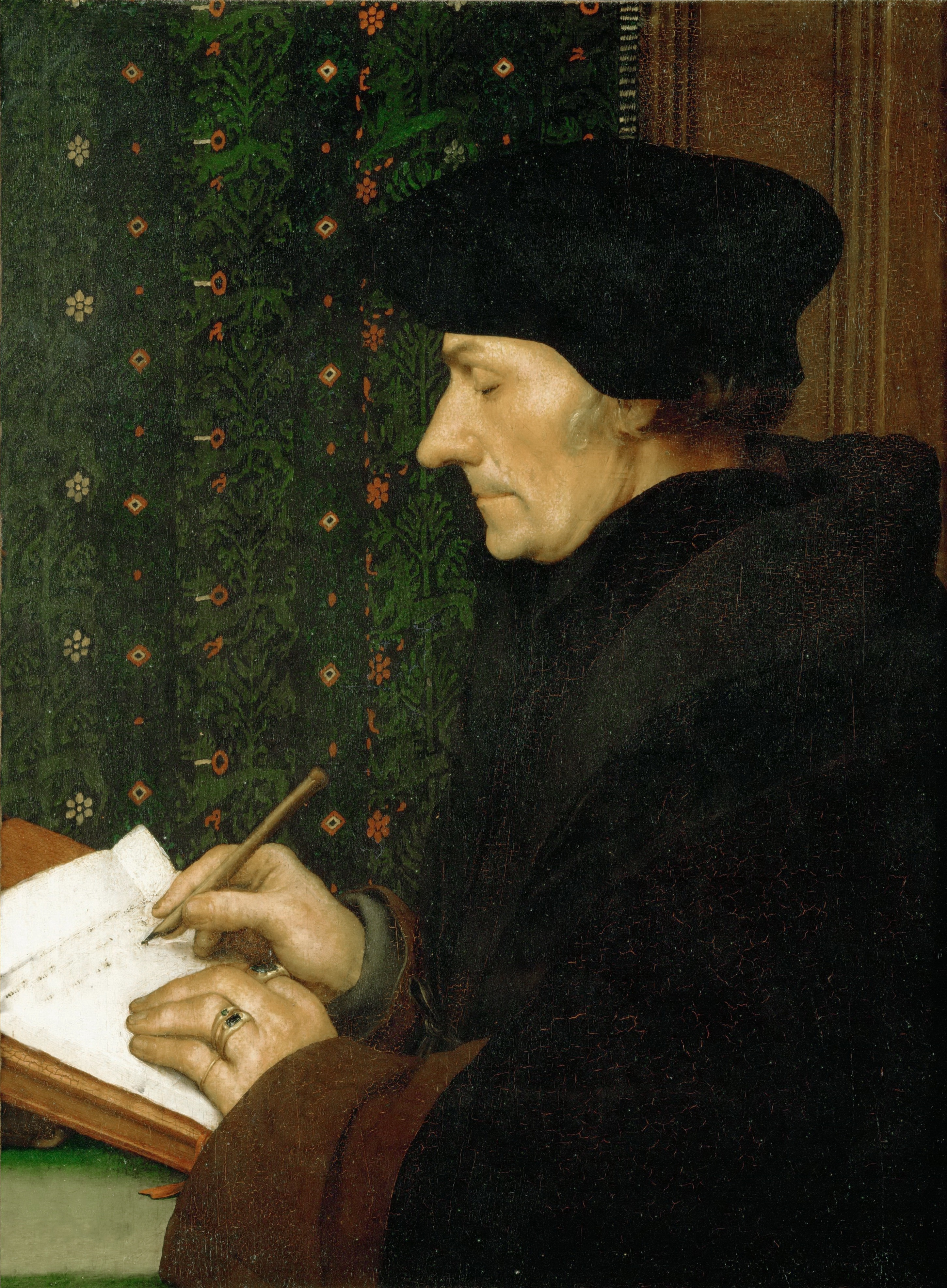
Desiderius Erasmus um 1523 (Gemälde von Hans Holbein d. J.)

Bauernkrieg und Heirat Luthers waren verzögernde Momente in der Kontroverse mit Erasmus, deren Anfänge weit zurückreichen. Erasmus hatte seit Bekanntwerden der 95 Thesen die Erwartung, dass sich daraus die von ihm erhoffte Reform der Kirche entwickeln könnte; seine Korrespondenz zeigt, dass er Luthers Aktivitäten im Blick hatte, ohne dessen Parteigänger zu werden. Um nicht in den Prozess Luthers verwickelt zu werden, betonte er aber ab 1521 immer deutlicher seine Distanz zu ihm, was Luther als „Feindschaft“ interpretierte. Beide Seiten hatten kein Interesse, den Konflikt auf offener Bühne auszutragen und beließen es einstweilen bei Warnungen, die der je anderen Seite durch Indiskretionen bekannt werden sollten.
Am 1. September 1524 erschien Erasmus’ Schrift „Gespräch oder Vergleichung vom freien Willen“ im Druck. Sie war schon länger fertiggestellt, und nachdem ihre Existenz gerüchteweise bekannt worden war, konnte oder wollte Erasmus sie nicht länger zurückhalten. Er plädierte für ein schlichtes, praktisch ausgerichtetes Christentum. Er nahm „irgendeine Kraft des freien Willens“ an. Der Christ solle sich den Vorschriften für ein gutes Leben zuwenden, die er in Bibel und Tradition finde, alles Gute, was daraus entstehe, der Güte Gottes zuschreiben und sich unnötiger Spekulationen enthalten. In der Bibel gebe es dunkle Stellen, zu deren Verständnis man die Auslegungstradition der Kirche brauche. Die Schrift war im Ton ein unpolemischer Vermittlungsvorschlag.
Ende September wurde De libero arbitrio in Wittenberg bekannt. Ein Reflex Luthers darauf findet sich in der damals verfassten Vorrede auf den Prediger Salomo; nach Luthers Meinung war dieses ganze biblische Buch gegen den freien Willen gerichtet (was dessen Rezeption im Luthertum prägen sollte). Von verschiedenen Seiten wurde Luther zu einer Widerlegung des Erasmus gedrängt, da die Reformation unter Humanisten Anhänger verlor. Aber die Fertigstellung schleppte sich hin. Am 31. Dezember 1525 erschien schließlich De servo arbitrio im Druck. Der Titel „Vom geknechteten (versklavten) Willen“ zitiert Augustinus. Luther kritisierte, dass Erasmus, obwohl Skeptiker, Festsetzungen der Bibel und der kirchlichen Tradition anerkenne und sich ihnen unterwerfe. Die Bibel sei kein dunkles, sondern ein klares Buch, das von seiner Mitte Jesus Christus her verständlich sei. Dunkle seien durch klare Bibelstellen erklärbar.
Luthers hier entwickeltes Konzept von der claritas scripturae, der Klarheit der Schrift, als Prinzip aller Theologie wurde zur reformatorischen Wende, zum exegetischen und hermeneutischen Paradigmenwechsel. Sola scriptura heißt, dass einer sachgerechten Bibelauslegung der Vorzug gegenüber kirchlicher Tradition und sonstigen möglichen Quellen für theologische Urteils- und Lehrbildung zu geben ist. Die Bibel kann allein dieser Aufgabe gerecht werden, weil sie nach Luthers Überzeugung in sich selbst klar genug ist. Das erkenntnisleitende Prinzip ist eine doppelte Klarheit. So präsentiert der Inhalt der Bibel die äußere Klarheit des Textes und wird durch die innere Klarheit bestätigt, die der Heilige Geist im Herzen des Hörers oder Lesers bewirkt. Die Bibel gewinnt die notwendige Klarheit dort, wo sie sich selbst interpretiert, sacra scriptura sui ipsius interpres, das heißt die Schrift sorgt also selbst für ihre Auslegung, sie ist ihr eigener Interpret. So lege die Schrift sich selbst aus, weil sie durch Gottes Geist erschlossen werde – durch das innere Wort, verbum internum des Heiligen Geistes, das als verbum externum hinzutritt – darin zeige sich auch ihre Inspiration und ihre Offenbarungstätigkeit. Angemessen auslegen und verstehen kann der Leser die Schrift nur, wenn man sich „ihren Worten“, claritas externa stelle und von „ihrer Sache“, claritas interna, ergriffen sei.
Erasmus antwortete auf Luthers gegen ihn und seinen Glauben gerichtete scharfe Polemik mit einer schriftlichen Selbstverteidigung (Hyperaspites, „Schildhalter [zur Abwehr von Spitzen]“), für die sich Luther aber nicht weiter interessierte, so dass die Auseinandersetzung abbrach. Nach Martin Brecht wurde De servo arbitrio von den Zeitgenossen nicht als pauschale Absage an den Humanismus verstanden. „Der Humanismus lebte zunächst fort in dem Rahmen, den die reformatorische oder die altgläubige Seite ihm einräumten.“

### Konsolidierung der Reformation

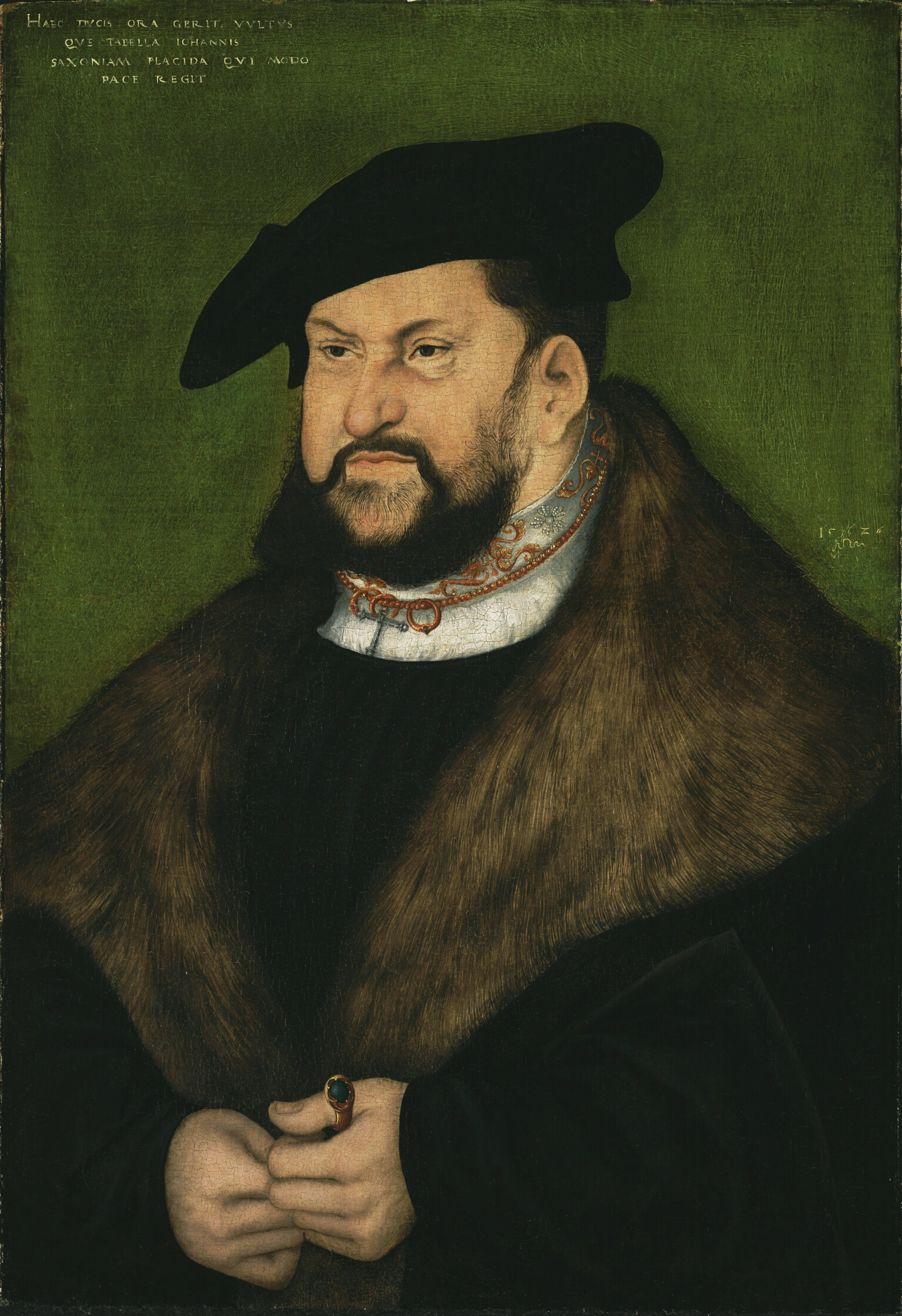
Johann der Beständige, 1526 (Lucas Cranach d. Ä.)

Friedrich der Weise war mitten im Bauernkrieg verstorben. Es war bekannt, dass sein Nachfolger Johann der Beständige der Reformation wohlwollend gegenüberstand. Lief die Kommunikation Luthers mit seinem Landesherrn bisher nur über Spalatin und betrieb der Hof in vielen Punkten eine bremsende und abwartende Politik, so wurde dies unter seinem Nachfolger anders. Johann der Beständige stand in direktem Austausch mit Luther und traf ihn mehrfach. Die sieben Jahre seiner Regierung ermöglichten den Aufbau von neuen kirchlichen Ordnungen in Kursachsen.

#### Deutsche Messe
Nachdem einige Städte seit 1522 die heilige Messe in deutscher Sprache eingeführt hatten, begann Luther 1525 mit der Arbeit an einer deutschen Liturgie. Er ließ sich dabei von Johann Walter und dem kurfürstlichen Kapellmeister Konrad Ruppsch beraten. Am 29. Oktober wurde der Entwurf der Wittenberger Gemeinde vorgestellt; der Zelebrant war Georg Rörer. An Weihnachten wurde die Deutsche Messe eingeführt und erschien zum Jahresende im Druck. Sie war für die des Lateins unkundige Bevölkerung da, die auf diese Weise stärker beteiligt wurde. Lateinische Messen sollten weiterhin für die Lateinkundigen stattfinden, damit sie auch künftig in der Lage wären, in anderen Ländern am Gottesdienst teilzunehmen. Daneben schlug Luther eine dritte Form des Abendmahlsgottesdienstes für „die ienigen, so mit ernst Christen wollen seyn und das Euangelion mit hand und munde bekennen“ vor. Dabei hatte Luther wohl eine Art „Kerngemeinde“ vor Augen, die sich in Privathäusern trifft. Diese Gottesdienstform wurde zu Luthers Zeit nicht realisiert. Luther verdankte diesen Impuls wohl Kaspar von Schwenckfeld, der ihn im Dezember 1525 besuchte. Luther war wichtig, dass seine Messordnungen nicht als allgemein verbindlich angesehen werden sollten. Vielmehr sah er sie als Beispiele eines evangeliumsgemäßen Gottesdienstes. Im Januar 1526 legte ihm Matthäus Alber die Reutlinger Gottesdienstordnung vor (oberdeutscher Prädikantengottesdienst), und Luther hieß diese gut. Die Akzeptanz der Deutschen Messe in Wittenberg war aus Luthers Sicht unbefriedigend. Ein Jahr später war die Gemeinde mit den neuen Melodien noch nicht vertraut, und zwei Jahre später wurden die Lieder auch noch nicht beherrscht.

#### Visitationen
Nachdem das bisherige katholische System zusammengebrochen war, ging es darum, die einzelnen Pfarreien mit geeigneten Predigern und Lehrern zu versorgen und deren Unterhalt zu regeln. Dem dienten die Visitationsreisen, die Luther und andere im Auftrag des Kurfürsten seit 1526 unternahmen. In dem Unterricht der Visitatoren an die Pfarrherrn im Kurfürstentum zu Sachsen (1528) gingen Luther und Melanchthon von einer einmaligen Aktion reformatorischer Neuordnung aus, die mit Hilfe der Obrigkeit durchgeführt werden sollte. Doch die Weichen waren damit gestellt: „Die Neuordnung in Kursachsen erfolgte nach einem aus dem Bischofsamt hergeleiteten Beaufsichtigungssystem von oben und nicht durch eine presbyterial-synodale Repräsentation der Gemeinden.“

#### Antinomistischer Streit
Der erste antinomistische Streit war eine im Jahr 1527 entfachte theologische Kontroverse, die um die Frage der Geltung und Bedeutung des Gesetzes (der Tora), insbesondere der Zehn Gebote, im Leben eines Christen geführt wurde.
Bei ihren Visitationen hatten Luther und Melanchthon beobachtet, dass die Predigt des Evangeliums in manchen Gemeinden leichtfertig vorgenommen wurde und zu einer ungebundenen Freiheit führte. Melanchthon kam zu der Überzeugung, dass das Gesetz, die Gebote Gottes, wieder stärker verkündigt werden müssten. Er verfasste im Jahre 1527 die Schrift Articuli de quibus egerunt per visitatores, zu der Luther ein Vorwort schrieb. In seinem Aufsatz forderte er, dass eine christliche Verkündigung die Predigt von der Buße und die von der Vergebung der Sünden enthalten müsse. Die Predigt von der Buße setze aber das Gesetz voraus. Dieser Position widersprach Johannes Agricola, mittlerweile Rektor in Eisleben. Er behauptete, dass für den Christen als Erweckungsmittel zur Buße nicht die Befolgung der Gebote des AT, sondern nur das Evangelium notwendig sei. Luther konnte auf dem Torgauer Colloquium (26.–29. November 1527) einen Kompromiss erzielen, bei dem Melanchthon weitgehend Recht bekam und eine eigentliche Klärung nicht erreicht wurde. Agricola entfremdete sich in der Folge den Wittenbergern, und da sowohl er wie auch Melanchthon bei ihren Meinungen verharrten, brach der Konflikt zwischen ihnen einige Jahre später wieder auf.

### Abendmahlsstreit und Marburger Religionsgespräch (1529)

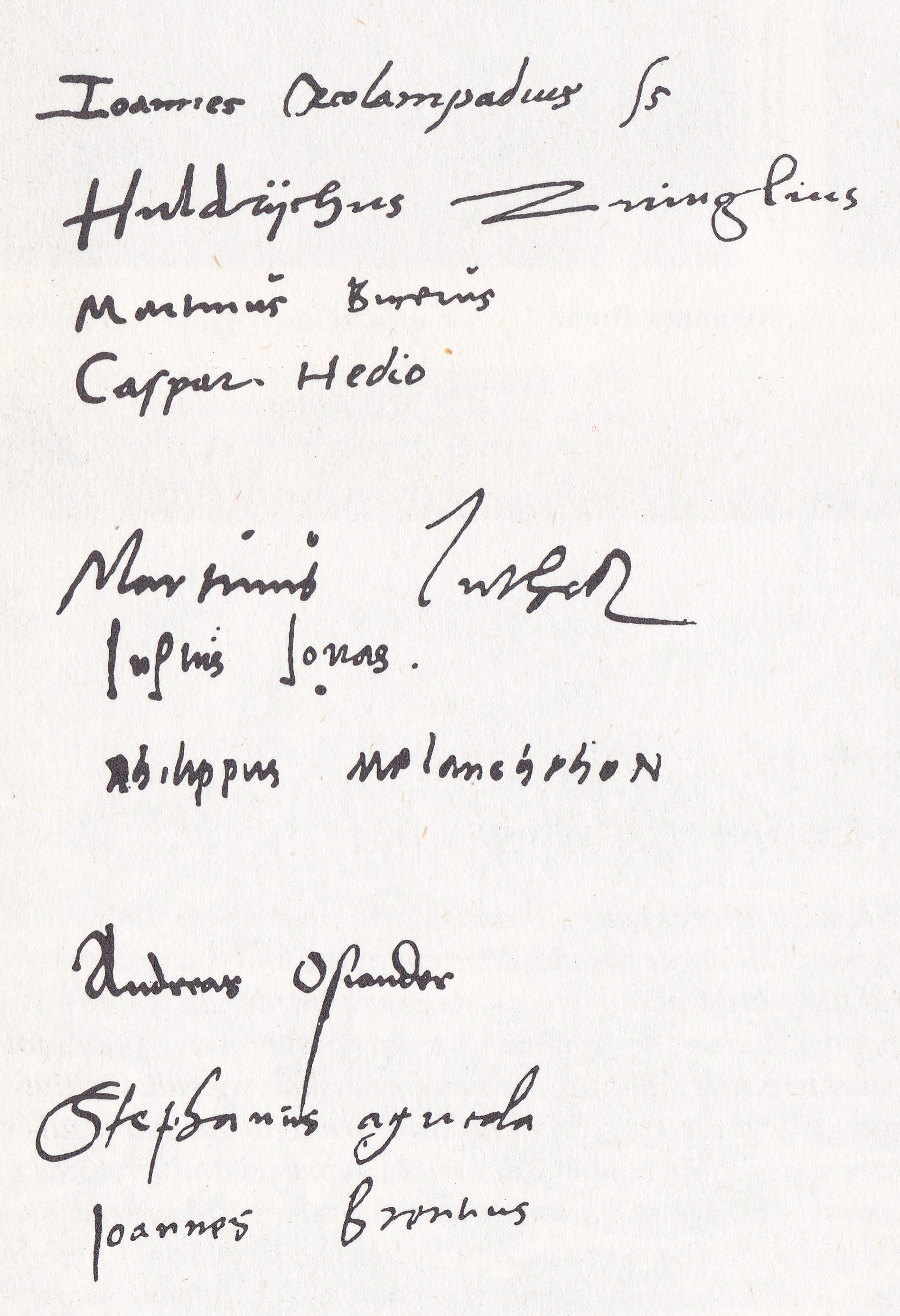
Marburger Religionsgespräch, Unterschriften: Oekolampad, Zwingli, Bucer, Hedio, Luther, Jonas, Melanchthon, Osiander, Agricola, Brenz

Huldrych Zwingli hatte 1523 noch seine Übereinstimmung mit Luthers Abendmahlslehre betont. Dann lernte er die symbolische Deutung der Abendmahlsworte durch Cornelisz Hendricxz Hoen kennen, die für ihn sowie Johannes Oekolampad eine Verstehenshilfe wurde. Er sah das Abendmahl nun als Dank- und Bekenntnisfeier der Gemeinde. Die Straßburger Reformatoren Martin Bucer und Wolfgang Capito waren von Zwinglis Abendmahlsverständnis beeindruckt und erbaten von Luther im Dezember 1524 eine Stellungnahme. Im sogenannten Syngramma Suevicum bekannten sich andererseits 14 Reformatoren aus dem schwäbischen Raum im Oktober 1525 zu Luthers Abendmahlsverständnis. Von beiden Seiten wurde nun eine große Abendmahlsschrift Luthers erwartet, aber dieser machte sich nicht an eine entsprechende Ausarbeitung. Der schlichte Sermon von dem Sakrament des Leibes und Blutes Christi wider die Schwarmgeister wurde wahrscheinlich ohne Zutun Luthers veröffentlicht und war für die theologische Diskussion mit Zwingli kaum geeignet.
Anders als Luther widmete Zwingli nun einen großen Teil seiner Zeit dem Thema Abendmahl und arbeitete Luthers diesbezügliche Schriften durch. Die Amica exegesis war dem Titel nach eine „freundschaftliche Auseinandersetzung“ mit Luthers Thesen, aber der Sache nach hart: keine davon genügte Zwinglis wissenschaftlichen Ansprüchen. Am 1. April 1527 sandte Zwingli Luther seine Amica exegesis zu. Luther reagierte verbittert. Praktisch gleichzeitig mit der Amica exegesis hatte er seine Abendmahlsschrift mit dem programmatischen Titel Daß diese Worte Christi «Das ist mein Leib» etc. noch fest stehen wider die Schwarmgeister veröffentlicht (Ubiquitätslehre). Die beiden Schriften nahmen keinen Bezug aufeinander, provozierten aber Entgegnungen, von Luthers Seite: Vom Abendmahl Christi. Bekenntnis (März 1528). Bei den Schweizern stieß Luthers emotionale und polemische Argumentationsweise auf Ablehnung.
Aus politischen Gründen strebte Landgraf Philipp von Hessen eine Überwindung des theologischen Konflikts an. Nach der Protestation zu Speyer war ein protestantisches Verteidigungsbündnis die naheliegende Konsequenz. Die Wittenberger versprachen sich wenig von einem Religionsgespräch, zu dem Philipp im Juni 1529 beide Seiten nach Marburg eingeladen hatte, sagten aber doch zu, nachdem Philipp über den Kurfürsten Druck auf sie ausgeübt hatte. Auf Initiative des Markgrafen Georg von Brandenburg-Ansbach schrieben Luther und Melanchthon die Schwabacher Artikel als gemeinsame Glaubensbasis für ein künftiges Militärbündnis. Mit diesem Bekenntnistext, den sie Abgrenzung zu den Schweizern formuliert hatten, als Verhandlungsbasis reiste die Wittenberger Delegation nach Marburg: Luther, Melanchthon, Jonas, Cruciger und Rörer. In Gotha schloss sich Friedrich Myconius und in Eisenach Justus Menius der Delegation an. Dort traf sie am 30. September ein; die Schweizer Delegation (Zwingli, Oekolampad, Bucer und Hedio) war bereits eingetroffen. Osiander und Brenz sowie der Augsburger Stephan Agricola fanden sich am 2. Oktober ein. Alle Diskussionsteilnehmer waren auf dem Marburger Schloss untergebracht. Die erste Kontaktaufnahme war freundlich, wobei Zwingli sich im Hintergrund hielt.
Nach getrennten Vorgesprächen kam man am Samstag, dem 2. Oktober in einer Stube des Schlosses im großen Kreis zusammen. Luther erklärte, die Einsetzungsworte („Das ist mein Leib“) seien nicht anders als wörtlich zu verstehen, man solle ihn aus der Bibel widerlegen. Oekolampad zitierte Joh 6 als Beleg dafür, dass der Leib Christi geistlich gegessen werden müsse. Luther gestand ihm zu, dass es ein solches geistliches Essen gebe, ging aber nicht von seinem buchstäblichen Verständnis der Einsetzungsworte ab. Christus sei im Abendmahl unsichtbar zugegen. In der nächsten Gesprächsrunde brachte Oekolampad das Argument, Christus sei nach der Auferstehung erhöht bei Gott dem Vater, und er könne nicht an zwei Orten zugleich sein. Zwingli ergänzte: Christus habe jetzt göttliche und nicht menschliche Gestalt (Phil 2,6 ff.). Luther schlug nun die samtene Tischdecke zurück, und man sah die Einsetzungsworte Hoc est corpus meum, die er zuvor mit Kreide auf die Tischplatte geschrieben hatte. Auf Zwingli machte dies keinen Eindruck. Er konnte nicht nachvollziehen, warum sich die Wittenberger dermaßen auf diesen Glaubensartikel versteiften.
Am Sonntag wurde ergebnislos weiterdiskutiert. Der hessische Kanzler Johann Feige forderte nun beide Seiten auf, nach einer Einigung zu suchen. Da die Krankheit Englischer Schweiß grassierte, sollten die Gespräche möglichst abgekürzt werden. Am Montag forderte der Landgraf Luther dazu auf, die Artikel aufzustellen, über die man einig oder uneinig sei (Marburger Artikel). Luther legte dafür weitgehend die mitgebrachten Schwabacher Artikel zu Grunde. In vielen Punkten zeigten die Teilnehmer Bereitschaft, aufeinander zuzugehen. Als Differenz blieb nur die Frage der Gegenwart von Leib und Blut Christi im Abendmahl. Der Landgraf wirkte auf einen versöhnlichen Schluss hin: dass man einander christliche Liebe erweisen und Gott um das rechte Verständnis bitten wolle. Daraufhin reiste die Wittenberger Delegation am 5. Oktober ab.

### Reichstag zu Augsburg (1530)

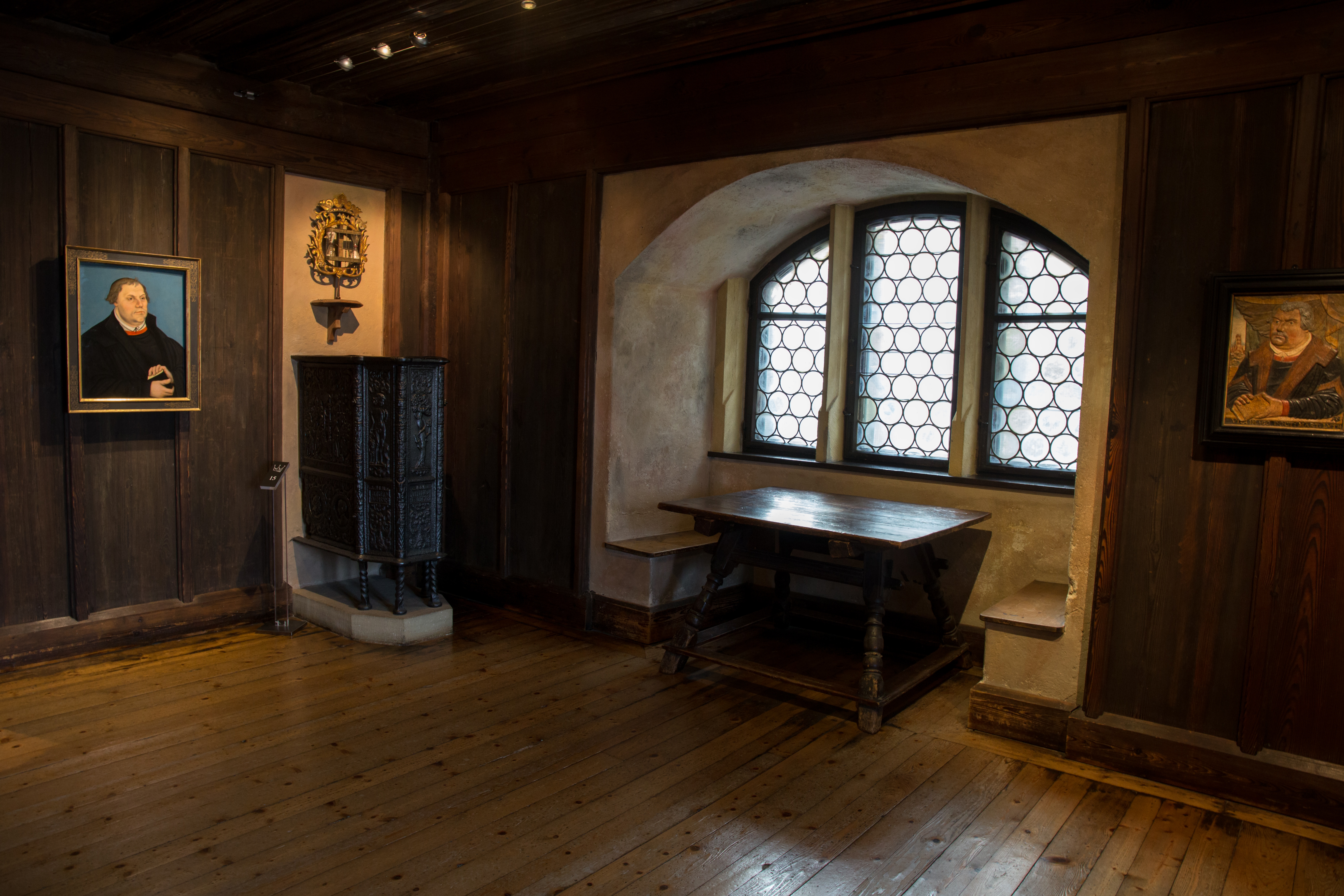
Lutherzimmer in der Veste Coburg

Auf dem Reichstag zu Augsburg 1530 wollte sich Karl V. nach neunjähriger Abwesenheit erstmals wieder den Verhältnissen im Reich widmen und die Glaubensspaltung dort überwinden, um alle militärischen Kräfte zur Abwehr der Türken zusammenzuführen. Anlass war die Erste Wiener Türkenbelagerung von 1529. Die Ausschreibung war deshalb in versöhnlichem Ton gehalten. Kurfürst Johann der Beständige reiste mit seinem Gefolge, wozu auch Luther, Melanchthon und weitere Theologen gehörten, bis nach Coburg. In der Nacht vom 23. auf den 24. April 1530 wurde Luther auf die Veste über der Stadt gebracht. Hier blieb er bis zum 4. Oktober 1530, während die übrige Delegation nach Augsburg weiterzog. Veit Dietrich fungierte als eine Art Sekretär Luthers und Kontaktperson nach außen. Allzu geheim war Luthers Aufenthalt allerdings nicht. Er empfing zahlreiche Besucher und erfuhr dadurch auch vom Tod seines Vaters. Verschiedene Gelegenheitsschriften entstanden auf der Veste Coburg, zum Beispiel die Übersetzung einiger Fabeln des Äsop. Luther konnte am Reichstag zu Augsburg nur indirekt über seine Korrespondenz mit Melanchthon teilnehmen. Dieser versorgte ihn aber nur spärlich mit Informationen, da er eine von Luther abweichende Strategie verfolgte: Melanchthon fürchtete, dass Philipp von Hessen bei einem etwaigen Krieg mit den Schweizern und Straßburgern zusammengehen würde und suchte deshalb einen Ausgleich mit der altgläubigen Seite (hier vor allem: Albrecht von Mainz) und dem Kaiser. Sein Minimalvorschlag war die Wiederherstellung der bischöflichen Kirchengewalt, wenn der evangelischen Seite Laienkelch, Priesterehe und evangelische Messe zugestanden würden. Das von Melanchthon auf der Grundlage der Schwabacher und Torgauer Artikel verfasste Augsburger Bekenntnis erhielt durch die Vorrede des kursächsischen Kanzlers Gregor Brück den Rang eines Bekenntnisses der lutherischen Fürsten und Stände; es wurde am 25. Juni 1530 durch den kursächsischen Kanzler Christian Beyer am 25. Juni 1530 vor dem Reichstag verlesen und übergeben. Luther akzeptierte diesen Text, kritisierte allerdings, dass die Themen Fegefeuer und päpstlicher Primat nicht darin vorkamen.

### Wittenberger Konkordie (1536)
Die Verständigung der oberdeutschen Reformatoren mit Luther in der Frage des Abendmahls ging auf die Initiative Martin Bucers zurück. Philipp von Hessen förderte das Projekt und lud dazu Melanchthon und Bucer für Weihnachten 1534 nach Kassel ein. Melanchthon bekam von Luther eine schroff gehaltene Instruktion mit auf den Weg. Luther betonte, dass der Leib Christi mit oder in dem Brot wahrhaft gegessen werde und sich sein Empfang nicht von dem des Brotes ablösen ließe.
Melanchthon und Bucer einigten sich in Kassel Ende Dezember auf die Formel, dass der Leib Christi mit dem Brot wesentlich und wahrhaftig empfangen werde. Luther äußerte im Januar 1535 seine prinzipielle Zustimmung, wollte aber noch auf Reaktionen der oberdeutschen Städte warten, die ihm ihre Vertrauenswürdigkeit erst beweisen sollten. Ein solches Signal war die Berufung von Johann Forster als Prädikant nach Augsburg. Nun schlug Luther für den Abschluss der Konkordie eine Zusammenkunft in einer Stadt Kursachsens vor. Kurfürst Johann Friedrich lud dazu nach Eisenach ein. Von April bis Juni trat bei Luther erstmals ein akutes Harnsteinleiden auf. Deshalb fand das Treffen vom 21. Mai bis 28. Mai 1536 in Luthers Haus in Wittenberg statt.
Dass Zwinglis Schrift Fidei christianae expositio just zu diesem Zeitpunkt in Zürich neu gedruckt worden war, fasste Luther als Provokation auf und forderte gleich eingangs der Gespräche in „unerwartet schroffer und geradezu einschüchternder Weise“ von Bucer und den Repräsentanten der oberdeutschen Städte den ausdrücklichen Widerruf. Danach wurden die Verhandlungen wegen Luthers Schwäche unterbrochen; die Gäste waren schockiert und erwogen ihre Abreise. Am Mittag des 23. Mai trug Bucer dann seine Position vor: Er habe bisher nicht alles recht verstanden und gelehrt. Die übrigen oberdeutschen Theologen erklärten, mit Bucer übereinzustimmen. Luther konnte sich also sehr weitgehend durchsetzen. Die Atmosphäre entspannte sich, die Gäste hatten Gelegenheit, am Himmelfahrtstag die ihnen unvertraute Deutsche Messe kennenzulernen und wurden von Luther und Lukas Cranach zu Festmählern eingeladen.

### Schmalkaldener Bundestag (1537)

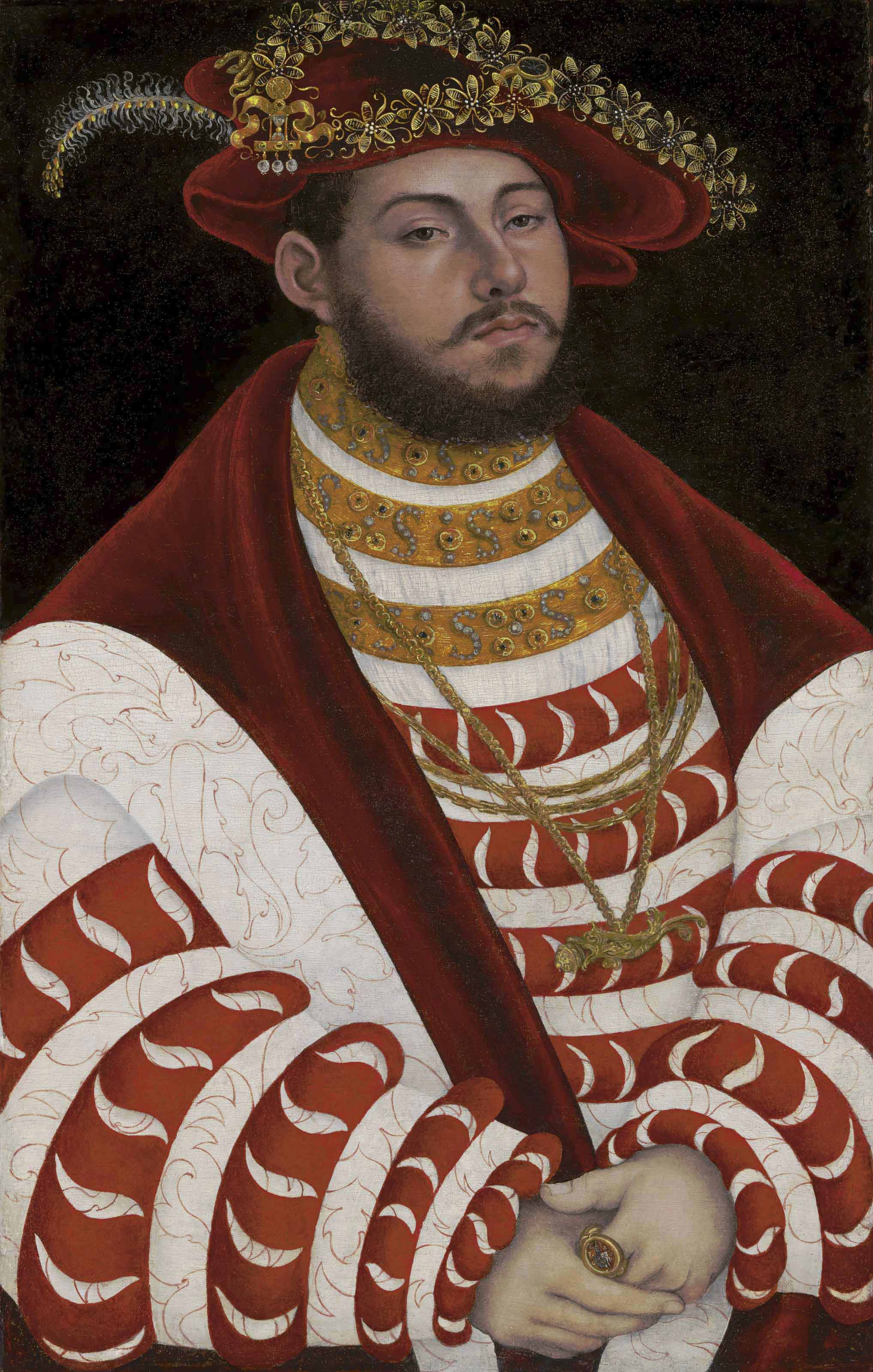
Johann Friedrich I. (Lucas Cranach d. Ä. 1528/30)

Am 2. Juni 1536 schrieb Papst Paul III. ein Konzil nach Mantua aus. Im Zuge der Sondierungen kam es am 7. November 1535 im Schloss Wittenberg zu einer Begegnung zwischen dem Nuntius Pietro Paolo Vergerio und Luther, der sich bereit erklärte, auf einem Konzil zu erscheinen. Da sein Gesundheitszustand als Politikum galt, traf Luther Vorbereitungen, um auf den Nuntius möglichst agil zu wirken, was ihm auch gelang. Tatsächlich war er zum Jahresende 1536 so kränklich, dass der Kurfürst ihn bat, ein theologisches Testament (Glaubensartikel mit biblischer Begründung) zu verfassen. Luther schrieb einen Bekenntnistext, der eher der Abgrenzung von der altgläubigen Position diente. Im Mittelpunkt steht die Rechtfertigungslehre; sie sei „der Artikel, mit dem die Kirche steht und fällt.“ In der Frage des Messopfers war man, so Luther, „ewiglich geschieden“, denn dies sei eine Konkurrenz zum Sühnetod Christi. Der Papst könne nicht kraft göttlichen Rechts das Haupt der Christenheit sein, und es sei auch nicht ratsam, ihn als Oberhaupt kraft irdischer Ordnung zu akzeptieren. So weit war die Arbeit gediehen, als Luther am 18. und 19. Dezember einen oder mehrere Herzanfälle erlitt. Daraufhin diktierte er den zweiten Teil des Dokuments in kurzgefasster Form.
Bei einer Zusammenkunft Luthers mit den anderen Wittenberger Theologen sowie Agricola, Spalatin und Amsdorff wurde ein weiterer Artikel (gegen die Anrufung der Heiligen) hinzugefügt. Änderungswünsche Melanchthons berücksichtigte Luther nicht. Die Mitglieder des Treffens unterschrieben mit persönlichen Bemerkungen; am 3. Januar 1537 übersandte Luther dem Kurfürsten das Dokument und stellte ihm frei, welchen Gebrauch er davon machen wollte. Johann Friedrich I. plante, die Artikel als kursächsische Bekenntnisschrift auf dem Schmalkaldischen Bundestag einzubringen. Dieser sollte ursprünglich am 7. Februar 1537 beginnen, verzögerte sich aber wegen der zahlreich eintreffenden Delegationen. Außer den Wittenberger Theologen waren beispielsweise Urbanus Rhegius (Lüneburg), Erhard Schnepf und Ambrosius Blarer (Württemberg), Johann Lang (Erfurt), Johannes Aepinus (Hamburg), Andreas Osiander (Nürnberg) sowie Brenz aus Schwäbisch Hall und Bucer aus Straßburg angereist.
Luther trat weiterhin dafür ein, dass die Protestanten das Konzil in Mantua beschicken sollten, doch die Schmalkaldischen Bundesstände lehnten dies ab, weil es nicht das geforderte freie christliche Konzil sei. Luthers Schmalkaldische Artikel bargen so viel Konfliktpotential, dass sie nicht zur Grundlage der theologischen Beratungen genutzt wurden; dies waren vielmehr die Augsburger Konfession und die Wittenberger Konkordie. Melanchthon verfasste eine Ergänzung über den Primat des Papstes und die Jurisdiktion der Bischöfe, die dem Augsburger Bekenntnis angefügt wurde. Luther selbst nahm nur sporadisch am Bundestag teil, denn das Harnsteinleiden trat wieder auf und verursachte ihm starke Schmerzen. Durch eine Fehlbehandlung des landgräflichen Leibarztes wurde Luther so hinfällig, dass man mit seinem Tod rechnete. Luther wollte in Kursachsen sterben, so dass ein Reisewagen für ihn hergerichtet wurde. Der in Schmalkalden anwesende päpstliche Legat argwöhnte, Luthers Leichnam solle fortgebracht werden. Tatsächlich rettete dieser Krankentransport Luther das Leben, denn durch die Erschütterungen löste sich die Harnverhaltung. Am 14. März war er wieder in Wittenberg, wo er sich langsam erholte. Zu Luthers medizinischen Beratern gehörte auch die Gräfin Dorothea von Mansfeld (1493–1578).

### Luthers Tod

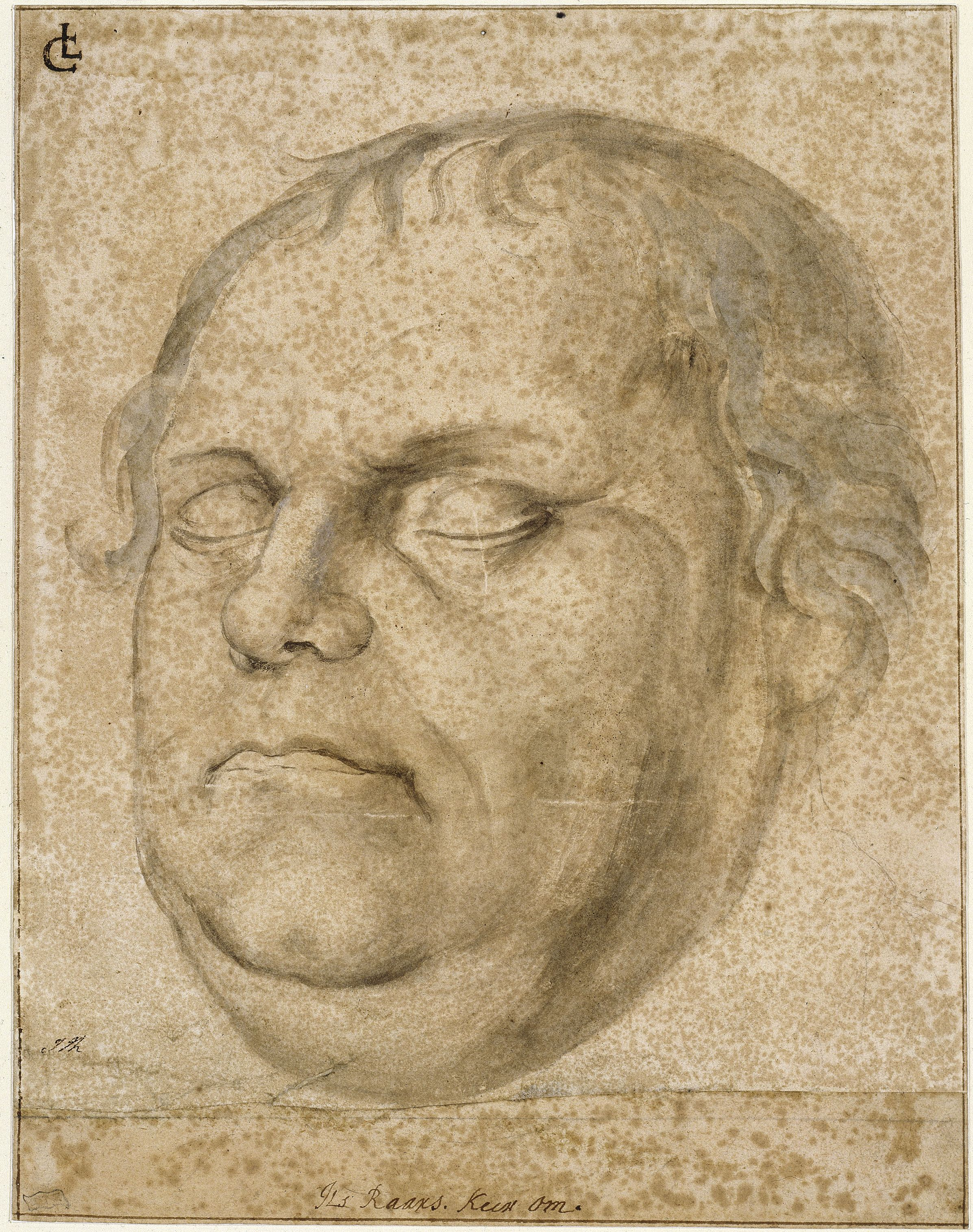
Porträt Luthers nach seinem Tod (Lukas Furtenagel)

Trotz eines schon länger währenden Herzleidens reiste der 62-jährige Luther im Januar 1546 nach Eisleben, um dort die Erb- und Rechtsstreitigkeiten innerhalb der Mansfeldischen Grafenfamilie beilegen zu helfen. Luther war von der winterlichen Reise geschwächt und nahm bis zum 16. Februar an den Gesprächsrunden jeweils nur gut eine Stunde teil. Ein Zettel vom 16. Februar, den Johannes Aurifaber abschrieb, ist Luthers letzte schriftliche Äußerung: „Den Vergil in seinen Bucolica und Georgica kann niemand verstehen, er sei denn fünf Jahre Hirte oder Bauer gewesen. Cicero in seinen Briefen, so fasse ich es auf, versteht niemand, der nicht zwanzig Jahre in einem bedeutenden Staatswesen tätig war. Die Heilige Schrift glaube niemand genug verschmeckt zu haben, wenn er nicht hundert Jahre mit den Propheten die Gemeinden geleitet hat.“ Möglicherweise nannte Luther neben den Propheten auch Johannes den Täufer, Christus und die Apostel, vielleicht beziehen sich diese Erwähnungen aber auf den Folgesatz, ein ursprünglich auf Vergil bezogenes Zitat des Statius: „Versuch dich nicht an dieser göttlichen Aeneis, sondern bete ihre Spuren demütig an!“ In Luthers Schlusssatz sind die ersten drei Worte deutsch: „Wir sind Bettler, das ist wahr.“
In der Nacht zum 18. Februar 1546 erwachte Luther durch einen Schmerzanfall. Er erwartete nun seinen Tod, erhielt letzte medizinische Hilfen, und eine Reihe von Personen kamen in seiner Stube zusammen: der Hauswirt, der Stadtschreiber und seine Frau, die beiden Stadtärzte sowie Graf Albrecht mit Gattin. Justus Jonas der Ältere und Michael Caelius fragten ihn, ob er bis zum Tode seine Lehre bekenne. Er antwortete mit Ja. Daraufhin reagierte er nicht mehr und starb morgens um 3 Uhr. Beigesetzt wurde Luther am 22. Februar in der Schlosskirche zu Wittenberg unterhalb der Kanzel.

## Theologie

### Heilsgewissheit
Dieses Motiv ist für Luthers reformatorische Wende 1518 sehr wichtig. Luther formulierte damit etwas Neues. Die abendländische theologische Tradition lehrte, der Mensch könne nie sicher sein, ob er im „Stand der Gnade“ sei, denn erstens sei Gott frei, seine Gnade zu schenken, wie er es wolle, und zweitens würde der Mensch, wäre er seines Gnadenstandes sicher, leichtsinnig und vermessen. Luther identifizierte die lebenslange Unsicherheit und damit Angst, die die Frömmigkeit unter dem Papsttum präge, als „Monstrum“, „Hölle“, „Pest“. Was Luther mit Heilsgewissheit meinte, muss aber vor einer Reihe von Missverständnissen geschützt werden: es ist weder eine Sicherheit, die meint, die Lebensführung sei egal und man könne machen, was man wolle. Auch kann man, laut Luther, den Glauben und das subjektive Gefühl des Trostes nicht wie einen permanenten Besitz verbuchen – beides sei gefährdet und könne verloren gehen. Schließlich solle der Christ über Gottes Pläne mit dem Menschen (Prädestination) keine Spekulationen anstellen. Heilsgewissheit im Sinne Luthers ist „die Erkenntnisseite des Glaubens, das Bewußtsein von dem, was im Glauben geschieht: die empfangende Annahme der rettenden Gemeinschaft mit Gott.“

### Wort – Glaube – Sakrament
In der Hebräerbriefvorlesung bricht bei Luthers Auslegung von Hebr 5,1 die Sakramentsfrage so dringlich auf, dass die neuere Forschung hier einen Zusammenhang mit der reformatorischen Wende sieht. Voll ausformuliert ist Luthers Sakramentsverständnis dann 1520 in der Hauptschrift Von der babylonischen Gefangenschaft der Kirche. Hintergrund der Argumentation Luthers ist die Sakramentspraxis seiner Zeit. Eines der sieben Sakramente hatte für den normalen christlichen Laien damals außerordentliche Bedeutung: das Bußsakrament. Um dieses herum hatte sich ein reiches seelsorgerliches Angebot gebildet; ein Kernsatz dabei war, das Sakrament wirke durch den Vollzug (ex opere operato), sofern der Empfänger es nicht nur zum Schein, sondern bejahend annehme (non ponit obicem). Damit verschob sich das Interesse auf die objektiv feststellbare, aufzählbare Erfüllung bestimmter Bedingungen, unter denen das Bußsakrament seine Wirksamkeit entfalten konnte. Ein Korrektiv zu dieser Entwicklung war die hochmittelalterliche, an den Kirchenvätern geschulte Sakramentenlehre, etwa bei Thomas von Aquin: im Sakrament werde die „Heilstat Christi erinnert, ihre gegenwärtige Heilswirkung gefeiert und ausgeteilt, die ewige Vollendung erahnt und im «Angeld» vorweggenommen.“ Das Wort (konkret: das NT-Stiftungswort) mache aus der mehrdeutigen sakramentalen Handlung das eindeutige sakramentale Zeichen. Luther schätzte die Formulierung des Augustinus, die er häufig zitierte: Accedit verbum ad elementum et fit sacramentum. Allerdings blieb dieser große theologische Entwurf abseits der Gemeindefrömmigkeit, wurde auch von vielen Klerikern nicht verstanden. Hier setzte Luther ein, der in immer neuen Formulierungen die Verbindung von Wort, Glaube und Sakrament in der Frömmigkeit jedes Christen verankern wollte; ein Beispiel: Gott ist überall „in allen Kreaturen und ich möchte ihn im Stein, im Feuer, im Wasser oder auch im Strick finden, wie er denn gewißlich da ist, will er doch nicht, daß ich ihn da suche ohne das Wort und mich ins Feuer oder ins Wasser werfe oder an den Strick hänge. Überall ist er, er will aber nicht, daß du überall nach ihm tappest, sondern wo das Wort ist, da tappe nach, so ergreifst du ihn recht.“

### Freiheit eines Christenmenschen
Die Schrift Von der Freiheit eines Christenmenschen (1520) hat ihre Pointe darin, viele der frommen Aktivitäten, die zu Luthers Zeit üblich waren, für überflüssig zu erklären. Gott habe sie nicht geboten, auch suche jeder darin nur das Seine, nämlich sein eigenes Seelenheil. Wirklich gute Werke aber seien solche, die dem Mitmenschen nützten.
Dagegen lehnte Luther die menschliche Willensfreiheit in pointierten Formulierungen ab. Der freie Wille sei nach dem Sündenfall eine „Sache bloßen Namens“ (res de solo titulo) – so schon in der Heidelberger Disputation. Gegenüber der Kritik des Erasmus bekräftigte Luther 1525, dass er zu dieser These von der Unfreiheit des Willens stehe, sie sei sogar der „Angelpunkt der Sache“ (cardo rerum). Luther vertritt damit aber keinen Determinismus, sondern bestreitet, dass der Mensch sich selbst in das „richtige“ Verhältnis zu Gott setzen könnte. Das ist eine Konsequenz aus der Rechtfertigungslehre: der Mensch ist passiv gegenüber dem Heilshandeln Gottes. Dagegen ist der Mensch nach Luther frei, in seinem Alltagshandeln zu entscheiden; die alltäglichen Freiheitserfahrungen, die er dabei mache, seien kein unwirklicher Schein. Ja noch mehr: der Mensch sei imstande und frei, dem rechtfertigenden Gott durch sein Alltagshandeln zu antworten. Er könne freiwillig am Aufbau des Reiches Gottes in der Welt mitwirken.

### Gerecht und Sünder zugleich
Nach scholastischer Theologie war es undenkbar, dass Sünde und Gnade auch nur einen Augenblick „zugleich“ den Menschen bestimmen könnten. Er befinde sich stets im Stand der Sünde oder dem Stand der Gnade, und das ganz. Luthers These, der Mensch sei zugleich gerecht und Sünder (simul iustus et peccator) wird verständlicher, wenn man wahrnimmt, dass er in Beziehungen dachte: „Sünde ist die vom Menschen begonnene Beziehung der Feindschaft gegen Gott, des Widerstands, der Verachtung […]. Gnade, Gerechtigkeit dagegen ist die Beziehung […], die Gott mit dem Menschen trotz seiner Sünden, gegen seine Sünde immer wieder neu begründet.“

### Rechtfertigung
Gott allein kann den Menschen annehmen und rechtfertigen. Dieser Vorgang ist in der reformatorischen Theologie eine Tat Gottes allein aus Gnade (sola gratia). Kein Werk, keine gute Tat des Menschen kann, nach reformatorischem Verständnis, diese Rechtfertigung herbeiführen. Der Gnadenakt der Rechtfertigung gründe, nach reformatorischer Theologie, in der Erwählung des Menschen durch Gott in Jesus Christus, im Kreuzestod Jesu Christi und der darin erwirkten Erlösung.
In seiner Auslegung des (nach Luthers Psalmenzählung) 51. Psalms, „Gott, sei mir gnädig nach deiner Güte“ Ps 51,3  findet sich die klarste Position Luthers zum rechtfertigenden Gott und zu den sündigen Menschen. Dieser Psalm enthält nach Luther die Hauptstücke seiner Religion, nämlich die Wahrheit über Sünde, Buße, Gnade und Rechtfertigung. In diesem Psalm gehe es nicht nur um David und dessen sündhafte Beziehung zu Batseba, sondern vielmehr um die „Wurzel der Gottlosigkeit“, um das Verstehen von Sünde und Gnade.
Zur wahren Buße gehört nach Luther zweierlei:
- erstens die Erkenntnis der Sünde und der Gnade,
- zweitens die Furcht vor Gott und das Vertrauen auf seine Barmherzigkeit.

Beides gelte es immer wieder neu zu erlernen; denn auch die vom Heiligen Geist erleuchteten Menschen blieben auf das Wort Gottes angewiesen. Aber nicht die einzelne Verfehlung stehe zur Debatte, sondern das gesamte Wesen der Sünde, ihre Quelle und ihr Ursprung müsse bedacht werden. Sünde bestehe nicht nur in Gedanken, Worten und Werken, Sünde sei das ganze Leben, das wir von Vater und Mutter übernommen hätten (Erbsünde), und auf dieser Grundlage entstünden dann die einzelnen Vergehen. Die natürliche Konstitution des Menschen sei nicht intakt, nicht im zivilen und auch nicht im geistlichen Bereich. Infolge der Sünde hätten sich die Menschen von Gott abgewandt und suchten ihren eigenen Ruhm. Der Glaubende fühle den Zorn Gottes und ebenso sinnlich erführe er die Gnade Gottes, wenn er schließlich voll Freude feststelle: Zwar kann ich vor mir selbst nicht bestehen, aber in Christus bin ich gerechtfertigt und gerecht, gerecht gemacht durch Christus, der gerecht ist und gerecht macht. Deshalb sei zentraler Inhalt und entscheidendes Kriterium der Schrift Christus, denn wenn man Christus aus der Schrift herausnehme, könne man nichts Wesentliches mehr in ihr finden: Die ganze Heilige Schrift spreche überall allein von Christus.
Luther vertrat eine Theologia crucis, in der das Kreuz Christi, das Kreuz der einzelnen Christen und das der gesamten Kirche zusammengehören. In einer Theologie der Herrlichkeit, Theologia gloriae, die einzig nach der Größe und Macht Gottes sucht und sich von ihr beeindrucken lässt, bestehe nicht der Weg eines gläubigen Christen. Die Theologia crucis hingegen führe auf dem Weg der Sündenerkenntnis zur Annahme der Erlösungsgnade Christi. Das Kreuz sei keine Idee, die man sich abstrakt vergegenwärtigen könne. Nur wer sich laut Luther auf das Kreuz einlässt, verstehe, was es mit dem Kreuz auf sich hat. Daher sei das Kreuz in der christlichen Theologie auch nicht ein Thema neben anderen, sondern das Thema schlechthin.
Seine intensive Auseinandersetzung mit Paulus und Augustinus führte zu einer Vertiefung und Radikalisierung seines Sündenverständnisses. Luther war dabei getragen von einer gewissenhaft-skrupulösen Selbstbeobachtung. Infolgedessen setzte er sich von der Lehre ab, der Mensch könne mit seinen natürlichen Kräften Gottes Gebote erfüllen, und stellte die Tradition in Frage, Todsünde und Lässliche Sünde zu unterscheiden.

### Solus Christus, sola gratia, sola fide, sola scriptura
Im Zentrum der reformatorischen Theologie stand der Wandel von der Werkgerechtigkeit zur Glaubensgerechtigkeit. Gottes Gerechtigkeit ist der Drehpunkt der Rechtfertigungslehre Luthers, um sie kreist die Frage: Wie wird der sündige Mensch gerecht vor Gott? Der eigentliche Gegenstand seiner Theologie ist der schuldige und verlorene Mensch und der rechtfertigende und rettende Gott. Ursprünglich verstand Luther unter der Gerechtigkeit vor Gott eine Strafgerechtigkeit, in der Gott über die Menschen ähnlich einem gerechten Richter urteile. Das trieb Luther anfangs zu den beschriebenen Selbstzweifeln und in eine tiefe Angst vor eben dem strafenden Gott, bis er sich intensiv mit dem Brief des Paulus an die Römer auseinandersetzte. Hieraus zog er den Schluss, dass sich die Gerechtigkeit vor Gott im Rechtfertigungsgeschehen fundamental von einer Strafgerechtigkeit und damit auch von allen anderen Gerechtigkeitsformen im menschlichen Miteinander unterscheidet. Gottes Gerechtigkeit äußere sich so in der Gerechterklärung des Glaubenden durch Gottes Barmherzigkeit, den bußfertigen Glaubenden würde ihre Schuld nicht zugerechnet werden, sondern gnädig vergeben. Gottesgerechtigkeit sei Gnadengerechtigkeit. Sie werde gnädig geschenkt, aber nicht durch menschliche Werke verdient. Hierzu steht die lutherische Interpretation im Sinne seiner theologica crucis, dass das allumfassende Erlösungshandeln von Jesus Christus am Kreuz nicht durch menschliche Mitwirkung geschmälert und dadurch entwertet werden könne. Allein im Glauben an das Heil durch Jesu Kreuzesopfer werde den Sündern die Rechtfertigung und Erlösung Gottes aus Gnade zuteil.
In der 62. These seiner 95 Thesen, Disputatio pro declaratione virtutis indulgentiarum (1517) wird als der wahre Schatz der Kirche das allerheiligste Evangelium von der Herrlichkeit und Gnade Gottes angesehen. Damit wird die Haltung der römisch-katholischen Kirche zum Gnadenschatz, Thesaurus meritorum oder Thesaurus ecclesiae konterkariert. Nicht das Verdienst der Heiligen, sondern einzig und allein im Evangelium finde sich die Herrlichkeit und Gnade Gottes, es sei der wahre Schatz der Kirche.
Luthers komplexe Theologie wird systematisch oft mit dem vierfachen „Allein“ (solus/sola) zusammengefasst:
- solus Christus: „Allein Jesus Christus“, der wahre Mensch und wahre Gott, schaffe durch seine stellvertretende Hingabe am Kreuz ein für alle Mal des Glaubenden Rechtfertigung und Heiligung, die ihm im mündlichen Evangelium und im Abendmahl zugeeignet werde. Dies sei der tragende Grund der übrigen drei Prinzipien:
- sola gratia: „Allein durch Gnade“, ohne jedes eigene Zutun werde der Mensch von Gott gerechtfertigt.
- sola fide: „Allein durch den Glauben“, die Annahme Jesu Christi, komme des Menschen Heil zustande.
- sola scriptura: „Allein die Heilige Schrift“ sei die Quelle dieses Glaubens an und des Wissens von Gott und daher der kritische Maßstab allen christlichen Redens und Handelns. Sie sei aber von ihrer „Mitte“ Jesus Christus her kritisch zu beurteilen.

### Früh- und Hauptschriften
Bei seinen deutschen Texten verwendete Luther das Meißner Kanzleideutsch und auch mittelhochdeutsches Wortgut floss in seine Schriftsprache (Thüringisch-obersächsische Dialektgruppe) ein. Luthers intensive Arbeit an den Texten des AT und NT macht den größten Teil seines Gesamtwerks aus. Luther war Exeget. Die Auseinandersetzung mit der Schrift wurde für ihn und damit für die Reformation bestimmend. Erst sekundär und in dessen konsequenter Folge standen die Ablasskritik und die Auseinandersetzung mit dem Papsttum.

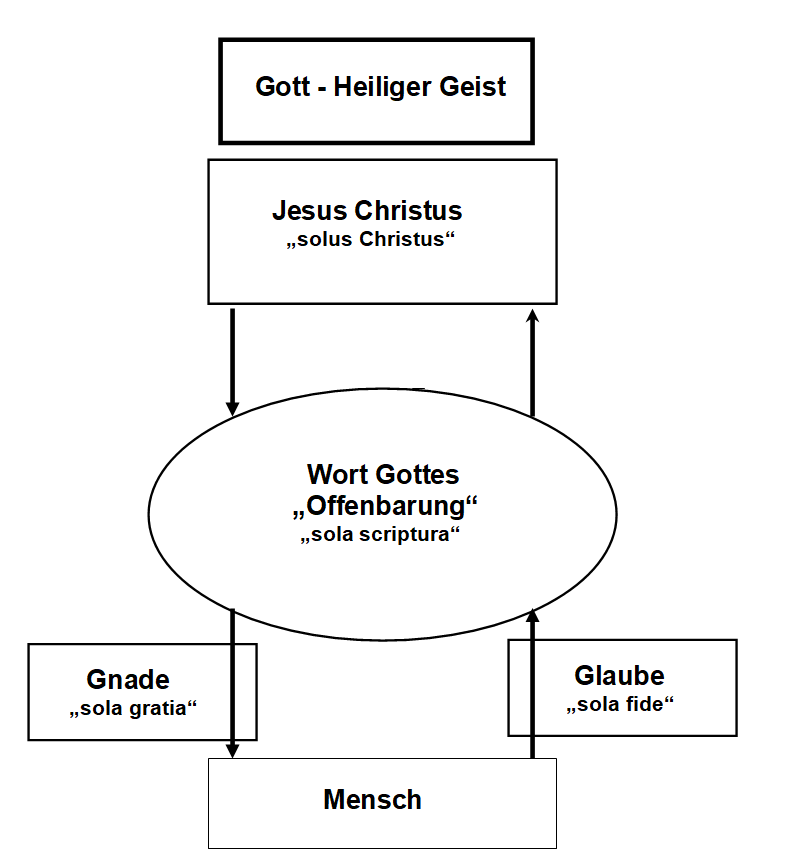
Schematische Darstellung zu Luthers Rechtfertigungslehre, modifiziert nach Peter Blickle (1992)

Schon in seinen Randbemerkungen zu Augustin und Petrus Lombardus (1509/10) betonte Luther gegen die Scholastik, aber noch mit dem Ockhamismus den Gegensatz zwischen Glauben und Wissen und die Autorität der Bibel gegenüber der kirchlichen Tradition. Er grenzte Glauben von einem menschlichen habitus ab und betonte seine Identität mit Hoffnung und Liebe, so dass er nicht neben unrechtem Handeln (Sünde) bestehen könne.
Indem Luther die menschliche Antwort auf Gottes Wort radikalisierte, wurde ihm Gottes Gerechtigkeit selbst zum Problem. Obwohl er alle damaligen theologischen Denkschulen genau kannte, legte er die Bibel in seiner ersten Psalmenvorlesung (1512/13) fast ohne scholastische Begriffe aus und grenzte ihren Wortlaut gegen die überkommenen, besonders die aristotelischen Deutungsmuster ab. Dabei fasste er den Literalsinn des Bibeltextes unmittelbar als Hinweis auf Christus auf: Dieser selbst war für ihn der Ausleger der Psalmen, der Geist in allen Buchstaben, der Grundtext, der sich selbst mitteilt und Glauben an ihn schafft. Der Mensch könne sein Dasein nur entweder aus dem Gesetz oder dem Glauben, dem Sichtbaren oder dem Unsichtbaren, der sinnlichen Wahrnehmung oder dem Von-Gott-erkannt-Sein heraus verstehen. Das, was Menschen aus dieser wahrnehmbaren Welt heraus für das höchste, göttliche Wesen halten, könne im Angesicht Jesu Christi nur der Gipfel ihrer Selbstgerechtigkeit und Heuchelei sein. Eine Vermittlung ist undenkbar. Die theologia crucis (Gottes aktuelles Urteil im Gekreuzigten) und die theologia gloriae (der zum Eigenruhm menschlichen Erkenntnisvermögens geschaffenen Gottesbegriff der aristotelischen Metaphysik) schließen einander unbedingt aus (Römerbriefvorlesung 1515; Heidelberger Disputation 1518). Der Begriff der Kreuzestheologie, theologia crucis, wurde im Jahr 1517 gebildet. Aus dem Briefwechsel mit Christoph Scheurl geht hervor, dass damit eine Ablehnung der Scholastik und des Humanismus des Erasmus gemeint ist.

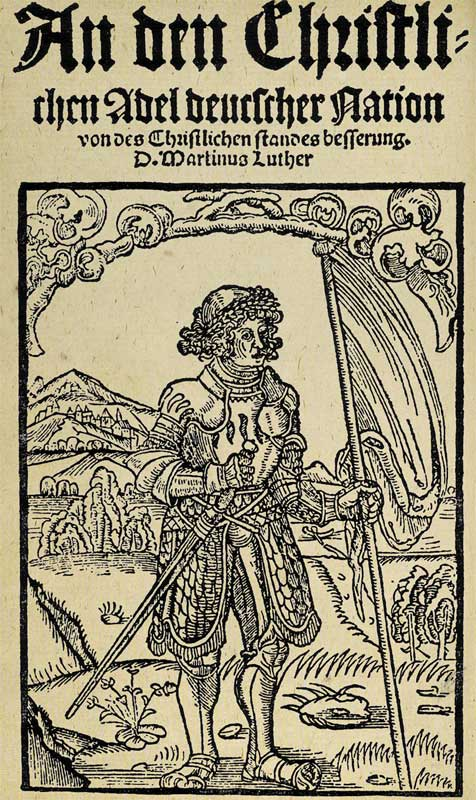
An den christlichen Adel

Mit der Schrift An den christlichen Adel deutscher Nation von des christlichen Standes Besserung (deutsch) rief Luther die Fürsten auf, die Reformation praktisch durchzuführen, weil die Bischöfe darin versagt hätten. Denn die „Romanisten“ hätten die kirchliche Obrigkeit über die weltliche gestellt und behauptet, nur der Papst dürfe die Bibel auslegen und ein Konzil einberufen. Bildung solle allen zugänglich sein, nicht nur dem Klerus. Zölibat und Kirchenstaat sollten abgeschafft, das Zinsnehmen eingeschränkt und das Betteln zugunsten einer geregelten Fürsorge für die Armen verboten werden.
Er verwarf das Papsttum, das katholische Bischofsamt und das Sakrament der Priesterweihe, weil das NT das „allgemeine Priestertum“ der Gläubigen lehre. Die Geistlichen sollten nur die Gemeinde leiten, besonders im Gottesdienst, mit Unterricht und Seelsorge. Jede Kirchengemeinde dürfe ihre Lehrer (Pfarrer) wählen und gegebenenfalls abwählen (Daß eine christliche Versammlung oder Gemeine Recht und Macht habe, alle Lehre zu beurteilen und Lehrer zu berufen, ein- und abzusetzen, 1523). Dieser Grundsatz wurde nach dem Klevischen Krieg 1543 und dem Schmalkaldischen Krieg 1546/47, den Luther nicht mehr erlebte, nicht weiterverfolgt. Das zunächst als Provisorium gedachte „landesherrliche Kirchenregiment“, das auch das Ein- und Absetzen von „Notbischöfen“ (Luther) umfasste, blieb bis 1918 bestehen. Dennoch ordinierte Luther selbst 1542 Nikolaus von Amsdorf zum Bischof von Naumburg und vollzog 1544 eine zweite Bischofsordination, um Bischöfe evangelischer Art einzusetzen.

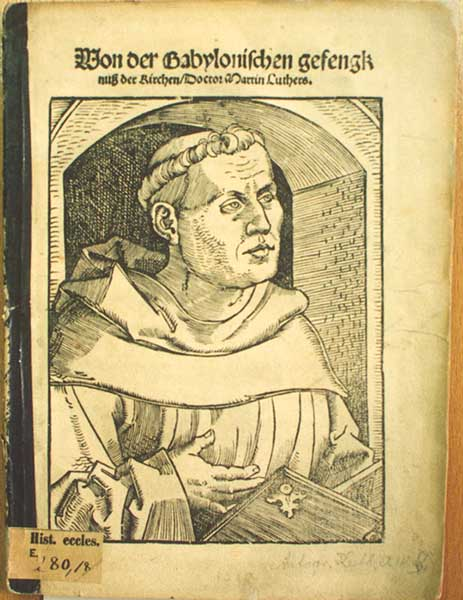
Von der babylonischen Gefangenschaft der Kirche

Die Schrift Von der babylonischen Gefangenschaft der Kirche (1520) reduziert die sieben katholischen Sakramente auf jene drei, die Jesus im NT selbst eingesetzt habe: Taufe, Abendmahl und Buße (Beichte). Er betonte in der Schrift die fundamentalen Bestandteile des Sakraments: a) Das Zeichen, b) die Bedeutung und c) den Glauben. Gerade dem Glauben maß Luther die größte Bedeutung zu, womit er dem katholischen Konzept des ex opere operato die Signifikanz absprach. Er hingegen betonte die Wichtigkeit des Glaubenden als des Subjekts und somit das Konzept des opus operantis. Bahnbrechend war vor allem die theologische Begründung: Jesu eigenes, gepredigtes Wort vermittle das Heil. Die Sakramente veranschaulichten seine Zusage und dienten ihrer Vergewisserung, fügten ihr aber nichts hinzu.
Luthers Schrift Von der Freiheit eines Christenmenschen (1520) fasst die „evangelische Freiheit“ eines Christen in Anlehnung an Paulus in zwei Sätzen dialektisch zusammen: „Ein Christ ist ein freier Herr über alle Dinge und niemandem untertan – durch den Glauben. – Ein Christ ist ein dienstbarer Knecht aller und jedermann untertan – durch die Liebe.“
In der Schrift De servo arbitrio (1525) wandte er sich gegen die Lehre des Erasmus von der Vorherbestimmung zum Heil und vom Willen zum Guten. Luther selbst maß seiner Schrift höchste Bedeutung zu. Mit dem Thema habe Erasmus den cardo rerum, den Dreh- und Angelpunkt der Theologie getroffen. Wie Klaus Schwarzwäller hervorhebt, könne die Rechtfertigung allein durch Christus und allein durch Gnade nicht gedacht werden ohne den unfreien Willen des Menschen zur Seligkeit.

### Zwei-Reiche- und Drei-Stände-Lehre
Eine Ständeordnung prägte das damalige Europa, wobei die Formen der Herrschaftsausübung und Machtteilhabe regional erheblich variierten. Die Teilnahme der Stände in den einzelnen europäischen Regionen an den Agenturen und Administrationen gliederte sich zweifach. So bestanden auf Land- und Ständetagen für die höhere römisch-katholische Geistlichkeit und den Adel im Grundsatz Möglichkeiten zur Teilhabe an den Herrschaftsinstitutionen bzw. -entscheidungen, für die Bauern, Handwerker und Bürger hingegen kaum. Die bestehenden Ständegrenzen waren nicht ohne weiteres durchlässig. Man wurde innerhalb eines Standes geboren und starb auch zumeist in den eigenen Standesgrenzen. Die ständische Ordnung galt als gottgegeben, durch die Schöpfung begründet. An der Spitze der Gesellschaft standen Kaiser und Papst, der (Hoch-)Adel, die regierenden Fürsten und Könige und schließlich der sich wesentlich aus dem Adel rekrutierende hohe Klerus, also Bischöfe, Äbte und Prälaten.
In seiner Schrift Von der Freiheit eines Christenmenschen (1520) schränkte Luther die Freiheit ausschließlich auf die Beziehung des Individuums zu Gott ein. Im irdischen Leben habe dagegen jedermann, ohne aufzubegehren, an seinem Platz in der ständischen Ordnung zu verharren. Für Luther gab es prinzipiell zwei von Gott geführte, gottgewollte Regimente: Das weltliche Regiment (civitas terrena) wurde durch die Agenturen und Administrationen ausgeführt; ihre Zuständigkeit war die Einhaltung von Recht und Ordnung. Das geistliche Regiment (civitas dei) wurde durch das Wort Gottes geführt. Luthers Auffassung fand ihren Ursprung in der Theologie des Augustinus, er sah die Machtstellung Gottes geteilt, so trennte Augustinus diese in eben die „civitas dei“, das Reich Gottes und „civitas terrena“, das weltliche Reich. Die beiden Regimente durften nicht vermischt werden und ihre jeweiligen Vertreter durften keinen Einfluss auf das jeweils andere Reich nehmen.
Dennoch kann man in der Drei-Stände-Lehre Luthers eine gewisse Modifikationen innerhalb des geläufigen Ständeschemas erkennen. Durch Luthers strikte Trennung des geistlichen vom weltlichen Reich (Zwei-Reiche-Lehre) war die alte Frage, wem die Oberherrschaft im weltlichen Bereich (Kaiser oder Papst) zukam, klar für Kaiser und Fürsten entschieden. Der dritte Stand wurde zudem nun vornehmlich als Hausstand definiert, innerhalb dessen der Hausvorstand über die anderen Hausangehörigen herrschte. Die Unterordnungsverhältnisse fassten Luther und seine Nachfolger innerhalb des Schemas nicht mehr zwischen den drei Ständen, sondern verlegten sie in die drei Hauptstände:
- in der ecclesia (Kirche) standen die Prediger der Gemeinde gegenüber,
- in der politia (weltlicher Regierstand) die Obrigkeit den Untertanen und
- in der oeconomia (Hausstand) das Elternpaar den Kindern und dem Gesinde.

Da auch protestantische Geistliche verheiratet sein sollten, befanden auch sie sich im Hausstand. Auf diese Weise waren alle Menschen zugleich in allen drei Ständen verortet, die deshalb auch als genera vitae (Lebensbereiche) bezeichnet wurden. Theoretisch waren damit die drei Stände nebeneinander und nicht mehr untereinander angeordnet. In der Wirklichkeit wurden die Herrschaftsverhältnisse dadurch jedoch nicht angetastet. Der dritte Stand blieb weiterhin (im Widerspruch zu dem theoretischen Modell) zugleich auch der Untertanenstand.

### Polemische Spätschriften
Herzog Heinrich II. von Braunschweig-Wolfenbüttel war nach dem Tod Georgs von Sachsen einer der profiliertesten Fürsten auf altgläubiger Seite. Er trat auch publizistisch hervor. In seiner gegen Kurfürst Johann Friedrich I. gerichteten, polemischen Duplik (1540) bezeichnete er diesen als „Trunkenbold von Sachsen“ und behauptete, Luther würde ihn „seinen lieben andächtigen Hans Wurst“ nennen. Luther verfasste eine Gegenschrift (Wider Hans Worst, 1541), die mit ihrer Schärfe und Grobheit unter seinen sonstigen polemischen Schriften auffällt; sie enthält aber auch eine Darstellung seiner Ekklesiologie.
Luther erwartete in seinen letzten Lebensjahren das Weltende. Er beschäftigte sich in größerem Maße mit der Johannesapokalypse, die er in jüngeren Jahren noch als problematisch betrachtet hatte. Den Papst identifizierte er als Antichrist, nachdem dieser Bücherverbrennungen von Luthers Schriften anordnete. Die Türken und das Papsttum waren die beiden Mächte, die die letzte Bedrohung der Christenheit darstellten. Erschüttert reagierte er deshalb auf den Friedensschluss, den Kaiser und Papst 1544 mit den Türken erzielten, in Luthers Sicht ein „verbrecherischer und wahnwitziger Vorgang“. Zur Trias der vermeintlichen Feinde Christi, die Luther in seinen letzten Jahren mit Polemik überzog, gehörten außerdem die Juden. Die Schrift Von den Juden und ihren Lügen (1542) war dadurch veranlasst, dass Luther nicht akzeptierte, dass Juden in einigen protestantischen Territorien geduldet wurden. Sie fand, wie alle antijüdischen Schriften Luthers, ein recht geringes Publikumsinteresse. Aber das kursächsische Judenmandat vom 6. Mai 1543 berief sich ausdrücklich auf Luthers Schrift, und Luther war am Tag der Ausstellung beim Kurfürsten zu Gast.

### Musik
Schon früh kam Luther mit der Musik in Berührung, wichtige Markierungspunkte dürften die Zeit in Eisenach von 1498 bis 1501 gewesen sein, wo er als Kurrendensänger seinen Lebensunterhalt verbesserte und im Chorus musicus der Georgenkirche sang. Sein Studium der Sieben Freien Künste, Septem artes liberales in Erfurt führte ihn auch musiktheoretischen Themen zu. Als er im April 1503 in der Nähe von Erfurt durch einen Degenstich verletzt wurde, zwang ihn die stark blutende Stichverletzung am Oberschenkel zur nachhaltigen Bettruhe. Während des Krankenlagers lernte und verbesserte er sein Lautenspiel. Luther erhielt dabei Unterricht von Erfurter Studenten. Auch mit dem Niederschreiben von Musikstücken, etwa der Intabulierung, einem damals üblichen Verfahren, Singstimmen (Vokalmusik), also Gesänge in Instrumentalmusik zu übertragen, befasste er sich vermehrt in dieser Zeit. So verstand er es, im polyphonen Stil seiner Zeit zu komponieren. Seine besondere Wertschätzung fanden die Kompositionen von Josquin Desprez und Ludwig Senfl, zu dem er um 1520 brieflichen Kontakt hielt. Denn während seiner Romreise von 1511 bis 1512 lernte er in Italien die sich wandelnde Kirchenmusik kennen. So war er durch die Kompositionen von Josquin Desprez stark bewegt, seine Werke beeinflussten nachhaltig Luthers Vorstellungen von einer reformatorischen Kirchenmusik.
Kurfürst Friedrich der Weise, der auf reichhaltige Hofmusik bedacht war, stellte um das Jahr 1525 Johann Walter als Sänger und Komponist in die kursächsische Hofkapelle zu Torgau ein. Der Kurfürst starb bereits im selben Jahr. Sein Nachfolger Kurfürst Johann der Beständige legte hingegen keinen Wert auf Figuralmusik und löste 1526 die Hofkantorei auf, nachdem Walter noch im Herbst 1525 zusammen mit Martin Luther in Wittenberg die Reform der deutschen Messe in die Wege geleitet hatte. Für die Reformation wurde der Gemeindegesang, bis dahin in der römisch-katholischen Messe unüblich, zu einem wesentlichen Element der Gottesdienste. Obzwar es seit dem Mittelalter in der Römischen oder Lateinischen Kirche Bücher mit liturgischen Gesängen gab, wie Graduale und Antiphonale, waren sie nicht für den Gemeindegesang bestimmt. Sie enthielten lateinische Gesänge des Gregorianischen Chorals und waren für den Chor oder die Choralschola ausgelegt.
Luther maß der Musik wie der Theologie höchste Bedeutung für das Seelenheil des Menschen zu, weil sie „den Teufeln zuwider und unerträglich sei“ und „solches vermag, was nur die Theologie sonst verschafft, nämlich die Ruhe und ein fröhliches Gemüte.“ Er war selbst ein geübter Sänger, Lautenspieler und Liedkomponist und kannte Werke von Komponisten wie Josquin Desprez, Ludwig Senfl, Pierre de la Rue und Heinrich Finck.

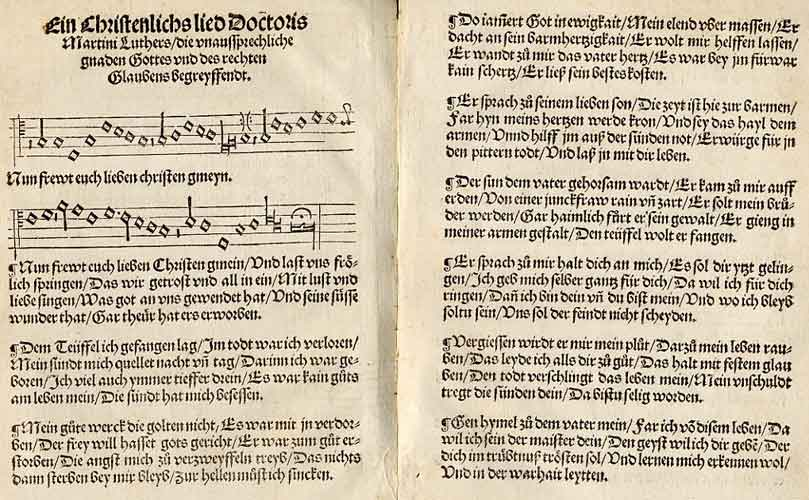
Nun freut euch, lieben Christen g’mein im Achtliederbuch

Dabei wies Luther, im Unterschied zum mittelalterlichen Verständnis der Musikausübung, der musica practica eine stärkere Bedeutung bei als der Musiktheorie und Musikphilosophie, musica speculativa. So reimte er in seiner Vorrede auf alle guten Gesangbücher von 1538 als Lob der „Frau Musica“: „Hier kann nicht sein ein böser Mut, / wo da singen Gesellen gut. / Hie bleibt kein Zorn, Zank, Haß noch Neid / weichen muß alles Herzeleid. / Geiz, Sorg und was sonst hart anleiht / fährt hin mit aller Traurigkeit. […] Dem Teufel sie sein Werk zerstört / und verhindert viel böser Mörd.“ Laut Friedrich Schorlemmer fasste er damit therapeutische, kathartische, sublimierende und friedensstiftende Funktionen der Musik zusammen.
Luther sah Musik als notwendigen Teil der schulischen und universitären Ausbildung. Jeder Schulmeister müsse singen können und auch der angehende Pfarrer solle theoretische und praktische Fertigkeiten in der Musik mitbringen. Er sagte etwa in einer Tischrede: „Könige, Fürsten und Herren müssen die Musica erhalten. Denn grossen Potentaten und Regenten gebühret, über guten freyen Künsten und Gesetzen zu halten. […] Man muß Musicam von Noth wegen in Schulen behalten. […] Die Jugend soll man stets zu dieser Kunst gewöhnen, denn sie machet fein geschickte Leute.“

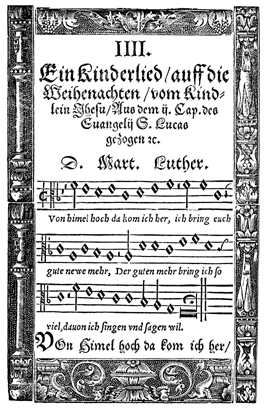
Luthers Choral Vom Himmel hoch, da komm ich her, 1567

Luther wandte sich gegen Tendenzen in der Reformationsbewegung, für ein rein innerlich-geistiges Glaubensverständnis auf Kunst und Musik zu verzichten: „Auch daß ich nicht der Meinung bin, daß durchs Evangelion sollten alle Künste zu Boden geschlagen werden und vergehen, wie etliche Abergeistliche fürgeben, sondern ich wollt alle Künste, sonderlich die Musica, gerne sehen im Dienst des, der sie geben und geschaffen hat.“
In den reformatorischen Liturgien gehörte der Gemeindegesang von Anfang an zu den fundamentalen Handlungselementen des Gottesdienstes. Um die Gemeinde stärker aktiv zu beteiligen, plädierte Luther für deutsche Lieder an bestimmten Stellen des Gottesdienstes. Nach seiner Schrift Deutsche Messe und Ordnung Gottesdiensts von 1526 sollten deutschsprachige Gemeindelieder, sogenannte Ordinariumslieder, lateinische Teile der Messe ersetzen oder ergänzen. Dabei wollte er nicht nur den lateinischen Text übersetzen, sondern auch die Melodik den Erfordernissen der deutschen Sprache anpassen: „Es muß beide, Text und Noten, Accent, Weise und Geberbe aus rechter Muttersprache und Stimme kommen; sonst ist Alles ein Nachahmen wie die Affen thun.“
Von Luther sind 36 Lieder überliefert. Wahrscheinlich verfasste er insgesamt 45 Lieder und Gesänge und komponierte für mindestens 20 davon auch die Melodien selbst. Bei einigen unterstützten ihn der kurfürstliche Sangmeister Konrad Rupff und der Kantor Johann Walter. Dabei verwendete Luther viele Formen der Übersetzung, Erweiterung und Kontrafaktur und schuf auch freie neue Lieder und Texte. Er übersetzte traditionelle lateinische gregorianische Hymnen und veränderte bei Bedarf die Melodie, um sie dem Duktus der deutschen Sprache anzupassen. Seine eigenen dichterischen Fähigkeiten sah er dabei mit Äußerungen wie „garstige und schnöde Poeterey“ durchaus kritisch. Daneben verwandte er Melodien von Volks- oder Weihnachtsliedern sowie Studenten- oder Kirchenliedern und wandelte sie teilweise geringfügig ab. Durch neue Texte wollte er damals populäre weltliche Lieder allmählich dem geistlichen Gebrauch widmen: „Gassenhauer, Reiter- und Bergliedlein christlich, moraliter und sittlich verändert, damit die bösen ärgerlichen Weisen, unnützen und schandbaren Liedlein auf der Gassen, Feldern, Häusern und anderswo zu singen, mit der Zeit abgehen möchten, wenn man christliche, gute, nützliche Texte und Worte darunter haben könnte.“
Luthers Lieder werden in Gattungen gegliedert:
- Hymnenbearbeitungen und -übertragungen wie Nun komm, der Heiden Heiland (EG 4), Christum wir sollen loben schon, Komm, Gott Schöpfer, Heiliger Geist (EG 126)[230]
- Katechismuslieder wie Dies sind die heilgen zehn Gebot (EG 231), Mensch, willst du leben seliglich, Wir glauben all an einen Gott (EG 183), Vater unser im Himmelreich (EG 344).
- Leisen wie Gelobet seist du, Jesu Christ (EG 23), Nun bitten wir den Heiligen Geist (EG 124), Christ ist erstanden (EG 99).
- Liturgische Gesänge: ein deutsches Sanctus, ein Kyrie (EG 192), ein Agnus Dei (EG 190.2), das Te Deum Herr Gott, dich loben wir (EG 191), Mit Fried und Freud ich fahr dahin (EG 519).
- Psalmlieder wie Aus tiefer Not schrei ich zu dir (EG 299), Wär Gott nicht mit uns diese Zeit, Ach Gott, vom Himmel sieh darein (EG 273), Es woll uns Gott genädig sein (EG 280), Lieder zu den Psalmen 14, 128. Diese Gattung gilt als „ureigenste Erfindung Luthers“, die alte Gesänge und Gebete Israels für die Christen seiner Zeit zugänglich machen und ihre Formen im reformatorischen Gottesdienst erhalten sollte.[231]
- Eigene Schöpfungen wie Ein neues Lied wir heben an (über die ersten Märtyrer der Reformation Hendrik Vos und Johannes van Esschen) und Ein feste Burg ist unser Gott (EG 362, angelehnt an Ps 46). Bei anderen Lutherliedern sind textliche und musikalische Vorbilder nicht auszuschließen.

Die Lutherchoräle erschienen erstmals 1523/24 im Achtliederbuch und 1524 in Wittenberg in einem evangelischen Gesangbuch. Sie wurden zu einer Säule des reformatorischen Gottesdienstes und prägten die Geschichte des geistlichen Liedes auf dem europäischen Kontinent nachhaltig.

### Verhältnis zur Täuferbewegung
In seinen Frühschriften warb Luther noch um Toleranz für abweichende religiöse Positionen. So schrieb er 1524, dass Häretikern mit der Heiligen Schrift und nicht mit dem Feuer begegnet werden solle. In seiner Ende 1527 verfassten Schrift Von der Wiedertaufe an zween Pfarrherrn wies Luther die Forderung der reformatorischen Täuferbewegung nach einer Bekenntnistaufe zwar zurück, kritisierte jedoch auch die bereits begonnenen Verfolgungen der noch jungen Bewegung. So schreibt er, es sei ihm „nicht recht und wahrlich leid, dass man solche elenden Leute so jämmerlich ermorde, verbrenne und greulich umbringe […] Man soll einen jeglichen lassen glauben, was er will. Glaubt er unrecht, so hat er genug Strafen an dem ewigen Feuer“. Allein die täuferischen Anführer sollten außer Landes gewiesen werden.
Ab 1530 jedoch wollte auch Luther die Todesstrafe für die Täufer nicht mehr ausschließen. Dieser Umschwung ist eventuell auf den Einfluss Melanchthons und auf das ein Jahr zuvor vom Reichstag erlassene Wiedertäufermandat zurückzuführen. Im Jahr 1531 unterschrieb Luther zusammen mit Melanchthon schließlich ein Gutachten, das sich ausdrücklich für die Todesstrafe für Täufer aussprach. Luther sah die Täufer nun vor allem unter den Aspekten des Aufruhrs und der Blasphemie. Staatliche Stellen sollten sie nicht wegen ihres abweichenden Glaubens, sondern vor allem aufgrund des durch sie geschürten Aufruhrs verfolgen. Für ihn waren die Täufer von einem „mörderischen, aufrührerischen, rachgierigen Geist, dem der Odem nach dem Schwert stinkt“. Die infolge der zunehmenden Verfolgung geheim abgehaltenen Zusammenkünfte der Täufer waren für Luther „ein gewiss Zeichen des Teufels“. Luther sprach selbst stets mit anti-täuferischer Tendenz von Wiedertäufern.

### Verhältnis zu Türken bzw. zum Islam
In den Türkenkriegen (1521–1543) benutzte Luther die Gefahr der osmanischen Expansion zunächst für seine kirchenpolitischen Zwecke. Er erklärte, dass es zunächst gelte, den „inneren Türken“, also den Papst, zu besiegen, bevor man sich daran machen könne, gegen den Großtürken von Istanbul loszuschlagen, die er beide für Inkarnationen des Antichristen hielt. Als Wiens Belagerung durch Sultan Süleyman I. 1529 auch Mitteleuropa gefährdete, differenzierte er seine Haltung. In seiner Schrift Vom Kriege wider die Türken erläuterte er, dass der Papst den Türkenkrieg bisher nur als Vorwand zum Kassieren von Ablassgeldern benutzt habe. Die Misserfolge in der Abwehr der osmanischen Expansion erklärte er mit seiner Zwei-Reiche-Lehre: Es sei nun einmal nicht Aufgabe der Kirche, zu Kriegen aufzurufen oder sie selbst zu leiten – dies ist eine deutliche Anspielung auf den ungarischen Bischof Pál Tomori, der als einer der Kommandanten für die verheerende Niederlage in der Schlacht bei Mohács (1526) verantwortlich war. Für die Verteidigung gegen die Türken sei allein die weltliche Obrigkeit zuständig, der jeder Mensch Gehorsam schulde, die mit dem Glauben jedoch nichts zu tun habe. Mit dieser Argumentation war jede Vorstellung von einem Kreuzzug gegen die Osmanen unvereinbar. Den Krieg gegen die Türken selbst rechtfertigte Luther als Verteidigungskrieg und mahnte zu gemeinsamem Handeln.
Diese strikte Trennung von geistlichen und weltlichen Zuständigkeiten hob Luther wenige Monate später wieder auf, als er im Herbst 1529 in seiner Heerpredigt wider die Türken diese als Feinde Christi und eschatologische Vorzeichen des Jüngsten Gerichts hinstellte und es zur Aufgabe gerade der Christen erklärte, „getrost dreinzuschlagen“. Mit diesen entschiedenen Tönen wollte er Vorwürfen den Boden entziehen, er habe sich durch Untergraben der Einheit des Christentums zum Handlanger der Türken gemacht.
Luther bezog seine Korankenntnisse hauptsächlich aus dem Werk von Ricoldo da Monte di Croce aus dem Florentiner Kloster St. Maria Novella. Die für dessen Orientmission geschriebene Koranwiderlegung Contra legem Sarracenorum (1300) (Gegen das Gesetz der Sarazenen, also den Koran) hatte große Bedeutung und wurde mehrfach übersetzt, unter anderem 1542 von Luther ins Deutsche unter dem Titel Verlegung des Alcoran.

### Missiologie
Luthers Verständnis von „äußerer Mission“ bewegt sich im Wesentlichen in den Bahnen reformatorischer Vorstellungen. Es ist vor allem vom Gedanken an das wirkungsmächtige Wort Gottes geprägt. Von Gott ausgesandt, sei das Evangelium durch die Predigt der Apostel weltweit verbreitet worden: „Das ist auch geschehen, daß das Evangelium ist geprediget und dadurch das Reich Christi sehr groß erbauet an allen Orten unter dem Himmel.“ Der Lauf des Evangeliums vollzieht sich, so Luther ergänzend, aber auch in nachapostolischer Zeit und sammelt weltweit bis zum Jüngsten Gericht Menschen zum Reich Christi.
Eine organisierte Missionsveranstaltung sei nicht mehr notwendig, zumal das Apostolat und die damit einhergehende Berufung zur Weltmission (Mt 28,18-20) nicht mehr bestehe. Wenn die Umstände es erfordern, ist dennoch jedem Christ, so der Wittenberger Reformator, das missionarische Zeugnis aufgetragen: „Die Christen sollen auch dazu viel Frucht durchs Wort unter allen Heiden schaffen, viele bekehren und selig machen, also daß sie um sich fressen sollen wie ein Feuer.“

## Rezeption

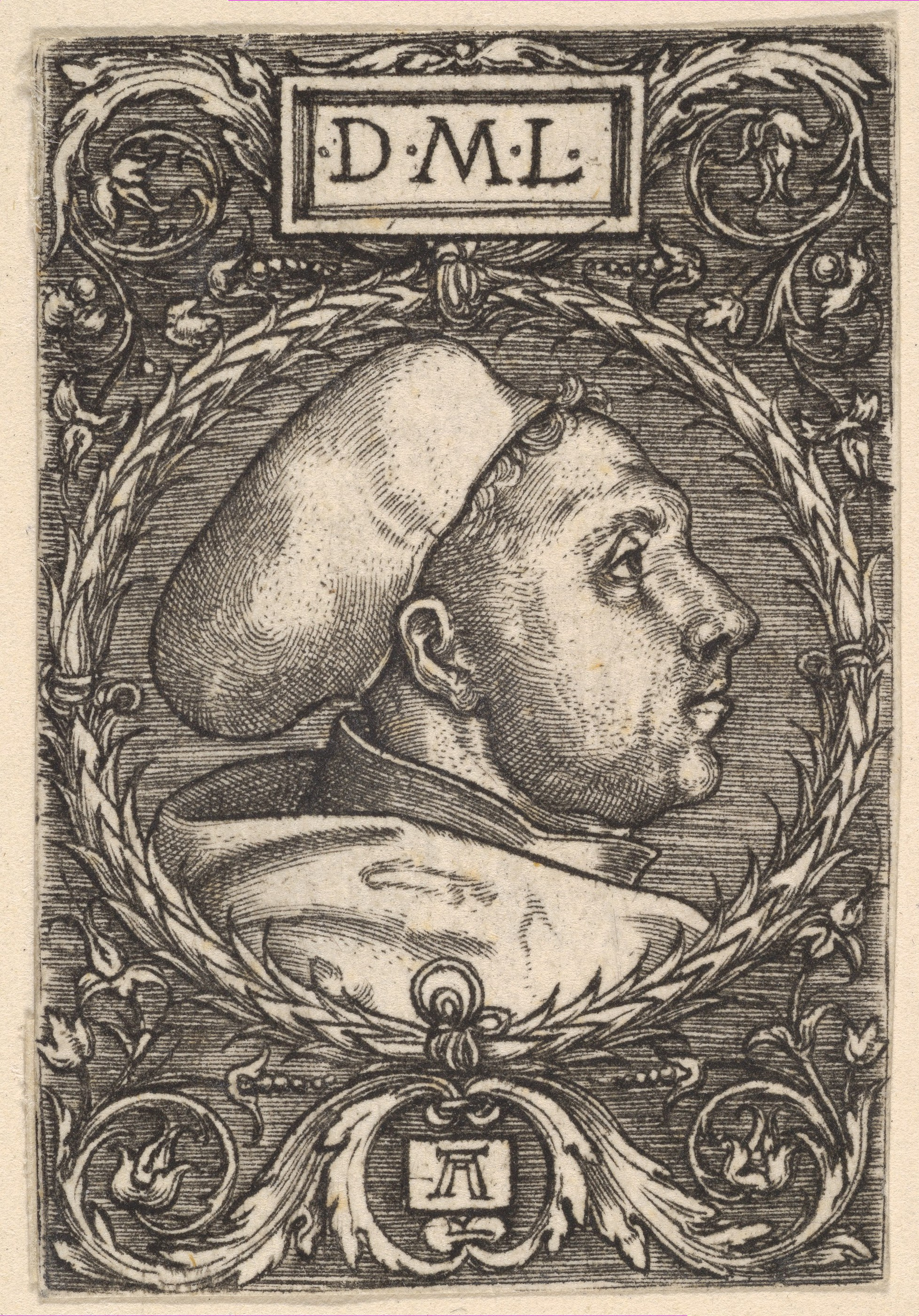
Martin Luther, Holzschnitt von Albrecht Altdorfer, vor 1530

### Sprachprägende Wirkung
Luthers Sprachform war das Ostmitteldeutsche seiner Heimat, in dem nord- und süddeutsche Dialekte schon teilweise verschmolzen waren, was eine große Verbreitung seiner Schriften ermöglichte. Luthers Sprache ist nach Werner Besch (2014) außerdem eingebunden in die maßgebliche kursächsische Schreibtradition Wittenbergs. Erst Luthers Bibelübersetzung verschaffte dem obersächsisch-meißnischen Dialekt den Impuls zum allgemeinsprachlichen Frühneuhochdeutsch in ganz Deutschland, vor allem im niederdeutschen Raum, später auch im Oberdeutschen. „Das Deutsch seiner Bibel ist wohl der wichtigste Steuerungsfaktor in der jüngeren Sprachgeschichte“, so das Fazit von Besch.
Mit der Bibelübersetzung, einem Gemeinschaftswerk Luthers, Melanchthons und weiterer Wittenberger Theologen, erzielte der Reformator eine große Breitenwirkung. Die endgültige sprachliche Gestaltung behielt sich Luther vor, so dass die Bezeichnung Lutherbibel zutreffend ist. Es gab vorher schon vierzehn hochdeutsche und vier niederdeutsche vorlutherische deutsche Bibeln. Die Prinzipien seiner Übersetzungsarbeit hat Luther selbst in seinem Sendbrief vom Dolmetschen von 1530 ausführlich dargestellt und gegen den katholischen Vorwurf der Textverfälschung gerechtfertigt.
Luther übersetzte nicht wortgetreu, sondern versuchte, biblische Aussagen nach ihrem Sinn (sensus literalis) ins Deutsche zu übertragen. Dabei legte er die Bibel gemäß seiner Auffassung von dem her aus, „was Christum treibet“, und dies hieß für ihn, auszugehen von Gottes Gnade in Christus als Ziel und Mitte der ganzen Schrift. Er begriff das Evangelium „eher als mündliche Botschaft denn als literarischen Text, und von daher erhielt die Übersetzung ihren sprechsprachlichen, hörbezogenen Charakter.“ Seine sprachliche Gestaltung wirkte bis zur Gegenwart stil- und sprachbildend. Im Bereich des Wortschatzes ersann er Ausdrücke wie „Sündenbock“, „Lückenbüßer“, „Lockvogel“ oder „Dachrinne“. Auch Redewendungen wie „Perlen vor die Säue werfen“ gehen auf ihn zurück. Neben diesen Neuerungen bewahrte er aber auch historische Formen der Morphologie, die schon weitgehend durch Apokope verschwunden waren, wie das lutherische e. Für die Rechtschreibung führte seine Übersetzung dazu, dass die Großschreibung der Nomen beibehalten wurde. Luthers Bibel gilt daneben auch dichterisch als große Leistung, da sie bis in den Silbenrhythmus (Prosodie) hinein durchdacht ist.

### Lutherforschung
Luthers Theologie wird seit 1800 erforscht, systematisch seit etwa 1900. Ihre Deutung war stets eng mit der Zeitgeschichte verbunden. Wichtige Lutherforscher waren Theodosius Harnack (konfessionelle preußisch-konservative Restauration), Albrecht Ritschl und Wilhelm Herrmann (neukantianischer Individualismus), Karl Holl und Erich Seeberg (Lutherrenaissance), wichtige Lutherinterpreten waren Friedrich Gogarten, Rudolf Bultmann, Gerhard Ebeling (existentiale Interpretation), Walther von Loewenich, Ernst Wolf und Hans Joachim Iwand (sozialkritisches Luthertum nach 1945).
Die kritische Weimarer Gesamtausgabe entstand seit 1883. Bis 1920 wurden viele Luthermanuskripte entdeckt (Vorlesungen 1509–1518, Predigtnachschriften, Disputationsprotokolle 1522–1546). 1918 wurde die Luther-Gesellschaft gegründet, die sich der Erforschung des Lebens und Wirkens Martin Luthers widmet und die Zeitschrift Luther sowie die Lutherjahrbücher herausgibt. Seit 1945 findet im mehrjährigen Turnus ein Internationaler Kongress für Lutherforschung in verschiedenen Städten statt, an dem seit dem dritten Treffen in Helsinki auch katholische Fachleute teilnehmen.
Zahlreiche Studien zu bestimmten Lebensabschnitten oder Einzelfragen erschienen. Dabei wurde auf evangelischer Seite lange vorrangig die reformatorische Wende erforscht. Neuere Textfunde und interkonfessionelle Forschungsprojekte hellten allmählich das differenzierte und komplexe Verhältnis Luthers zur katholischen Tradition auf. Der Kirchenhistoriker Otto Scheel stellte als Erster fest, dass Luther vor seinem Theologiestudium mit keinen häretischen, humanistischen und kirchenkritischen Strömungen seiner Zeit in Berührung gekommen war. Der Psychoanalytiker Erik H. Erikson versuchte 1958, Luthers Theologie aus frühkindlichen Deformationen seiner Sexualität und angestauten Schuld- und Hassgefühlen gegen seinen Vater zu erklären. Für die neuere katholische Lutherforschung ist der Ansatz von Joseph Lortz wichtig, dessen Spitzensatz lautete: „Luther rang in sich einen Katholizismus nieder, der nicht katholisch war.“ Gemeint war der Ockhamismus und die fehlende Vertrautheit mit Thomas von Aquin, während Luthers lebenslange Bezugnahme auf Augustinus als „katholisches Erbe“ des Reformators von Lortz begrüßt wurde.

### Bilder

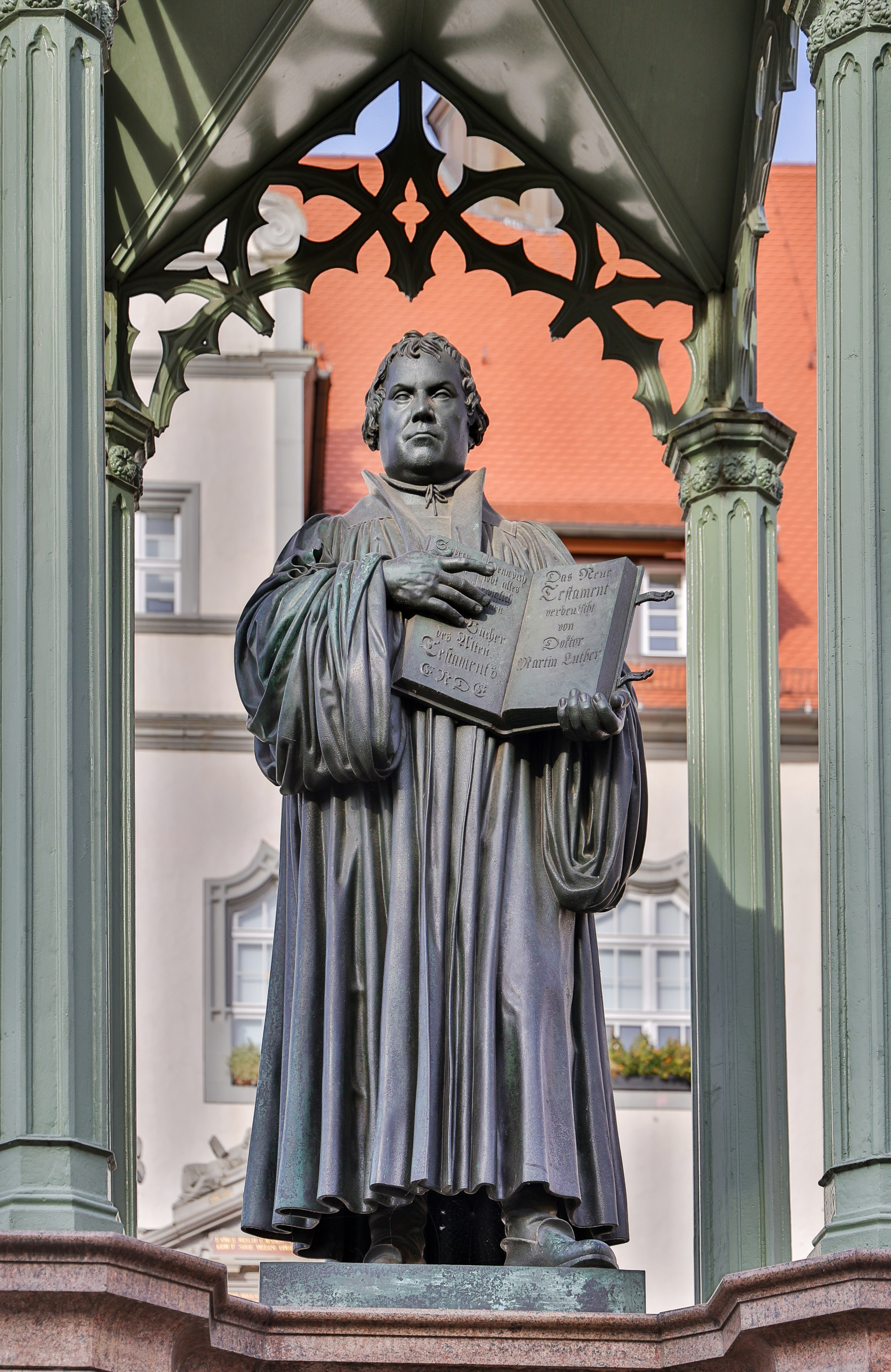
Lutherdenkmal in Wittenberg

Luther gehört zu den am häufigsten abgebildeten Personen der deutschen Geschichte. Zu Lebzeiten schuf die Cranach-Werkstatt rund 500 Bilder von ihm, davon mindestens 306 Porträts. Viele davon beruhen auf elf Porträts, die Lucas Cranach der Ältere und seine Söhne als Hofmaler des sächsischen Kurfürsten herstellten und für die Luther Modell saß. Das Totenbild schuf Lukas Furtenagel. Zudem malten fast alle damaligen wichtigen Künstler nicht persönlich autorisierte Lutherbilder. Nur Albrecht Dürer, der Luthers Lehren seit 1520 anhing und wünschte, ihn abbilden zu dürfen, fehlt aus unbekannten Gründen. Zudem wird eine hohe Dunkelziffer verschollener Lutherbilder aller Art vermutet.
Verschiedene Bildmerkmale kennzeichnen bestimmte Aspekte seiner Biografie: Luther als Mönch (mit Tonsur und Mönchskutte), Theologe (mit Doktorhut), Junker Jörg (mit Vollbart), Ehemann (mit Katharina von Bora), Prediger bzw. Kirchenvater (in schwarzem Gewand, mit Buch oder Schriftrolle), Professor (in Schaube mit Pelzkragen).
Die von Cranach d. Ä. geprägten Luthertypen wurden im Laufe der Jahrhunderte nicht nur kopiert, sondern auch interpretiert. So nahmen Künstler Luther für die eigene historische Situation und Position affirmativ oder kritisch in Anspruch. Auf einem Bildnis Gottfried August Gründlers (1710–1775) erscheint Luther z. B. als milde lächelnder Pietist. Johann Martin Preissler (1715–1794) bildet ihn als Aufklärer ab, Emil Ludwig Grimm (1790–1863) als romantisches Genie, Karl Bauer (1868–1942) als Visionär des Kaiserreiches, Otto von Kursell (1884–1967) als ,Nationalsozialisten‘. Darstellungen aus der DDR zeigen ihn als Parteigänger der Herrschenden. Neuere Bearbeitungen verwenden sein Bild als Werbeträger (Bildzeitung) oder Medium digitaler Kunstwerke (Martin Missfeldt).

### Gedenken und Museen
Zum 450. Jahrestag der Reformation erschien Luthers Porträt mit Doktorhut im Briefmarken-Jahrgang 1967 der Deutschen Post der DDR. Zum 500. Luthergeburtstag 1983 prägten die Bundesrepublik Deutschland und die DDR jeweils eine silberne Gedenkmünze; es erschienen Sonderbriefmarken, so im Briefmarken-Jahrgang 1982 der Deutschen Post der DDR, auf einem im gleichen Jahr verausgabten Kleinbogen der Deutschen Post der DDR, auf einem Briefmarkenblock vom 18. Oktober 1983 der DDR-Post, im Briefmarken-Jahrgang 1983 der Deutschen Post der DDR sowie im Briefmarken-Jahrgang 1983 der Deutschen Bundespost. Bereits 1961 war Luther auf dem 0,15 DM - Wert der Dauermarkenserie Bedeutende Deutsche vertreten.
Viele Kirchengebäude heißen Lutherkirche. In der Kirche St. Michael in Jena steht seit 1571 sein Grabstein. Die Evangelische Kirche in Deutschland gedenkt laut ihrem Perikopenbuch (2018) am 25. Juni des Augsburger Bekenntnisses, am 31. Oktober der Reformation. Der Evangelische Namenkalender sieht ferner einen Gedenktag für Martin Luther am 18. Februar vor. Auch Anglikaner feiern den Reformationstag jährlich am 31. Oktober.
Im September 2008 eröffnete der Lutherische Weltbund die Luther-Dekade, die auf das 500-jährige Jubiläum des Thesenanschlags in Wittenberg hinführen und die weltweite Bedeutung der Reformation vermitteln sollte. Dazu wurde ein Luthergarten Wittenberg angelegt.
Auch eine Pflanzengattung Luthera Sch.Bip. aus der Familie der Korbblütler (Asteraceae) ist nach ihm benannt.

### Zugeschriebene Zitate
Den berühmten Schlusssatz seiner Rede auf dem Reichstag zu Worms: „Hier stehe ich, ich kann nicht anders“ hat Luther mutmaßlich nicht gesagt, jedenfalls ist er nicht in den Verhandlungsprotokollen verbürgt. Trotzdem ist der Satz aber offenkundig ein authentisches Lutherzitat, denn er fand sich erstmals als deutschsprachiger Zusatz zum lateinischen Redemanuskript, das Luther selbst verfasst hatte, und zwar in folgender Form: „Ich kann nicht anderst/ hie stehe ich/ Got helff mir/ Amen.“ Dieses Manuskript wurde bald darauf von Johann Gronenberg in Wittenberg gedruckt und fand so weite Verbreitung. Der Kirchenhistoriker Thomas Kaufmann hält es für wahrscheinlich, dass Luther den Satz an das (vermutlich vor seinem Auftritt angefertigte) Redemanuskript als Reaktion auf sein letztes Gespräch mit Johann von der Eck am 25. April 1521 anfügte, um damit seiner offenen und ungewissen Situation als Bekenner des Evangeliums Ausdruck zu verleihen. Hingegen hat ein anderes, lange Zeit Luther zugeschriebenes Zitat, nämlich das vom Apfelbäumchen seinen Ursprung nicht bei ihm: „Wenn ich wüsste, dass morgen die Welt unterginge, würde ich heute noch ein Apfelbäumchen pflanzen.“

## Werke

### Einzelausgaben
- 95 Thesen wider den Ablass. 1517.
- Ausslegung des hundert und neündten psalmen. 1518.
- Eyn deutsch Theologia. 1518.
- Auslegung und Deutung des heyligen vater unsers. 1518.
- Die Sieben Bußpsalm mit deutscher außlegung nach dem schrifftlichen synne tzu Christi und gottes gnaden. 1518.
- Eyn kurtze form das Pater noster zu versteen unnd zu betten: fur die jungen kinder im christlichen glauben. [Gutknecht], [Nürnberg] [1519].
- Unterricht auf etliche Artikel […] 1519.
- Ein kurtze unterweysung wie man beichten soll. 1519.
- Auslegung deutsch des Vater unnser fuer dye einfeltigen leyen. 1519.
- Der zehen gebot gotes ain Schöne nutzliche Erklerung […] gaistlichen und weltlichen dienende. Item Ain Predig von den Siben todsünden. Augsburg 1520.
- Ein kurtz form der zehen gebot. Ein kurtze form des Glaubens. Ein kurtze form des Vater vnsers. 1520.
- Von den neüwen Eckischen Bullen unnd lugen. [Ramminger], [Augsburg] 1520.
- Von den guten werckenn. 1520.
- Die .x. gebot gottes mit ainer kurtzen Außlegung jrer erfüllung vnd übertrettung. [Ramminger], [Augsburg] [1520].
- Ein heylsams Buchlein von doctor Martinus Luther August. von der Beicht gemacht. Übersetzt von Georg Spalatin. 1520.
- Erklerung Doctor Martini Luthers etlicher Artickel in seinem Sermon von dem hailigen Sacrament. 1520.
- Ein Trostlichs buchlein Doct. Martini Lutheri Augustiners. in aller widerwertickeyt eynes yeden Christglaubigen menschen. Übersetzt von Georg Spalatin. 1520.
- An den Christlichenn Adel deutscher Nation: von des Christlichen standes besserung. 1520.
- Hie nach volget so Doctor Martinus Luter iüngst gemacht hat. von Christlichs standes besserunng, welchs in dem erst gedruckten büchlein nitt begriffen ist. [Hans von Erfurt], [Augsburg] [1520].
- Von der Freiheit eines Christenmenschen. 1520.
- Von der Babylonischen gefengknuß der Kirchen. [Schott], [Straßburg] [1520].
- Appellation oder Beruffung an ain christelich frey Concilium von dem Pabst und seinen unrechten frevel vorneuert und repetirt. [Nadler], [Augsburg] 1520.
- Warumb des Bapsts und seyner Jungernn bucher von Doct. Martino Luther vorbrant seynnn. 1520.
- Underricht an Kurfursten von Sachssen. disputation zu Leypßig belangent: vnnd D. Eckius briue. von der selbigen. [Miller], [Augsburg] [1520].
- Von dem Papstthumb zu Rome, wider den hochberumpten Romanisten zu Leyptzig. 1520.
- An den Bock zu Leyptzck. Wittenberg 1521.
- Der 36. Psalm David. 1521.
- Deutsch Außlegung des sieben vnd sechtzigsten Psalmen. von dem Ostertag. Hymelfart vnd Pfingsten. [Rhau-Grunenberg], [Wittenberg] [1521].
- Antwort auf Pfintztag des 18. Tag Aprilis im 1521 J. vor Kays. May. und den Churfürsten […] des Reichs offenlich beschehen. [Grimm u. a.], [Augsburg] [1521].
- Euangelium von den Zehen Aussetzigen verteütscht vnd außgelegt. [Grimm], [Augsburg] [1521].
- Grund vnnd ursach aller Artickel D. Marti. Luther: ßo durch Romische Bulle vnrechtlich vordampt seyn. [Lotter], Wittenberg [1521].
- Postil Oder ußleg der Epistel vnd Euangelien durch den Aduent. [Schott], [Straßburg] 1521.
- Passional Christi vnd Antichristi. [Wittenberg] [1521].
- Vom Eelichen Leben. [Wittenberg] [1522].
- Antwort martinus deitsch lüthers Auff König Heynrichs von Engelland bůch. 1522.
- Daß Jhesus Christus ein geborner Jude sey. Augsburg 1523.
- Ain betbüchlin unnd leßbüchlin. Mar. Luther gemeret unnd gebessert. Wittemberg, 1523.
- Eyn Enchiridion Oder Handbuchlein/ eynem yetzlichen Christen fast nutzlich bey sich zuhaben/ zur stetter vbung vnnd trachtung geystlicher gesenge/ vnd Psalmen/ Rechtschaffen vnnd kunstlich vertheutscht. Erfurt 1524 (enthält unter anderem 18 Lieder Luthers).
- An die Radherrn aller stedte deutsches lands: das sie Christliche schulen auffrichtenn vnd halten sollen, Erfurt 1524.
- Das Elltern die kinder zur Ehe nicht zwingen noch hyndern. [Wittenberg] [1524].
- Wider die Mordischen und Reubischen Rotten der Bawren. 1525.
- Das der freie wille nichts sey. Antwort D. Martini Luther an Erasmum Roterdam. Übersetzt von Justus Jonas der Ältere. Wittenberg 1526.
- Vom kriege widder die Türcken. Wittemberg 1529.
- Ein feste Burg ist unser Gott. 1529.
- Enchiridion. Der kleine Catechismus für die gemeine Pfarrherrn und Prediger. Wittenberg 1529.
- Deudsch Catechismus.  Wittenberg 1529.
- Ein Sendbrieff D.M. Lutthers Von Dolmetzschen und Fürbitt der heiligenn. Nürnberg 1530.
- Wider Hans Worst. 1541.
- Von den Jüden und jren Lügen. Hans Lufft, Wittemberg 1543.
- Biblia Germanica. 1545.
- Geistliche Lieder. Mit einer newen Vorrede D. Mart. Luth. 1560.

### Werkausgaben
- Im Bestand der Bibliotheca Eugeniana der Österreichischen Nationalbibliothek befindet sich die Ausgabe letzter Hand (1545) von Martin Luthers Übersetzung des Alten und Neuen Testaments: Biblia: das ist: Die gantze Heilige Schrifft: Deudsch. D. Mart. Luth. Wittenberg: Hans Lufft 1545; Monika Kiegler-Griensteidl lieferte im Dezember 2023 eine Beschreibung des Werk im Forschungsblog der Österreichischen Nationalbibliothek.
- Weimarer Ausgabe (WA): D. Martin Luthers Werke. Kritische Gesamtausgabe. 120 Bände, Weimar 1883–2009 (Sonderedition 2000–2007), ISBN 3-7400-0945-4.
- Kurt Aland (Hrsg.): Luther deutsch. Die Werke Martin Luthers in neuer Auswahl für die Gegenwart, 10 Bände, ein Registerband, ein Ergänzungsband. (ab 1957) 4. Auflage, Vandenhoeck & Ruprecht, Göttingen 1991, ISBN 3-8252-1656-X. – Als CD-Rom: Martin Luther, Gesammelte Werke. Digitale Bibliothek Band 63. Directmedia, Berlin 2002, ISBN 3-89853-639-4.
- Martin Luther. Studienausgabe in 6 Bänden. Evangelische Verlagsanstalt, Leipzig, 1987–1999.

## Filme
Es sind als Lutherfilme mehr als zehn bekannte Spielfilme und eine große Anzahl von Dokumentationen über ihn und seine Zeitepoche entstanden. Als Beispiel aus jüngerer Zeit:
- Eric Till (Regie): Luther, 2003, USA und Deutschland, 118 Min. Der Film spielt im Zeitraum von 1505 bis 1530 (zum Augsburger Reichstag und der Confessio Augustana). Joseph Fiennes spielt in der Hauptrolle Luther.

Im selben Jahr erschien, als weiteres Beispiel, eine szenische Dokumentation von Lew Hohmann (Buch und Regie), das übrigens auch auf den genannten Spielfilm Bezug nahm:
- Lew Hohmann: Martin Luther – Ein Leben zwischen Gott und Teufel, Deutschland, 2003, 45 Min. (Matthias Hummitzsch als Luther in den Spielszenen an Originalorten.)